# Histoire de Bruyères

Les armoiries de Bruyères se blasonnent ainsi : D’azur, à la tour d’argent crénelée, accompagnée au canton dextre d’une maison avec deux panonceaux de même, et au sénestre d’une église avec son clocher, aussi d’argent, en chef trois étoiles d’argent.
Les premières armes de Bruyères, authentifiées sous Henri II duc de Bar et de Lorraine, au XVIe siècle, étaient légèrement différentes.

L’histoire de Bruyères (Vosges) commence réellement aux XIIe – XIIIe siècles avec l’érection d’un château fort exigée par le duc de Lorraine pour assurer ses fonctions d’avoué de l’Insigne Église collégiale et séculière de Saint-Pierre à Remiremont et avec l’octroi de la charte de Beaumont aux bourgeois de la ville en 1263. De la chastellerie initiale évoquée dans les actes en 1285 se dégagent progressivement un bourg et un faubourg à vocation commerçante qui devient une circonscription à la fois administrative et judiciaire en tant que chef-lieu de prévôté, puis de bailliage pendant l’Ancien Régime lorrain et français. Le destin de Bruyères est lié à l’histoire du duché de Lorraine de sa création jusqu’à l’annexion par la France en 1766 : le sud-est du territoire lorrain est en effet resté sans discontinuité dans le domaine ducal jusqu’à la disparition du duché de Lorraine et de Bar. Devenue chef-lieu de district pendant la période révolutionnaire, puis de canton à partir de 1795, la ville de Bruyères vit au même rythme que les autres petites et moyennes communes de la région sans s’en distinguer particulièrement. Il faut attendre la Seconde Guerre mondiale pour que Bruyères se démarque davantage dans l’histoire vosgienne et internationale avec la bataille de Bruyères-Biffontaine dont le souvenir resté vivace est à l’origine du jumelage de Bruyères avec la capitale hawaïenne Honolulu le 15 octobre 1961.

## Frise chronologique des entités territoriales où se trouvait Bruyères
Bruyères et le territoire antérieure à sa fondation ont traversé les siècles de manière plutôt linéaire comme une région de l'axe lotharingien marqué par l'empreinte franque, puis lorraine avant de passer dans le giron français. Elle est située pendant presque huit siècles dans le Saint-Empire romain germanique par l'entremise des ducs de Lorraine qui se libéreront progressivement de la tutelle impériale pour ne garder qu'un lien de protectorat en 1542.

## Histoire administrative et politique

### À l'échelle régionale
Bruyères fut chef-lieu :

Canton de Bruyères en 2015.

- de prévôté : du Moyen Âge à 1698[1],[2] ;
- d’une gruerie : du Moyen Âge à 1747[3];
- de bailliage : de 1698 à 1790[1],[4] ;
- de district : de 1790 à l’An III ;
- d’une mairie très étendue[1],[5].

Après le rattachement de la Lorraine ducale au royaume de France en 1766, Bruyères perd rapidement son statut de chef-lieu chargé d'un territoire plutôt vaste proportionnellement à la taille de la ville. L'histoire de Bruyères en tant que centre administratif ramène systématiquement au duché de Lorraine et à travers lui au Saint-Empire romain germanique. Bruyères se situait dans le bailliage de Vôge dont le chef-lieu était Mirecourt. Les deux autres bailliages de Lorraine étaient celui de bailliage de Nancy et celui bailliage d'Allemagne. Malgré les réformes successives de l'administration impériale et la très forte autonomie du duché dans le Saint-Empire acquise par le duc à partir de 1542, Bruyères restera pendant cinq siècles le siège d'une prévôté dans un bailliage dont le siège resta Mirecourt. Il y eut donc une certaine stabilité dans l'organisation administrative du duché.
Dans le duché de Lorraine sous tutelle française avant l'annexion, c'est-à-dire sous le règne de Stanislas Leszczynski (1737–1766), Bruyères finit sa période de chef-lieu de terres plus vastes que la superficie de sa simple mairie en devenant siège bailliager, lequel se transforme définitivement en bailliage de Bruyères.
En France, après la brève période du district de Bruyères (1790-1795) et la création du département des Vosges avec pour chef-lieu Épinal, Bruyères devient chef-lieu de Bruyères dans l'arrondissement d'Épinal.
« L’Estat des Bans et Communaultez de la Prévôté de Bruyères » dressé à Grandvillers le 19 décembre 1664 énumère les sous-divisions territoriales suivantes :
- appartenant au domaine ducal entièrement ou pour partie : Aumontzey, Bruyères château et bourg[1], Corcieux, Champdray, Champ-le-Duc, Docelles, Deycimont, Dompierre, Fays, Gentilshommes de Laveline, Girecourt-sur-Durbion, Grandvillers, Granges-sur-Vologne, Gugnécourt, Herpelmont, Jussarupt, La Chapelle-devant-Bruyères, La papellerie de Sieur Gérard, La Rozière, Laval-sur-Vologne, Prey, Rehaupal, Yvoux ;
- donné en fief à d’autres seigneurs : Belmont-sur-Buttant, Bois-de-Champ, Cheniménil, Corcieux, Faucompierre, Fimenil, Granges-sur-Vologne, Lépanges-sur-Vologne, Vaudicourt (ban disparu comprenant Aydoilles, Fontenay, Le Roulier et partie de Nonzeville) ;
- appartenant à une seigneurie ecclésiastique entièrement ou pour moitié : Basse Rue de Destord, Bancourt, Biffontaine, Nonzeville, Pierrepont-sur-l'Arentèle ;
- à cette liste qui ne précise pas toutes les agglomérations ou lieux-dits puisque l’état s’arrête aux bans et communautés, il faut ajouter des alpages ou « chaumes » sur les crêtes pour l’estive décrites ainsi par Thierry Alix[1], conseiller d'état et président des Comptes de Lorraine, au XVIe siècle :

1. Lemmersgoutte (Lanversgotte) « en allemand Gauritz, une giste » ;
2. Fonyer (Fonie) « en allemand Schirmbsberg, une giste » ;
3. Bellefirst (Balveurche) « deux gistes » ;
4. Bebeuriedt (Belbriette) « une giste ».

Une « gîte » en patois vosgien est une marcairie avec un nombre de vaches et un territoire d'exploitation bien définis. La gîte désigne en même temps le bâtiment d'exploitation qu'on désigne aussi par « chaume ».
C'est pour cette raison que l'usage parlait de prévôté montagnarde avec celle d'Arches et de Saint-Dié et que sa gruerie joua un rôle important. Son territoire administratif démarre sur le plateau à 330 m d'altitude et atteint les crêtes vosgiennes à 1 280 m à la chaume de Balveurche. Cela représente une prévôté de 445 km2 avec divers finages montagneux.
Pour assurer la moyenne et basse justice et pour conduire les affaires courantes, des officiers étaient à l'origine issus de la petite noblesse ou ils étaient anoblis pour loyaux services. Plus tard, les souverains passeront à la vénalité des offices. Par l’édit du 27 février 1725, Léopold Ier, duc de Lorraine, de Bar, de Montferrat, Roi de Jérusalem, marquis, duc de Calabre, reconduit les offices héréditaires et perpétuels.
Dans le siège bailliager de Bruyères, il y avait un lieutenant bailliager, deux conseillers, un procureur, un gruyer, un commissaire aux saisies réelles, un curateur en titre et un huissier audiencier.
La prévôté était dirigée par un capitaine prévôt assisté de deux sergents. Pour la gruerie, le gruyer était assisté d'un arpenteur et d'un premier forestier (« forêtier »).

### À l'échelle locale

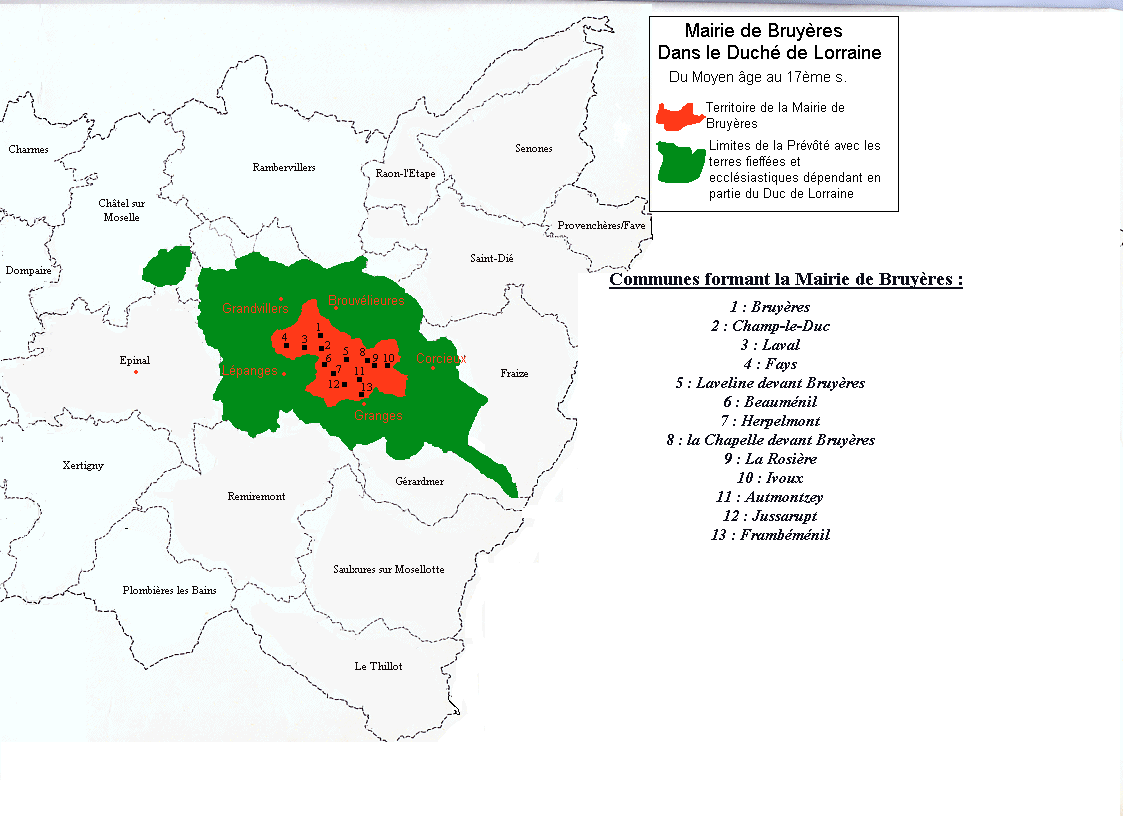
Dépendances de la mairie de Bruyères, Lorraine ducale jusqu'au XVIIIe siècle.

La mairie de Bruyères se composait des villages suivants :
- indivise entre le duc de Lorraine et le Chapitre de Remiremont : Aumontzey, Beauménil ;
- justice partagée avec d'autres seigneurs dits comparsonniers[11] : la juration[note 1] La Chapelle[12] (autrefois dans la prévôté de Saint-Dié, ban de Moyenmoutier) comprenant la cense de La Rozière, Yvoux ;
- seigneurie appartenant directement au duc : Fays, Frambéménil, la cense de La Goutte, Herpelmont, Jussarupt, Laval-sur-Vologne, Laveline-devant-Bruyères ;
- partie de Champ-le-Duc.

### Au spirituel

#### Limites diocésaines et paroissiales

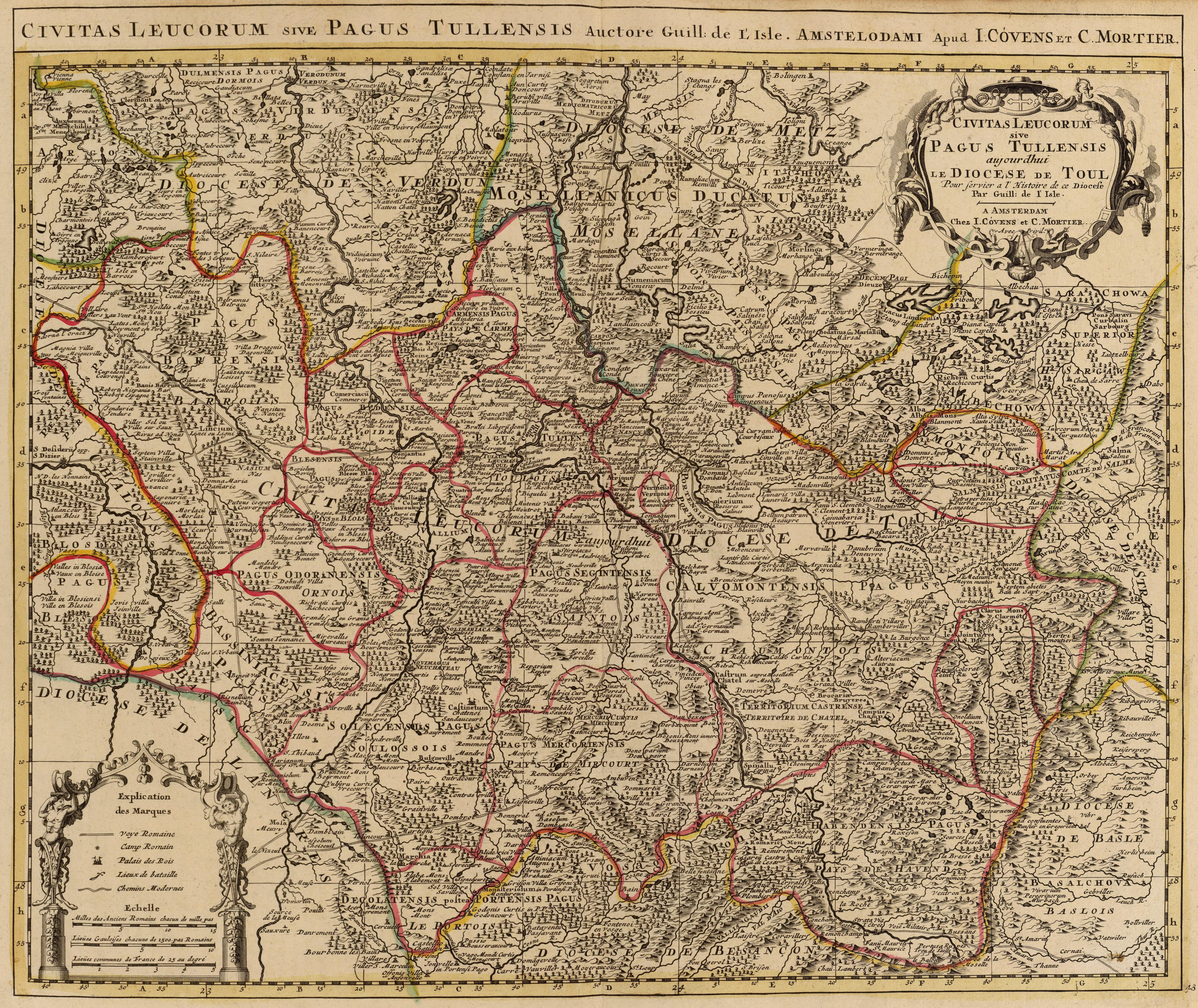
Carte du diocèse de Toul par R.P. Benoit, gardien des Capucins de Toul en 1707.

Depuis les premières créations des diocèses dans l’Empire romain tardif, Bruyères a appartenu dès sa création jusqu’en 1801 au très étendu diocèse suffragant de Toul créé en 338, lui-même dans la province ecclésiastique de Trèves sous l’autorité de l’archevêque métropolitain de Trèves, aujourd’hui en Allemagne. Par la suite, elle sera intégrée à l’archidiaconé de Vôge et au doyenné d’Épinal qui va de Bayon sur le plateau lorrain jusqu’aux crêtes vosgiennes à la chaume de Balveurche près du col de la Schlucht, c’est-à-dire les limites de l’ancienne prévôté de Bruyères.
En 1801, Bruyères passe dans le diocèse de Nancy auquel a été rattaché le diocèse de Toul. Ce dernier fut rétabli en 1822, mais la fusion avec Nancy est reconduite en 1824.
Indépendamment de la toute petite chapelle castrale sur le promontoire rocheux destinée au châtelain, le bourg de Bruyères n’avait en bordure de muraille qu’une chapelle (construction estimée au XVe siècle) qui dépendait de la cure de Champ-le-Duc. En élevant cette chapelle en église paroissiale en 1612, malgré quelques années de litige avec le curé de Champ-le-Duc, Bruyères devient définitivement une paroisse en 1629 à la condition que les Bruyérois fassent une procession tous les ans le jour des Rogations et qu’ils assistent à la messe du lundi de Pentecôte dans l’église de Champ.

#### Église protestante
Les quelques rares protestants qui résident à Bruyères et souhaiteraient pratiquer leur religion sont contraints de se rendre à un temple soit du TER[pas clair] (Épinal, Thaon-les-Vosges, Remiremont, Vittel, Contrexéville, Gérardmer), soit de la vallée de la Meurthe (Saint-Dié-des-Vosges, Senones, Raon-l'Étape). Bruyères se situe dans le territoire du consistoire Vosges-Lorraine qui englobent les départements de Meurthe-et-Moselle, des Vosges, de la Meuse et de la Haute-Marne et qui appartiennent à l’Église protestante unie de France (EPUF) qui est à distinguer de l’Union des Églises protestantes d'Alsace et de Lorraine dans les anciens départements ayant annexés à l’Empire allemand.
En 1830 est créée l’Église Consistoriale de Sainte-Marie-aux-Mines dans le Haut-Rhin dont dépendent les croyants disséminés des Vosges. Dès 1845, il y a 150 familles connues dans les Vosges. Les communautés protestantes vosgiennes s’agrandissent avec l’exil des optants alsaciens. Le temple réformé d’Épinal est inauguré en 1873.
Le pasteur de l’EPUF pour le consistoire TER est automatiquement responsable des protestants dispersés sur le territoire de Bruyères et ses environs. Des activités œcuméniques sous forme de rencontres ou de conférences ont lieu à Bruyères en liaison avec le prêtre de la paroisse. Aujourd’hui[Quand ?], c’est un couple qui gère quasiment toute la partie orientale du département des Vosges, le mari est pasteur à Saint-Dié, consistoire de la vallée de la Meurthe, et sa femme est pasteur à Épinal, pour tout le consistoire TER, resté vacant pendant deux ans.

#### Ancienne communauté juive

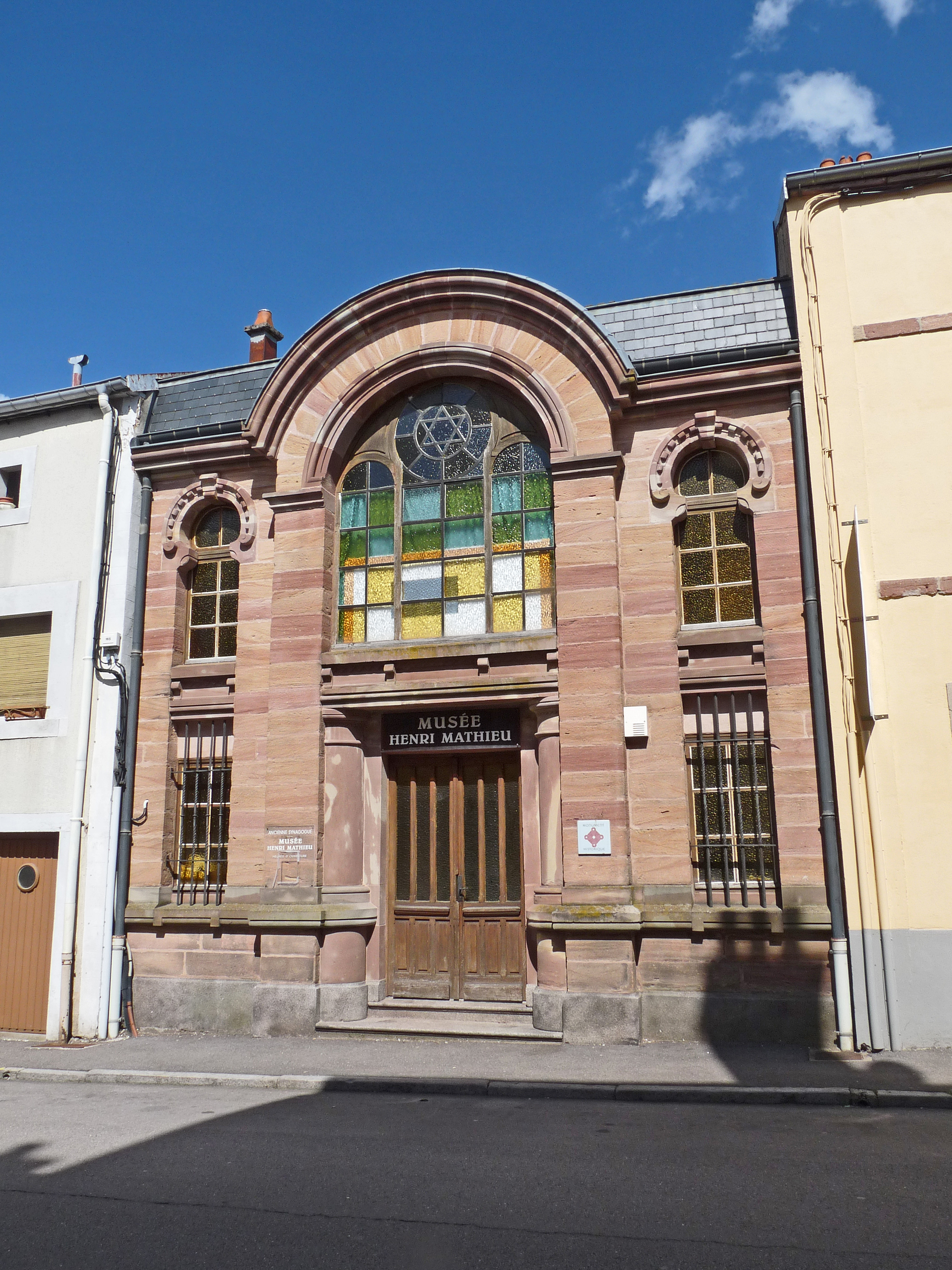
Bruyères-Musée Henri-Mathieu-Ancienne synagogue.

Le consistoire central fut institué par le décret impérial du 15 mars 1808 ; les sept consistoires régionaux sont à l'origine situés à Paris, Marseille, Bordeaux, Metz, Nancy, Strasbourg et Wintzenheim. La communauté de Bruyères aurait été dans le consistoire de la circonscription de Nancy mais il est acquis que la présence de la dernière communauté juive dans cette ville démarre à partir de 1870. Les consistoires israélites sont réorganisés par l'ordonnance du 25 mai 1844, puis constitués définitivement par les décrets du 29 août 1862 et du 12 septembre 1872.
Le consistoire départemental est composé d’un ministre du culte portant le titre de rabbin consistorial et de quatre membres laïques. Les membres laïcs sont élus à la majorité absolue des notables présents quel que soit le nombre de votants. Le bureau est composé d’un président, de trois scrutateurs et d’un secrétaire. Le doyen des membres est automatiquement le président. Le plus jeune est secrétaire.
Après la guerre franco-prussienne de 1870, beaucoup de Juifs émigrent d'Alsace vers la Lorraine et la Franche-Comté pour garder la nationalité française. C’est le cas à Bruyères. En 1871, la ville accueille un grand-rabbin, Isaac Lévy, qui avait quitté l’Alsace en raison de l’annexion. Le rabbinat de Colmar est supprimé et un nouveau consistoire de l’Est est créé en 1872 à Vesoul auquel sont adjointes les communautés des régions limitrophes dans les Vosges et en Bourgogne. Bruyères dépend de ce consistoire (1872 – 1896) jusqu’à 27 mai 1896, date à laquelle a été déplacé le consistoire de l’Est à Épinal. Le Grand-Rabbin Moïse Schuhl quitte Vesoul pour Épinal. Il organise une Société de bienfaisance israélite. Il milite pour la création d'un orphelinat, de bibliothèques communautaires ainsi que pour l'Alliance israélite universelle.
À la suite de la séparation des Églises et de l'État en 1905, l'institution publique officielle du Consistoire cesse d'exister : les différentes communautés juives de France se sont constituées en associations cultuelles israélites et se sont regroupées au sein de l'Union des communautés juives de France que l’on nomme usuellement encore Consistoire central. Jusqu’à ce jour, le secteur de Bruyères est dans le consistoire régional de Lorraine, mais il n’y a plus de synagogue en service, ni de minian à Bruyères. Les plus proches sont à Saint-Dié-des-Vosges ou à Épinal.

#### Communauté musulmane
Les musulmans n’ont pas d’organisation territoriale comparable aux diocèses catholiques ou aux consistoires juifs et protestants. Ils peuvent néanmoins s’organiser par la voie associative. Il existe par exemple l’Association culturelle musulmane des Vosges, fondée le 23 septembre 1982 déclarée selon la loi de 1901 à la préfecture des Vosges. Elle gère les affaires courantes de la mosquée, soutient les activités cultuelles, culturelles et sportives, défend les intérêts moraux et matériels des musulmans des Vosges dans le cadre des lois de la république française. Depuis 2012, la plus grande mosquée des Vosges est à Épinal. Elle est à moins de 30 km de Bruyères.

## Préhistoire et Antiquité
Rien n’a été mis au jour sur le secteur de Bruyères pour la période pré- et protohistorique. Corroborés par les analyses palynologiques, les sites paléolithiques les plus proches sont à Chavelot et Archettes (vers 100 000 ans av. J.-C., acheuléen, moustérien) dans la vallée de la Moselle autour d’Épinal. Du Ballon d'Alsace au massif du Donon, les zones montagneuses cristallines ou gréseuses n’ont rien livré en sites archéologiques paléolithiques et très peu en sites néolithiques jusqu’à présent. Les sites préhistoriques lorrains se situent en très grande majorité dans le bassin versant de la moyenne Moselle, de la Nied et de la Meuse sur des terrasses de vallées.
Chavelot est daté du paléolithique moyen, c’est-à-dire correspondant à l’arrivée de l’homme de Néandertal ; l’occupation humaine se développe le long des rivières et sur les terrasses. Le silex local est encore utilisé mais les archéologues ont trouvé des silex d’importation qui tendent à prouver que les déplacements et les échanges commerciaux ont déjà commencé.
La région de Bruyères est particulièrement excentrée en ce qui concerne les gisements les plus importants du Premier Âge du fer en Lorraine (700-500). Le gisement le plus proche de Bruyères se trouve non loin d’Épinal à Chaumousey pour la civilisation de Hallstatt. Les gisements du deuxième âge du fer ou de la Tène sont aussi éloignés de Bruyères et des hautes Vosges : il faut aller jusque Étival ou Haroué pour trouver des lieux de fouilles archéologiques de cette époque. En bordure du sillon vosgien, il y a donc une culture de cavalier porteur d’épée de fer qui inhumait ses défunts sous de grands tumulus. Vers la fin de la Tène, le camp celtique de la Bure non loin de Saint-Dié-des-Vosges illustre aussi une culture des sommets gauloise très dynamique aux portes des montagnes vosgiennes qui existera encore à l’époque romaine avec un sanctuaire dédié à Mercure comme au sommet du Donon.
Pour la période romaine et gallo-romaine, le site de Bruyères demeure une région de forêt dense, probablement un avant-poste d'observation depuis les sommets environnants comme chacun peut le faire encore aujourd'hui depuis la tour nommée « le mirador ». Il a connu en effet une occupation sur le sommet de la colline de l'Avison dès le IIe ou IVe siècle à 593 m d'altitude. Non loin de là, une tête barbue en grès vosgien a été trouvée dans la forêt de Fouchon. Les fouilles organisées au sommet de la Grande Avison après avoir trouvé cette tête sur la montagne voisine, ont permis de constater la présence de substructions rudimentaires du IVe siècle apr. J.-C. ; les chercheurs ont en outre trouvé une amulette à l’inscription non déchiffrée. Les interprétations des objets trouvés ne sont pas univoques. La tête barbue pourrait représenter un sylvain puisque le culte des esprits et des sources étaient très répandues dans le massif forestier auquel les Celtes et les Romains ont donné le nom du dieu topique « Vosegus ».
Le site actuel de Bruyères se situait dans la cité des Leuques dans la Gaule Belgique. Au Haut Moyen Âge, l’est de la côte gréseuse est encore désigné de « désert ». Les évangélisateurs et les moines y trouvent des sites isolés propices à leur vie monacale et érémitique. La voie romaine la plus proche longe la côte gréseuse en contrebas à hauteur de Destord en direction de Rambervillers. De plus, il s'agit d'une « via vicinale » très secondaire qui part d'Arches vers le col du Donon, et de là avec la possibilité de rejoindre Argentoratum. Il y a une distance d'environ 6 milles romains, soit environ 8,9 km pour rejoindre cette voie romaine mineure en partant de Bruyères.

### Érection du château de Bruyères

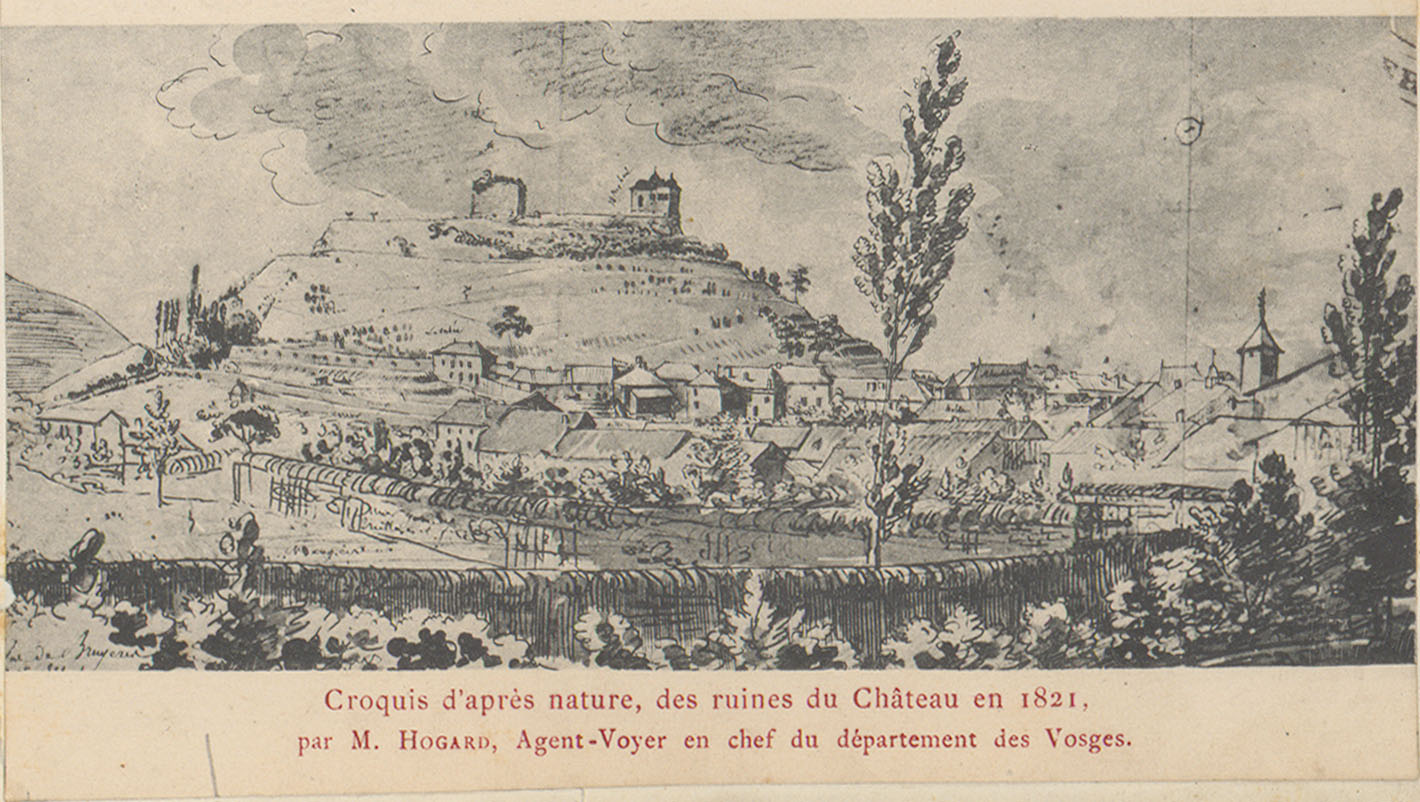
Croquis, d'après nature, des ruines du château en 1821.

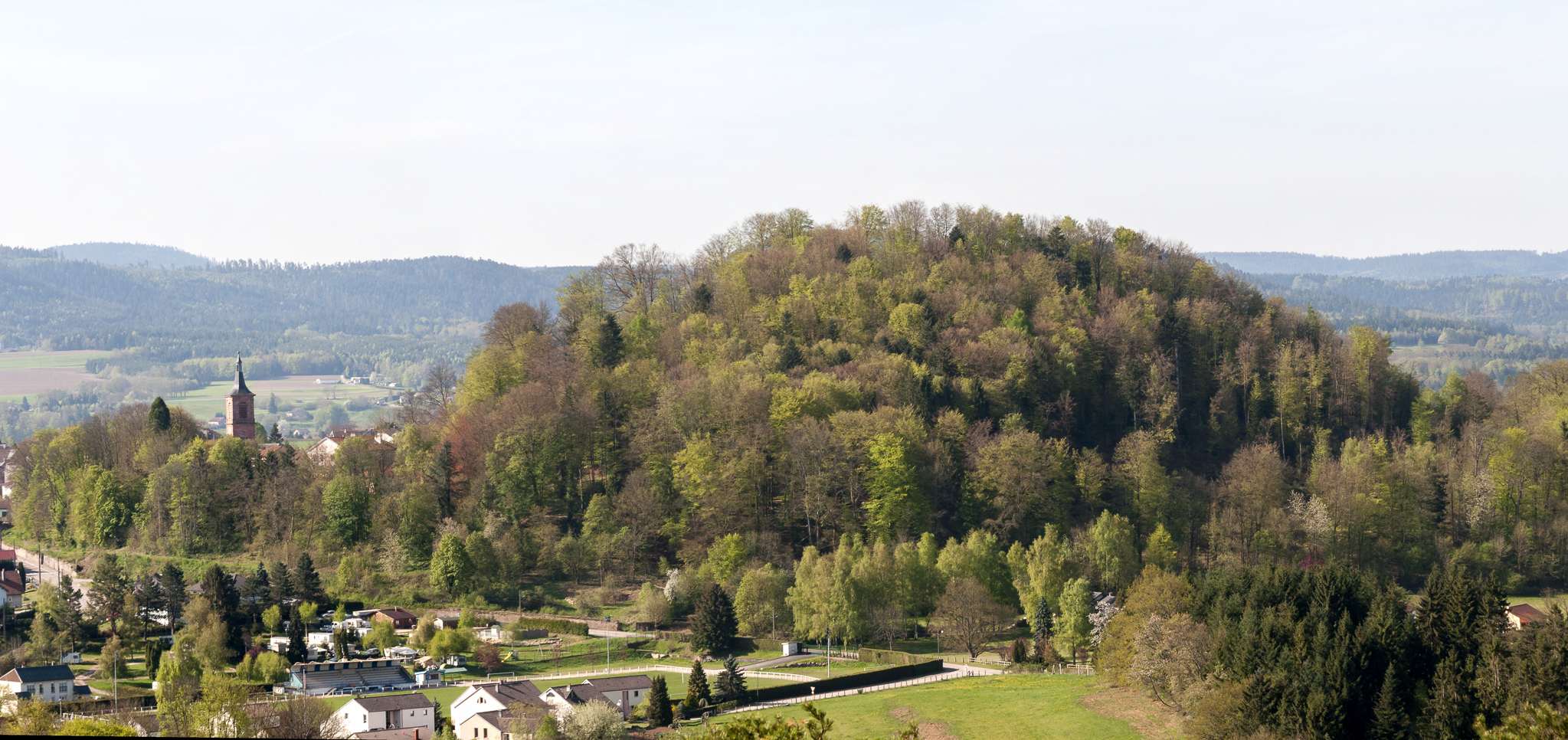
Butte de l’ancien château de Bruyères en ruine, 533 m d'altitude.

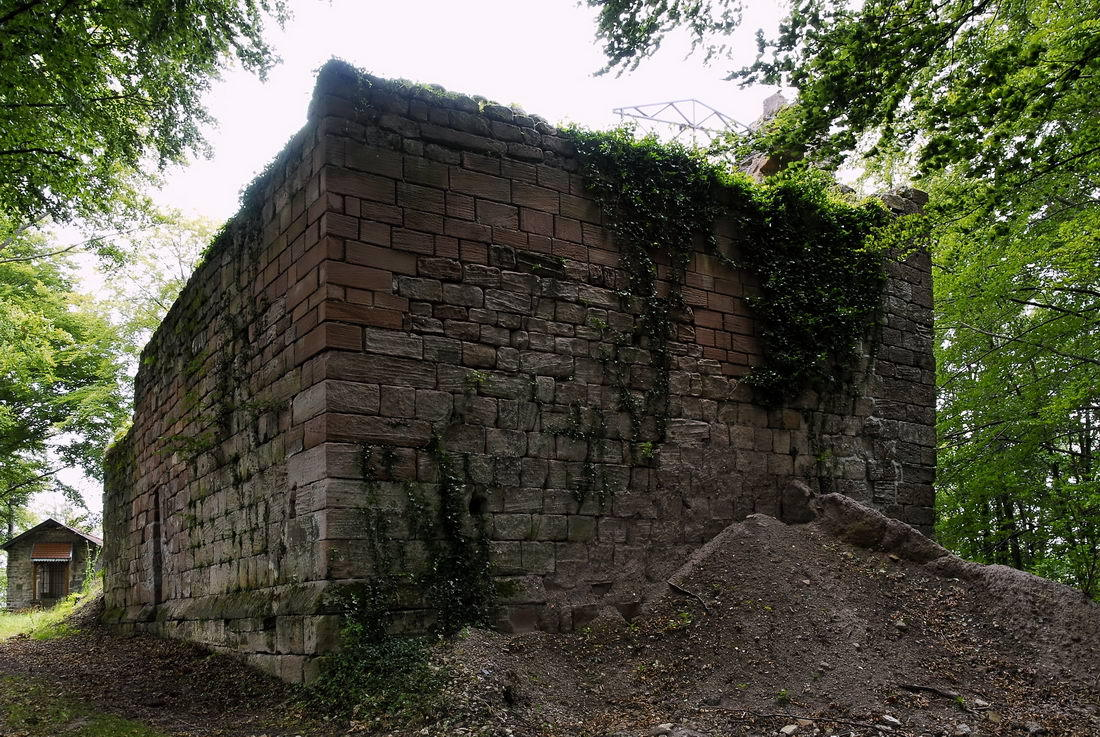
Ruines du château de Bruyères.

Le château de Bruyères est construit sur un col, à la croisée de deux routes majeures. La première orientée nord-sud relie la Lorraine au Comté de Bourgogne. La seconde orientée est-ouest fait la jonction entre le Saint-Empire et le royaume de France. Bruyères est le cas typique de l'ancien bourg castral, comme on en trouve de nombreux exemples en Lorraine. Le château est fondé par le duc de Lorraine qui est chargé de la protection des hommes et des biens, (avec le « sauf conduit » des voyageurs et marchands au Xe siècle sur les terres en partie essartées du domaine de Champ-le-Duc) après qu'il fut devenu voué du chapitre de Remiremont qui commandait les défrichements dans la vallée de la Vologne. La ville s'est ensuite développée en contrebas de la colline supportant le château ; une première mention dans les archives du chapitre romarimontain apparait vers 1189 sous le nom de Brueriis avec la mention d'une donation faite à une abbaye lorraine par « Gerardus de Brueriis ».

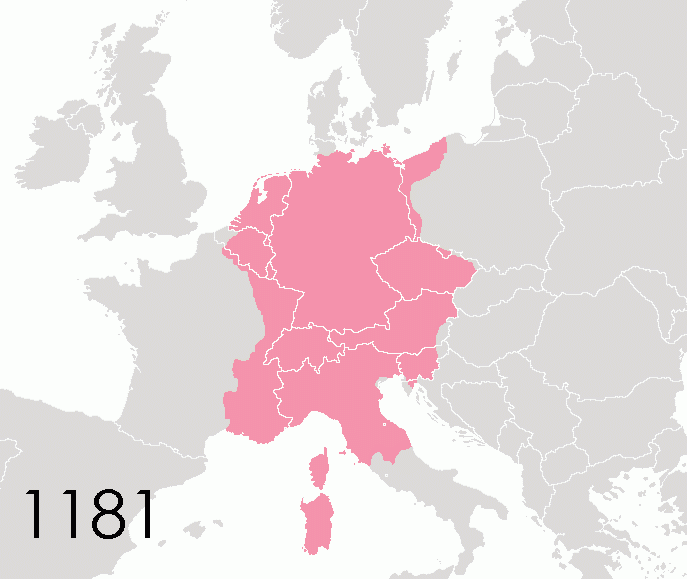
Empire de Frédéric Barberousse de Hohenstaufen, Bruyères est en Haute-Lorraine.

Sachant qu’il existe très peu de sources iconographiques et finalement guère plus de sources écrites, il n’est pas commode de s’imaginer à quoi ressemblait le château-fort de Bruyères de sa création à sa démolition en 1633-1635. Aujourd’hui, quelques ruines de l'enceinte castrale et la chapelle Saint-Blaise subsistent encore bien cachées derrière la forêt sur un terrain privé. Grâce aux Journées européennes du patrimoine, les Bruyérois et les visiteurs de passage ont toutefois la possibilité de suivre un guide dans la propriété afin de mieux appréhender cette partie de l'histoire locale.
Ceci étant, la Haute-Lorraine se trouvait à cette époque dans la sphère d’influence des pays germaniques et de la dynastie des Hohenstaufen avec son meilleur représentant, l’empereur Frédéric Barberousse, père de l’empereur Henri VI qui fera un court séjour dans le château bruyérois encore tout récent en 1196. Les Hohenstaufen ont fortifié les contreforts vosgiens côté alsacien à tous les lieux de passage cruciaux. Il n’existe par conséquent aucune raison de vouloir chercher à Bruyères un château spécifique, mais au contraire de s’attendre à un type de fortifications en vogue au XIIe siècle avec les connaissances architecturales et technologiques du moment. Les ouvriers et artisans étaient d’ailleurs souvent des itinérants qui passaient de chantier en chantier.
En résumé, le type de château le plus répandu en pays germaniques sous les Hohenstaufen était le château à enceinte elliptique, généralement sur un sommet, au sein de laquelle on trouve un donjon isolé, la demeure seigneuriale, la chapelle castrale et des dépendances éventuelles. Ce type de château fort fait souvent suite à des promontoires fortifiés, des enceintes protohistoriques ou une présence romaine comme un avant-poste ou une tour d’observation. La topographie locale impactait forcément l’allure générale de l’enceinte qui s’adaptait pour devenir polygonale ou sans forme particulière en fonction du relief et de la surface constructible ou habitable. Du Nord au Sud des Vosges, sur la façade orientale comme sur le versant occidental, ces châteaux à enceinte sont bâtis en grès des Vosges, ce qui confère à l’ensemble du patrimoine castral du bassin rhénan une forte homogénéité visible sur le terrain et susceptible de créer une identité architecturale commune à une aire culturelle transrégionale. Les pays de Bitche, Dabo, Badonviller, Saint-Dié-des-Vosges, Épinal et Bruyères formaient la limite occidentale d’une bande fortifiée parallèle aux crêtes en vis-à-vis avec le piémont alsacien. Les châteaux forts furent construits aux lieux de passage, sur les cols ou les sommets contrôlant l’entrée des hautes vallées menant à un col ou vers un autre territoire seigneurial laïc ou ecclésiastique. L’un des châteaux forts les plus emblématiques de cette période est le Frankenbourg.
Le château de Bruyères s’intègre totalement dans ce cadre général sous le règne de l’empereur Frédéric Barberousse et son beau-frère, le duc de Lorraine Mathieu Ier. En résumé, il est bâti en grès vosgien sur un sommet tabulaire en conglomérat supervisant le passage entre le plateau lorrain et la vallée de la Vologne en passant par le vallon de l’Arentèle. Sur les rochers sommitaux se trouvaient le donjon, la demeure seigneuriale et la chapelle castrale entre autres. La haute cour était entourée d’une enceinte, de même que la basse cour protégée par une muraille rectangulaire qui descendait jusqu’à l’église paroissiale actuelle.
À l’instar du Frankenbourg ou du Château d'Échéry côté alsacien, le château de Bruyères surplombent une voie de passage, une route de communication. Les terres du duché de Lorraine allaient à cette époque au-delà de certains cols vosgiens. Quelques hautes vallées servaient de transition avec la plaine alsacienne. Ces vallées étaient jalonnées de châteaux sommitaux destinés à montrer sa présence et son pouvoir régalien, visible depuis la vallée par tous les itinérants, commerçants ou troupes. Le château de Bruyères s’inscrit dans cette démarche. Néanmoins, il n’est pas situé sur une voie de communication majeure. Il s’agit plutôt d’une route d’Alsace secondaire pour les voyageurs de la Lorraine méridionale qui veulent rejoindre l’Alsace centrale (Sélestat, Colmar) par les cols de Saales, du Bonhomme ou de Sainte-Marie-aux-Mines en passant d’abord par le col du Plafond et après avoir longé la vallée du Neuné.
Comme d’autres châteaux du massif vosgien de la période staufienne, un tel château servait à narguer des voisins influents qui faisaient obstacle à l’extension de son territoire. Les conflits entre seigneurs laïcs et ecclésiastiques étaient monnaie courante ; pour Bruyères, c’est l’abbaye de Remiremont qui faisait valoir ses anciens privilèges octroyés déjà à l’époque carolingienne et salienne vis-à-vis du duc de Lorraine, seigneur parmi les seigneurs sans grande ascendance sur les prélats et les princes-abbés (Murbach, Munster, Remiremont, temporels des évêchés). Moins panoramique que la Grande Avison, la colline du château plus proche du col se situait à l’extrême limite des terres de l’abbaye de Remiremont. Comme le duc de Lorraine est avoué des abbesses, il est légitime que celles-ci se satisfassent de la présence d’un château pour la protection des terres et habitants du temporel de leur chapitre. Ce rôle de représentation s’accentuera par la suite quand Bruyères deviendra le siège d’une prévôté.
Les châteaux forts de cette époque étaient difficiles à prendre ; ce n’est qu’avec l’introduction de la poudre au XIVe siècle que le danger pour les petites enceintes fortifiées comme celle de Bruyères devient important : les boulets de canon fragilisaient les bourgs fortifiés. Les châteaux forts les plus importants s’adapteront certes à ces nouveaux critères d’autodéfense afin de mieux résister aux attaques appuyées par les premiers canons. Mais les châteaux de province n'étaient pas la priorité des souverains. Il y aura plusieurs suppliques des Bruyérois à leur souverain pour les aider à réparer les murailles au fil des siècles.
Le quotidien dans ses petits châteaux forts n’était pas luxueux, mais au contraire froid, humide et sombre. Les hivers dans la montagne vosgienne n’étaient pas très doux, le froid restait dans les pierres. Il n’y avait pour seule pièce chauffée la plupart du temps que la cheminée à l’âtre de la cuisine et maximum une pièce de vie qui servait en même temps de chambre à coucher. Dans les châteaux du XIIe siècle quelques rares poêles en faïence sont apparus dans les châteaux de plaine en Alsace comme dans la résidence palatiale d’Haguenau très fréquemment habitée par l’empereur et plus tard son fils.

### Cour itinérante impériale à Bruyères

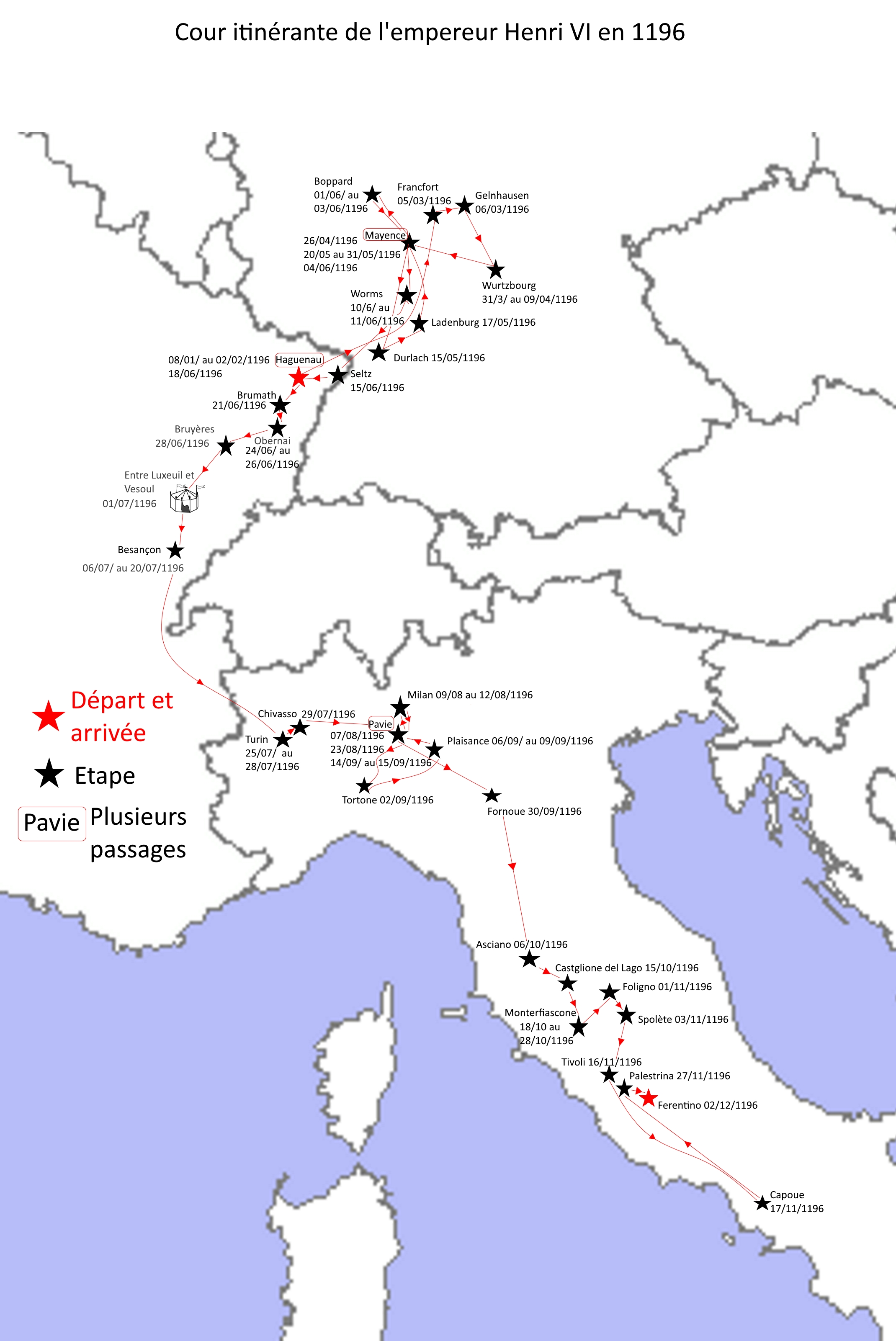
Itinéraire de la cour de l'empereur en 1196.

#### Cour et itinéraire de l'empereurHenriVIen juin 1196
Bruyères se situe au XIIe siècle dans le Saint-Empire romain germanique duquel fait partie le duché de Lorraine. Il s'agit d'une royauté élective caractérisée par une cour itinérante en l'absence de capitale impériale permanente même si les empereurs tenaient leur cour itinérante très souvent dans les mêmes palais qu'ils affectionnaient plus que d'autres. L'empereur et son cortège s'arrêtait dans les villes libres d'Empire, fiefs directs ou indirects mais parfois aussi dans les micro-états que formaient les principautés ecclésiastiques à cette époque. L'itinéraire de la cour itinérante répondait à des besoins concrets sur le terrain en fonction de ce que pouvait faire remonter tous les vassaux de l'empire le plus souvent sur des conflits avec d'autres seigneurs, des questions de propriété et préséance ou bien encore sur des questions financières et fiscales. Le cortège de l'empereur change en permanence au fur et à mesure que le souverain progresse sur son itinéraire de ville-étape à ville-étape. Les nobles et prélats locaux le rejoignent en chemin et partagent avec lui le voyage et parfois le logis. Cela peut durer plusieurs jours. Quelques seigneurs suivent en revanche l'empereur pendant des mois. Ils sont nommés à chaque fois comme co-témoins dans les chartes et décisions de la cour itinérante à des lieux très éloignés les uns des autres. Ce sont en quelque sorte les fidèles de l'empereur qui le suivent partout, servent de témoins tout comme les greffiers et secrétaires qui sont nommés dans les actes. Il reste au demeurant le petit doute sur la distance à parcourir entre Obernai et Bruyères. Si le cortège passe par la vallée de la Bruche et le col de Saales, la distance est environ de 94 km. S'il choisit la route du col de Sainte-Marie, la distance est autour des 90 km. Dans les cas, il est supposé qu'il franchisse le col du Plafond pour se rendre à Bruyères une fois dans la vallée de la Meurthe. Or les chercheurs historiens médiévistes arrivent en général à une moyenne de 75 km par jour à cheval (avec changement de monture) et plutôt à 50 km quand on traverse des zones montagneuses. À pied, la moyenne de 28 km est concevable. Il n'y a qu'un jour entre le séjour à Obernai qui finit le 26 juin et la cour de l'empereur au château de Bruyères le 28. Comme il faut passer deux cols, on peut logiquement penser que les quatre-vingt-dix kilomètres sont difficiles à parcourir le 27 juin sans quitter Obernai le 26 ou de voyager une partie de la nuit.
Les étapes de la cour itinérante ne sont pas toutes aussi prestigieuses que les grandes cités épiscopales, les villes libres ou les résidences palatiales historiques. Parfois, pour des raisons pratiques ou parce que les distances sont longues entre deux étapes importantes, l'empereur peut demander au vassal local de lui offrir le gîte dans l'un de ses châteaux de campagne. C'est d'autant plus vrai qu'aujourd'hui le visiteur de ces petites villes ne voit plus aucune trace de château ou de murailles témoins d'un passé plus prestigieux. Quelques vieilles pierres ou ruines cachées dans une forêt sur une colline rappellent que le passé a été différent. C'est le cas par exemple de Vieil-Hesdin qui était une ancienne ville drapante et marchande représentée aux foires de Troyes et de Sienne au XIIe siècle. Une bourgeoisie influente s’y développa et son château devint une étape appréciée de la cour itinérante des ducs de Bourgogne. Détruite en 1553 par Charles Quint, Hesdin est tombé dans l’oubli et il faut vraiment chercher les traces de murailles ou d’un château. À l'instar du tout petit village de Vieil Hesdin, la ville de Bruyères qui n'est pas encore la ville marchande qu'elle deviendra fait figure d'étape de second rang sur l'itinéraire de l'empereur qui se rend en Bourgogne-Comté : caché par la forêt sur la colline au-dessus d'église, l'ancien château sur son éperon rocheux de grès vosgien est tombé dans l'oubli. De même, aucun Bruyérois actuel ne peut s'imaginer l'ancien cœur du bourg entouré de murailles à hauteur de l'église. Le château en ruine est sur une propriété privée et la commune ne l'intègre dans aucun projet à caractère touristique ou pédagogique au service de l'histoire locale. Mais, si l'empereur du Saint-Empire, le plus grand souverain de son temps, a logé à Bruyères en 1196, cela ne peut être qu'à cet endroit oublié. En résumé, les empereurs étaient également inspirés voire invités par les seigneurs locaux : dans les campagnes, les abbayes, les villes marchandes sont plus attractives pour le cortège.
En raison de la dénomination latine très divergente suivant les sources et les travaux de recherche, le doute persiste chez quelques historiens sur l'identité du site choisi par l'empereur des Romains Henri VI pour établir sa cour itinérante. L'empereur tient cour « apud Bruvires » le 28 juin 1196. Dans d'autres sources, on peut lire Bruwiras, Braveres ou Brueris.
Il est objectivement plus facile d'identifier les noms latins des lieux très récurrents qui apparaissent dans les chartes impériales mais aussi dans les archives locales. Tout en laissant la place à un doute légitime, force est de reconnaître que d'une part l'appellation de Bruueris (ou Bruweris) est attestée dans d'autres chartes lorraines et que d'autre part un faisceau d'arguments converge vers la localisation de la cour itinérante impériale à Bruyères : le château est sur la route qu'emprunte l'empereur d'Obernai (séjour du 24 au 26 juin 1196) vers Luxeuil, puis Besançon où il siègera quatre jours (6 - 10 juillet 1196). Il est sur le territoire du duc de Lorraine, lui-même présent à Bruyères ce jour-là comme seigneur hôte. Il s'agit d'un site à proximité du chapitre canonial de Saint-Dié avec lequel le duc de Lorraine est en conflit. Les participants et les témoins nommés dans la charte du 28 juin 1196 sont pour la plupart des seigneurs locaux jouissant d'un pouvoir temporel ou spirituel pour tout le secteur des Vosges autour des vallées de la Meurthe et de la Vologne, en tête desquels les grandes abbayes et les avoués de celles-ci. Ce n'est d'ailleurs pas le seul endroit moins connu d'où l'empereur publie une charte puisque le 1er juillet 1196 l'empereur rend justice en chemin entre Luxeuil et Vesoul. Aucun lieu précis n'est nommé. De toute façon, le très long cortège transporte des tentes pour les étapes et pauses où aucun château ne peut héberger autant de monde. C'est le cas du père de Henri VI qui se rend de Haguenau à Besançon. Non loin de Belfort, alors que l'empereur est parti avec sa femme Béatrice Ire de Bourgogne, chez son oncle le duc de Lorraine, Mathieu Ier de Lorraine époux de la mère de l'empereur, Judith-Berthe de Hohenstaufen, et donc le père du duc Simon II de Lorraine présent à Bruyères. Henri VI et le duc Simon sont petits cousins.

#### Jugement prononcé par l'empereur à Bruyères
Le château de Bruyères devient donc palatial pour au moins un jour ; il est difficile de dire s'il est resté plus longtemps car la charte suivante est datée du 1er juillet dans la campagne franc-comtoise. De même, il est évident que tous les participants à la cour itinérante de Bruyères ne sont pas forcément nommés dans l'acte du 28 juin. Les personnes attestant l'authenticité du jugement impérial sont de haut rang et partiellement interconnectés pour une raison ou pour une autre : la parenté directe, l'appartenance au même ordre religieux, le lien de vassalité. Voici les personnes présentes à la cour.
La cour statue entre autres sur le litige entre le chapitre de Saint-Dié et le duché de Lorraine. Le chapitre fait en quelque sorte pression sur le duc en faisant confirmer ses privilèges par le suzerain du duc. L'original du titre à Épinal, aux archives départementales des Vosges,.
L’empereur confirmera en effet les privilèges du chapitre de Saint-Dié dans le val de Galilée (ecclesiam Beati Deodati in valle Galylea sitam) et lui assure sa protection. Il confirme également ses possessions énumérées l’une après l’autre et précise les droits du chapitre :
- pour la partie alsacienne : Guémar, Hunawihr, Mittelwihr, Ungersheim, Grussenheim, Sundhoffen, Kogenheim, Baldersheim, Meyenheim, un festum non identifié ;
- pour la partie lorraine et romane : Viéville, Xugney, Moyemont, Morville, Saint-Remimont, Godoncourt, Gossoncourt, un Sulcium Virdunesium non identifié[34].

En même temps, les avoués et protecteurs du chapitre sont présents, à commencer par le duc lorrain que les chanoines de Saint-Dié accusent d'outrepasser souvent ses droits. Il est fort probable que les chanoines aient profité du passage de la cour itinérante pour faire appel à l’empereur, suzerain du duc de Lorraine.
Simon de Lorraine obtempérera seulement quelques années en accordant les privilèges et les revenus associés car, en 1203, il entre à nouveau en conflit avec le chapitre et fait incendier les édifices et piller leurs biens. En conséquence, il est excommunié. L'excommunication n’est levée qu’en 1204 après avoir dédommagé le chapitre. Comme aucun litige aussi sérieux n’est mentionné dans les actes et chartes impériaux avec les autres abbayes vosgiennes, on peut objectivement penser que le chapitre de Saint-Dié n’a peut-être pas forcément été toujours victime dans cette affaire. Cela rappelle les tensions et conflits qu’il y eut également entre les ducs lorrains successifs et l’insigne chapitre de chanoinesses de Remiremont. Les chapitres canoniaux ont défendu plus hargneusement leurs privilèges et leur relative autonomie temporelle que les abbayes vosgiennes, en premier lieu parce que leurs privilèges remontent au haut Moyen Âge pendant la période carolingienne. Les couvents des Cisterciens et des Prémontrés sont plus récents et n'ont pas autant de terres en fief.
| Personnalités présentes :          | Henri VI du Saint-Empire                                | Angelo de Tarente              | Pierre de Neubourg       | Maximien de Baumgarten         | Simon                          | Othon Ier de Bourgogne                                                       | Simon II de Lorraine                            | Sigebert de Frankenbourg         | Robert de Durne                                  |
| ---------------------------------- | ------------------------------------------------------- | ------------------------------ | ------------------------ | ------------------------------ | ------------------------------ | ---------------------------------------------------------------------------- | ----------------------------------------------- | -------------------------------- | ------------------------------------------------ |
| Titre(s) :                         | Roi de Germanie Empereur du Saint-Empire Roi de Sicile. | archevêque de Tarente.         | Abbé de Neubourg.        | Abbé de Moyenmoutier.          | Maximien abbé de Baumgarten    | Frère de l’empereur Henri VI comte palatin de Bourgogne comte du Luxembourg. | Duc de Lorraine et donc souverain sur Bruyères. | comte de Frankenbourg.           | Seigneur de Durne Avoué de l’abbaye de Amorbach. |
| Désignation en latin dans l’acte : | Henricus divus Romanorum imperator augustus             | Angelus archiepiscopus Tarenti | Petrus abbas Novi Castri | Maximianus abbas de Boumgarten | Symon abbas Mediani monasterii | Otto comes palatinus Burgundie                                               | Symon dux Lotharingie                           | Sigebertus comes de Franckenberc | Robertus de Durne                                |
| Blason :                           |                                                         |                                |                          |                                |                                |                                                                              |                                                 |                                  |                                                  |

#### Rang et identité des participants à la cour de Bruyères
Les participants à la cour itinérante sont en dehors des souverains de rang impérial, ducal ou comtal, des grands décideurs régionaux avec un réseau d’influence non négligeable. Comme à la diète impériale où règne un code de préséance stricte, chacun reconnaît l'ordre dans lequel sont nommés les participants : les prélats ont la préséance, y compris les abbés locaux qui n'ont pas le pouvoir temporel d'un duc de Lorraine par exemple. Othon n'est que comte de Bourgogne-Comté par rapport au duc lorrain, mais il est le frère de l'empereur. Seul le comte de Frankenbourg arrive après Simon de Lorraine.
Les abbés de Neubourg sont par exemple en étroite relation avec le Saint-Siège. Pierre, abbé de Neubourg, témoin à Bruyères, est surtout un homme de confiance du pape Innocent III qui lui confie de nombreuses missions ; le pape le nommera par exemple légat papal en 1202 pour se rendre à Mayence pour prêcher la croisade. Sa présence à Bruyères pour traiter d’un litige qui engage un chapitre religieux en plus des autres prélats présents en dit long sur le poids qu’a pu avoir le camp ecclésiastique dans la décision de l’empereur. Le témoignage de l'archevêque de Tarente est étonnant car cet archidiocèse est à l'extrême sud de l'Italie. Il est fort probable que ce soit un prélat qui suit l'empereur quelque temps comme conseiller ou ami personnel.
Le personnage le plus énigmatique est Robert de Durne car il n'est pas un haut dignitaire et il n'est pas local. Les seigneurs de Dürn deviennent haute noblesse sous le règne des Hohenstaufen, les seigneurs de Durne (Walldürn à l’est de Amorbach) sont possessionnés dans l’Odenwald, où l’abbaye cistercienne d’Amorbach joue le rôle de pôle central de la seigneurie. Les seigneurs de Durne en assurait l’avouerie. Ils étendent leurs propriétés par un mariage avec la fille héritière des comtes de Lauffen. Ils perdent en importance vers 1271 et durent vendre leurs terres au chapitre archiépiscopal de Mayence. La maison von Dürn s’éteint sans héritier en 1332,.
Son cas est intéressant car il illustre très bien le fait que la cour itinérante est composée de personnes permanentes qui suivent le souverain et l'assistent dans de nombreuses tâches probablement. Robert de Durne (ou Ruprecht von Dürn) est avec Frédéric Barberousse à Herstal le 3 octobre 1171 et en à Arles en 1178. Avec son fils Henri VI, Il est à Worms le 16 juillet 1195 (17 août) avec Henri VI au profit de l’abbaye d’Ebrach, commune de Schwabach,
Robert de Durne appartient au cercle des mécènes de Wolfram von Eschenbach, ce qui intègre l'idée que l'art accompagnait aussi les souverains dans leur périple. Par exemple, le minnsesänger Bligger von Steinach accompagne les empereurs dans leurs périples de la cour itinérante. Bligger est cosignataire plusieurs fois avec le marquis Boniface de Montferrat, croisé et futur roi de Thessalonique qui resta quelques mois avec Henri VI en Germanie. De Montferrat, von Steinach et de Durne sont par conséquent une forme de courtisans, des proches de l'empereur qui apprécie probablement les relations et les goûts artistiques. Robert de Durne suivra également la cour itinérante de Henri VI en Italie en 1197. Il décédera pendant ce périple. Son fils Ulrich de Durne apparaît quant à lui à la cour itinérante du roi Ludwig de Souabe.
L'autre personnage anonyme de la charte de Bruyères fait le lien avec tous les autres sites de la cour itinérante de Henri VI : il s'agit du protonotaire impérial Albert. C'est lui qui rédige et dresse les actes. Il est indubitablement celui qui voyage autant que l'empereur. Il aura, comme simple greffier, parcouru une grande partie de l'Europe occidentale du nord au sud.

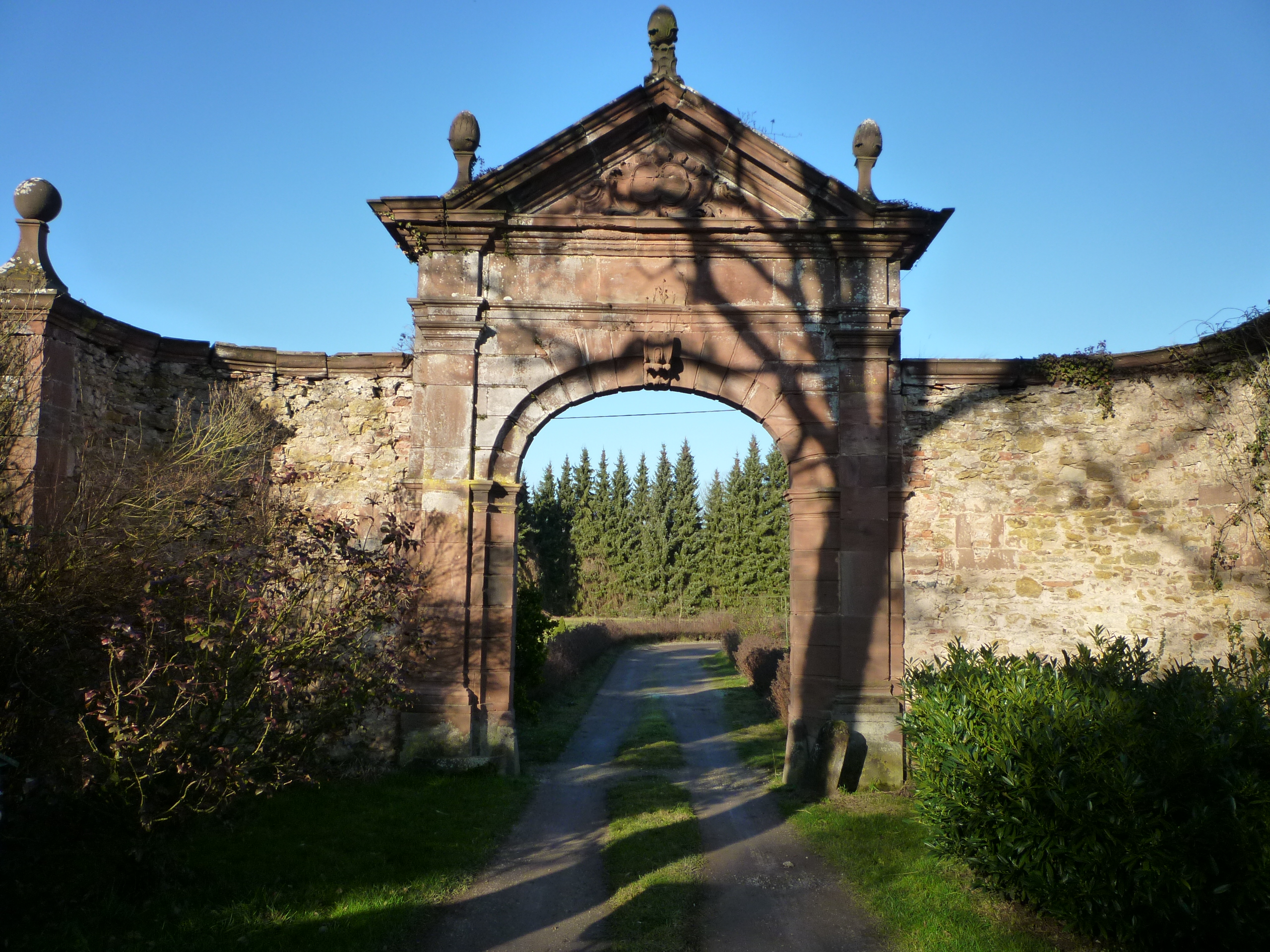
Portail de l’abbaye de Neubourg.
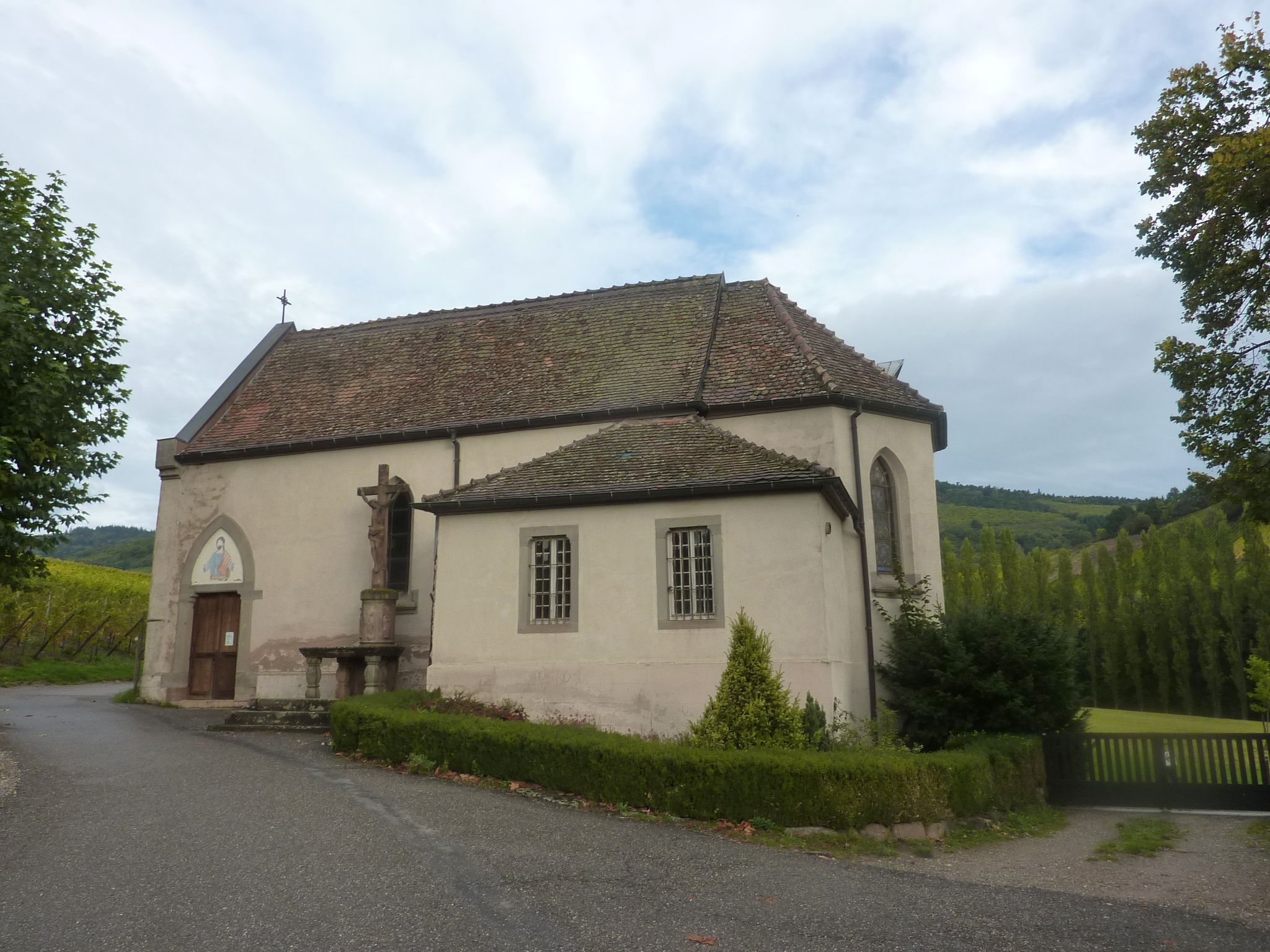
Chapelle à Bernardvillé, abbaye de Baumgarten.
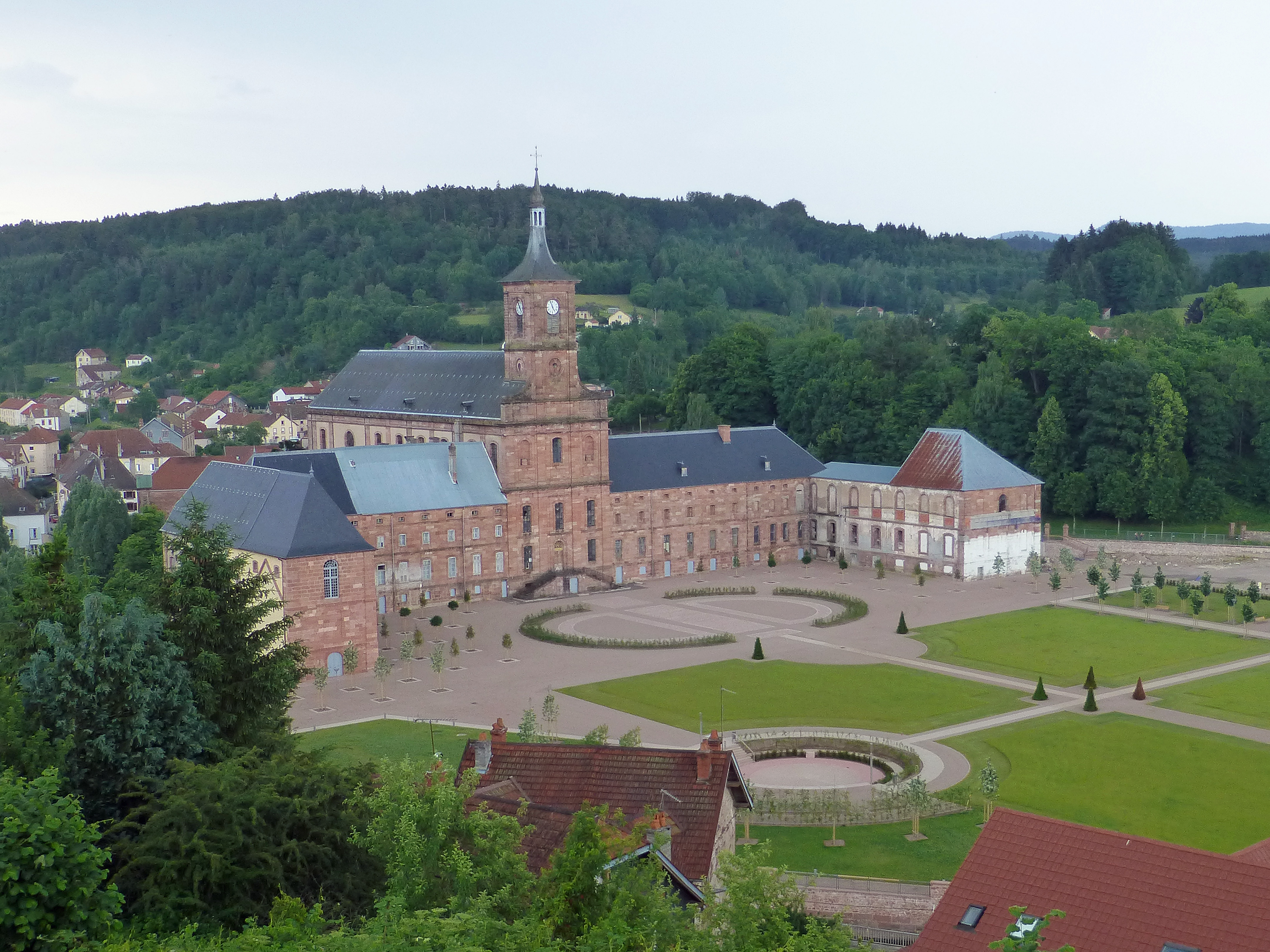
Abbaye de Moyenmoutier en juin 2015.
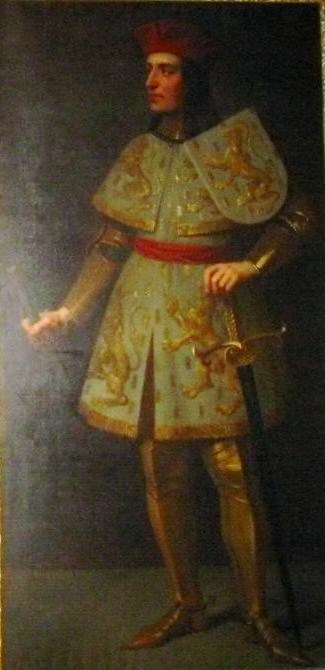
Othon Ier de Bourgogne.
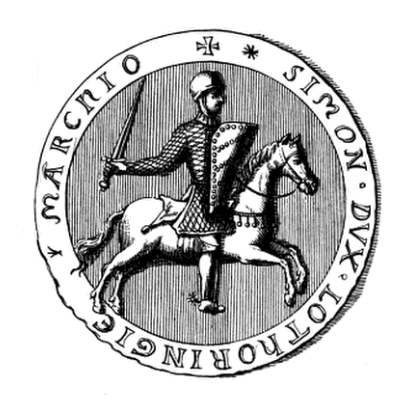
Simon II de Lorraine, duc de Lorraine.
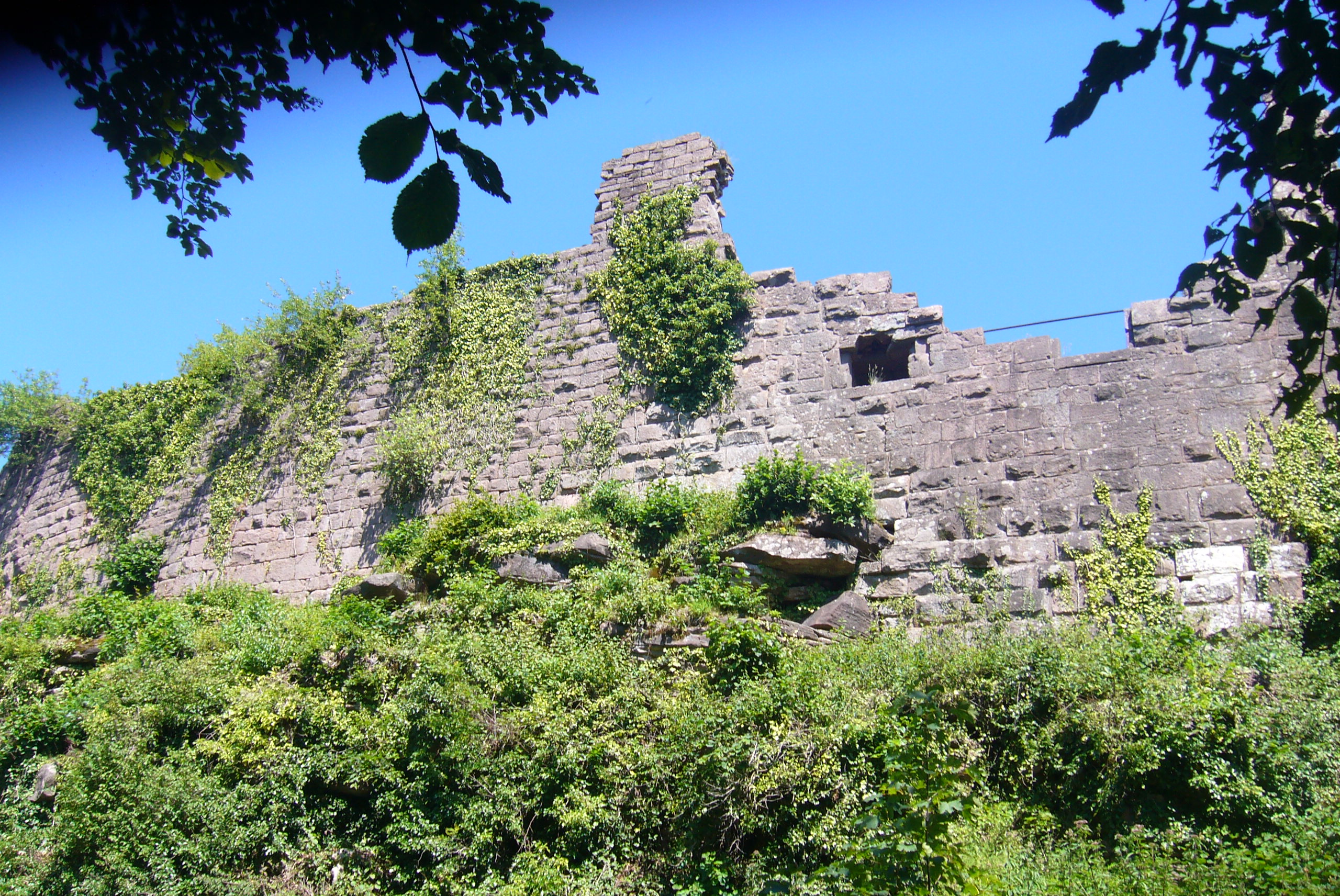
Ruines du château du Frankenbourg.
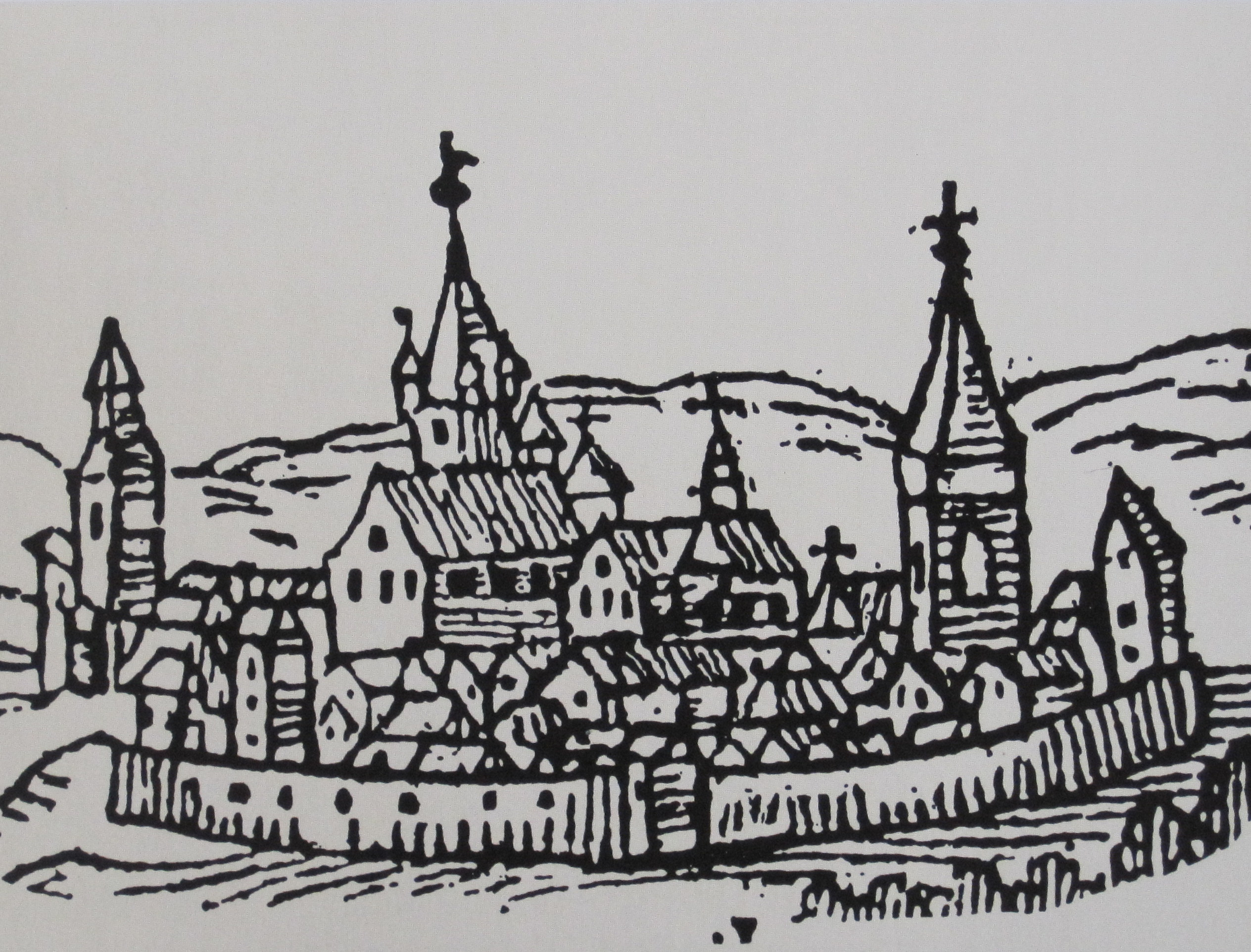
Gravure représentant Walldürn, fief des seigneurs de Durne.

### Création d'un tonlieu et la franchise par la loi de Beaumont

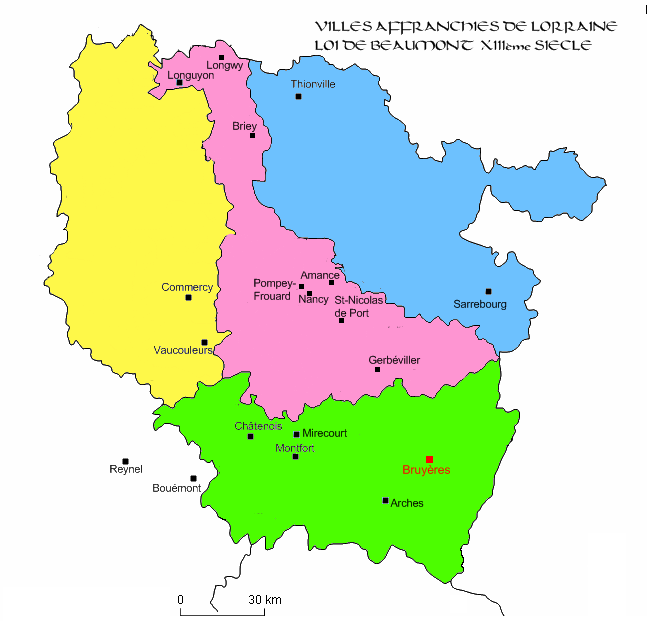
Villes sous la charte de franchise de la loi de Beaumont en Lorraine, Bruyères en rouge.

Le bourg de Bruyères commence à prendre véritablement de l'importance vers le milieu du XIIIe siècle lorsque la duchesse régente Catherine de Limbourg y établit un tonlieu ; il devient une véritable ville lorsque le duc Ferry III, fils de cette dernière, sous le coup de la loi de Beaumont. Le mouvement d’affranchissement est lié en Lorraine comme d’ailleurs dans d’autres régions d’Europe occidentale à l’histoire agraire et commerciale sur laquelle des facteurs parallèles à caractère religieux ou financier ont eu un impact certain. Sur le territoire lorrain actuel, un peu moins de 300 chartes ont été accordées par différents souverains entre 967 pour Morville-sur-Nied et 1350 pour la ville haute de Montmédy. Les chartes de franchise ont considérablement baissé à partir de la moitié du XIVe siècle à cause des épidémies, notamment de la peste, des guerres, des troubles sociaux et à cause du départ des Lombards.
Bruyères fait exception par le fait qu’elle se trouve très éloignée des zones à forte concentration de franchises ; la forte majorité des chartes d’affranchissement se trouve dans l’actuel département de la Meuse et le nord de l’actuel département de Meurthe-et-Moselle, ce qui correspond pour l’essentiel à l’ancien comté de Bar. En revanche, il existe des grandes zones blanches où les chartes de franchise ont été refusées par les seigneurs locaux. C’est le cas de la principauté épiscopale de Metz avec toutes ses dépendances réparties sur le sol lorrain, la principauté épiscopale de Toul, le bailliage d'Allemagne au nord et dans la partie montagneuse des Vosges où la densité des villes affranchies est quasi nulle en dehors de Bruyères et Saint-Dié au titre de l’avouerie du duc de Lorraine. Le nombre des villes affranchies dans les Vosges est faible car c’est là que sont possessionnées les grandes abbayes et les grands chapitres (Insigne chapitre des chanoinesses de Remiremont, chapitre canonial de Saint-Dié, abbaye de Moyenmoutier, Abbaye Saint-Pierre d'Étival, abbaye d'Autrey, abbaye de Senones). Les terres ecclésiastiques sont réputées hostiles aux franchises d’abord parce que le droit canon de l’église interdit aux évêchés d’amoindrir les biens de l’église, et en particulier ceux qui rapportent des revenus.
C’est d’ailleurs le cas aussi pour l’abbaye de Saint-Mihiel pourtant dans la partie très affranchie de l’Ouest lorrain. Dans les seigneuries ecclésiastiques et les zones germanophones de la Lorraine, il y a la concurrence très forte des rapports de droit, des coutumiers de cour seigneuriale, des droits d’avoués, mais aussi les droits domaniaux, les règlements de villages, le règlement des cours colongères, etc. Les Weistümer, lois rurales ou villageoises selon le rapport de droit, sont en réalité le mécanisme inverse des chartes de franchise de la zone romane car ils sont en priorité destinés à définir les droits et les revenus des seigneurs et non ceux des bourgeois ou des manants. De même, ils sont très souvent oraux ; le passage à l’écrit ne se fera que progressivement. L’autre explication est d’ordre socio-économique : les structures agraires et seigneuriales dans les zones peu affranchies sont très différentes et reposent souvent sur la pratique ancestrale des rapports de droit. De même, au XIIe siècle, la partie montagneuse du duché de Lorraine et encore peu peuplée à part quelques agglomérations en marge du massif et le début de quelques granges : les rares documents cartographiques et les documents écrits parlent de silva Vosegus (forêt [dense et impénétrable] de Vosges) ou d’heremus Vosegus (désert de Vosges) ; à l’époque des affranchissements, le terme générique de « montaignes de chaumes » semble l’emporter. En revanche, la partie occidentale la plus proche de la Champagne et de la Bourgogne ont connu plus tôt un essor économique lié aux routes commerciales, aux foires de Champagne et au négoce de la laine.
Il faut aussi tenir compte du fait que le duc de Lorraine à l’époque féodale n’est pas encore un prince très puissant ; à cette époque, il est encore un fidèle vassal de l’empereur lié à sa famille ou à ses réseaux d’influence. Il règne sur un territoire morcelé et entouré de petits états, pour la plupart ecclésiastiques. Pour les Bruyérois, la première frontière est proche puisqu’elle est non loin de Grandvillers pour entrer dans le temporel de l’évêché de Metz auquel appartient l’enclave de Rambervillers. Deux siècles plus tard, quand la France annexera les Trois-Évêchés, les usages linguistiques marqueront cette distinction dans les esprits puisque les Lorrains diront « les Français » pour désigner en fait des sujets français de culture lorraine.
Au début du Moyen Âge, les comtes de Bar sont clairement plus innovants et économiquement plus puissants que les ducs lorrains. Cette rivalité entre la Lorraine et le Barrois se poursuivra encore quelque temps jusqu’à ce que le duc de Lorraine l’emporte et intègre le Barrois dans ses états. Jusqu’en 1350, les comtes de Bar ont effectivement procédé à 65 affranchissements alors que les ducs de Lorraine n’en ont concédé que 17. Si l’on rajoute les alliés et les seigneurs proches parents de la maison de Bar (Apremont, Vaudémont, Luxembourg, Chiny, Commercy) et même les évêques de la principauté épiscopale de Verdun, le contraste entre les deux maisons à l’ouest et à l’est de l’actuelle Lorraine est saisissant : les comtes de Bar et leurs alliés ont concédé 154 chartes de franchise contre les 17 des ducs lorrains. Les abbés de Gorze en ont accordé 6, les princes-évêques de Metz n’en ont prononcé que 5, et les abbés de Juvigny 3.
Bruyères est donc une double exception dans ce paysage des affranchissements : premièrement, le bourg est situé dans les terres du duché de Lorraine a priori peu favorable à ce type de charte ; deuxièmement, il est localisé dans une tache blanche des zones affranchies. Il demeure donc la question de savoir pourquoi les ducs de Lorraine ont accordé à la petite cité de Bruyères une charte de franchise selon la loi de Beaumont.
La moitié des chartes prononcées par les ducs de Lorraine a été destiné aux localités avec un château ducal. On peut parler d’une charte castrale en réalité. Il s’agit d’assurer l’entretien des fortifications aux confins du duché. Outre la présence du château en marge des terres du chapitre de Remiremont, Bruyères est le siège d’une prévôté avec des représentants du duc su place pour l’administration et la basse justice. Enfin, la position géographique du bourg sur la route d’Alsace vers Épinal et le plateau lorrain ou vers la Bourgogne par la Vôge lui permet au fil des siècles de devenir une ville marchande d’une part, mais aussi une cité relais pour la partie montagnarde au sud. Bruyères gardera cette position de siège prévôtal, plus tard bailliagère vis-à-vis de la montagne tout comme Arches, siège de la plus grande prévôté montagnarde lorraine en superficie. En gros, le duc lorrain réplique sur ses terres aux nombreux affranchissements octroyés par les comtes de Bar sur les terres de passage et de commerce comme le défilé de l’Argonne, les routes de Bourgogne. D’ailleurs, il procède en 1263 à un affranchissement groupé avec les chartes castrales accordées en même temps à Bruyères et aussi à La Neuveville-sous-Montfort, Châtenois et Arches,. Pour Bruyères, il s’agit d’abord d’une charte castrale destinée à consolider et entretenir le château. Il s’agit également du bourg dont la vocation commerciale sur une voie de passage entre la Lorraine et l’Alsace a été décisive.
L’autre avantage de Bruyères est la présence d’une table de prêt de Lombards. Car les chartes délivrées le sont à titre onéreux. Les prêteurs sur gage italiens pouvaient avancer les sommes dues en récupérant leur mise sur les droits de bourgeoisie réclamés aux habitants de Bruyères, anciens et nouveaux. Un affranchissement selon la loi de Beaumont ne signifie pas pour autant que les bourgeois de Bruyères disposaient d’une grande liberté par rapport aux serfs majoritaires des campagnes. En réalité, même s’ils avaient moins de contraintes physiques et serviles, ils tombaient souvent dans une situation de servitude pécuniaire. L’argent servait de monnaie d’échange pour ne pas être astreint à telle ou telle corvée. Inversement, il faut reconnaître que les bourgeois des villes affranchies ont en retour des avantages financiers qui portent sur les tonlieux, les taxes et autres droits.
En résumé, Bruyères, malgré sa situation excentrée par rapport aux grands axes de communication au XIIIe siècle, rassemblait donc plusieurs critères qui poussa le souverain à soumettre la ville à la franchise de Beaumont : elle suit la règle générale qui fait que les cités qui passent sous la Loi de Beaumont correspondent à un schéma basé sur trois piliers : la présence d’un château sur une voie de passage, une charte de franchise pour faciliter le commerce et réglementer l’installation des bourgeois et une table de prêt conduite par des Italiens. Il faut aussi y ajouter son siège de prévôté et son rayonnement sur les campagnes environnantes à divers niveaux. Cela renforce son caractère de centralité et crée un maillage avec les hameaux et granges d'un large secteur montagnard au sud-est du bourg.

### Comptoir lombard

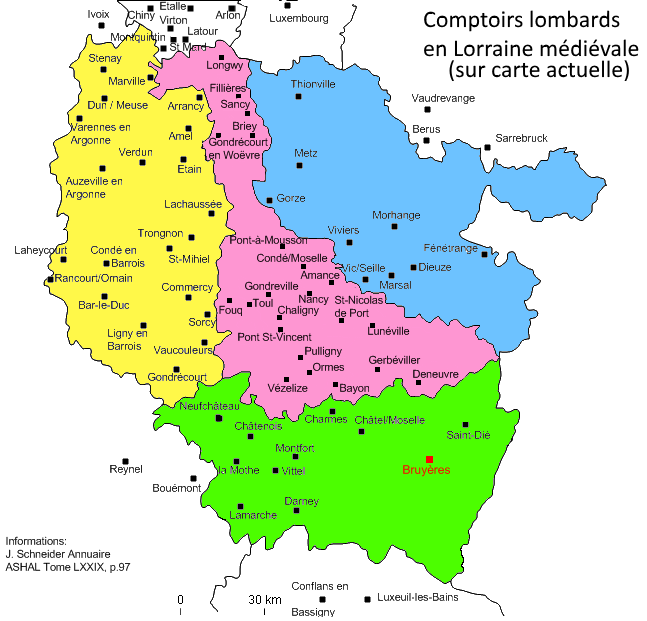
Lieux ayant eu un comptoir lombard au XIVe siècle.

#### Contexte historique
La cité marchande bruyéroise a bénéficié pendant quelques décennies d’une « casane » ou en français d’une table de prêt et de change lombarde, dont on ne peut préciser la situation dans la ville d’aujourd’hui. La présence des banquiers-marchands du nord de l’Italie dans une bourgade indique que les besoins en argent sont importants bien les documents servant de sources aux historiens parlent très peu des tables rurales. Il est clair que les sommes engagées et le public se présentant au comptoir différaient nettement des tables situées dans les villes ou les sièges bailliagers. Les souverains, les princes et les prélats faisaient en effet aussi partie des gros clients des Lombards. L’ouverture d’un comptoir lombard aux marges du massif montagneux s’est portée sur Bruyères car l’abbaye de Remiremont ne voulait pas d’usuriers juifs ou lombards sur ses terres. Le duc de Lorraine a dû s’engager dans un accord conclu le 12 mars 1327 avec l’abbaye à ne pas fonder d’établissements de prêt sur gage dans les châteaux où elle est en totalité ou en partie souveraine ou justicière. En échange, le duc se réserve le droit d’établir un comptoir dans les châteaux de ses fiefs et de ses gardes où les abbesses n’ont pas de part. Le château de Bruyères entre dans cette catégorie des châteaux de garde au titre de l’avouerie et, malgré quelques réserves des abbesses, il est situé sur les possessions des ducs lorrains.
Concernant l’installation des prêteurs sur gage d’origine italienne dans le duché de Lorraine et les principautés voisines, il est souvent fait référence aux travaux de recherches du médiéviste et ancien doyen de l’université de Nancy, Jean Schneider. Les conclusions de Schneider sur les activités de prêt et finalement d’usure par les Lombards permettent de replacer et de mieux appréhender le comptoir italien de Bruyères.
Il faut distinguer les « Toscans » des « Lombards » : les premiers ont très peu fréquenté la Lorraine par opposition aux Lombards. Ce sont les ducs lorrains et les comtes de Bar qui prennent les premiers contacts avec les compagnies de Sienne et de Florence : ils se portent garants des emprunts contractés par les prélats et par la suite pour eux-mêmes. Les ducs cessent leur collaboration avec les Toscans qui connaissent un certain déclin au tout début du XIVe siècle. Les comtes de Bar poursuivent jusqu’en 1336 ; ils sont clients des banques placentines et florentines avec lesquelles ils traitent aux foires de Champagne ou Paris. En conséquence, les Toscans sont répartis en France, aux Pays-Bas et en Angleterre, ils sont marginaux en Lorraine et les terres rhénanes.
À partir du milieu du XIIIe siècle, Les voies de communication et d’échange à travers les Alpes s’améliorent ou de nouvelles routes favorisent la mobilité des marchands. Cette fois, ce sont des Lombards (en réalité le terme désigne aussi des Italiens des zones limitrophes). Les princes allemands du Sud-Ouest s’intéressent au potentiel économique des cités italiennes, notamment Milan. Pour la Lorraine, ce sont les bourgeois ou citains d’Asti et de Chieri qui viennent davantage pour fonder des tables de change ou de prêt. Il n’est pas exclu qu’en réalité ils fuient leur pays après avoir fait le choix des gibelins dans les conflits de factions internes en Italie.
Tous les chefs-lieux des prévôtés du duché Lorraine et du comté de Bar, les centres administratifs et certaines campagnes obtiennent l’ouverture d’un comptoir lombard. La châtellenie de Bruyères entre dans cette catégorie. Comme pour les chartes d’affranchissement, Bruyères se caractérise par l’isolement frappant de son comptoir par rapport à la forte concentration de tables de prêt dans les régions limitrophes de la Bourgogne et de la Champagne. En Lorraine thioise, seulement Thionville et Boulay ont un comptoir lombard. Les Lombards ont privilégié les terres welsches de Lorraine.
Les Lombards sont chassés du duché de Lorraine en 1358 et ils quittent le comté de Bar vers 1390. Il en reste quelques rares au XVe siècle à Metz (la ville libre et la principauté ecclésiastique de Metz), Toul et Vézelise.

#### Identité et activités des Lombards à Bruyères
Par manque de sources locales et de matériel à analyser, il est difficile de reconstituer la vie du comptoir lombard de Bruyères comme d’ailleurs la plupart d’entre eux. Mais il n’est pas farfelu de penser que les pratiques des prêteurs sur gage de Bruyères ont été sensiblement identiques à celles des régions dont les chercheurs disposent de plus de documents. De plus, les familles lombardes étaient très interconnectées : une même famille formait une compagnie qui avait en fait plusieurs tables en Lorraine et dans d’autres états de la Belgique à la plaine rhénane en passant par le Luxembourg. La Lorraine est encore très agraire à cette époque, elle est davantage une terre de passage vers les Flandres et la Champagne.
L’activité principale du comptoir est le change, le prêt sur gages et pour certains secteurs une implication importante dans le commerce local ; en Meuse, par exemple, les Lombards sont très impliqués dans le négoce de la laine, dans d’autres secteurs le vin ou le sel.
Certains noms des familles les plus répandues en Lorraine sont étonnamment souvent francisés alors que les médiévistes s’accordent pour dire qu’ils ne sont pas du tout intégrés dans la société lorraine : ce sont les Isnard, les Graixelle, les Courteson et les Buni. Des familles moins représentées portaient les noms Paanin, Vagnone, Asinari, Pelletta, Solaro, Turchi et Guttuari. Parfois, les Lombards (« Lombairs » en patois lorrain) deviennent citains des villes libres ou bourgeois de villes marchandes.
Pour la casane de Bruyères, Jean Schneider ne cite aucun nom. Les plus proches sont les Buni à Bayon et Vézelise et les Guaschi à Ormes.
Le taux d’intérêt variait souvent et s’adaptait au public. En moyenne, il reste dans une fourchette allant de 43,33 % à 65 % par semaine (soit trois deniers par livre par semaine). Au-delà de trois livres prêtées, le taux peut baisser à 21,66 %. Il n’est pas exclu que les Lombards des campagnes aient aussi été des prêteurs à la petite semaine. La flexibilité a dû s’imposer à eux plus d’une fois tant avec les puissants qui faisaient pression qu’avec les serfs et manants qui n’avaient pas forcément une image très positive des usuriers à l’instar des prêteurs juifs.
Il faut différencier le comptoir lombard des grandes villes, dont Metz par exemple, du petit établissement rural comme certainement celui de Bruyères. À Metz, la maison des Lombards est spacieuse : elle dispose de plusieurs salles (halles ou salles voûtées), auxquelles il faut ajouter les caves. Les objets déposés en gage sont stockés dans des salles attitrées ; les comptoirs urbains ont une salle pour les vêtements, une autre pour les toiles, une autre pour la vaisselle en or, argent ou étain, une autre pour les pièces de monnaie, bijoux, une autre pour les objets de moindre valeur, y compris les ustensiles de cuisine sans réelle valeur marchande. En ville, les seigneurs et prélats empruntent entre autres pour financer les frais de leurs voyages.
Le point commun des tables de prêt lombardes est un agencement des salles : généralement, tous les objets sont déposés dans une ou plusieurs salles. Dans chaque salle, des « banques », mot d’emprunt à l’italien banco signifiant « comptoir avec caisse » ou « table d’un magistrat ou d’une personne représentant l’autorité publique », sont placées sur le pourtour de la salle contre les murs. À la cave ou dans les salles avec les pièces, bijoux et vaisselle, les prêteurs utilisaient des « huches » ou « huges », c’est-à-dire en langue lorraine des coffres ou buffets bas avec ou sans serrure.
Pour Bruyères, il n’est pas exagéré de ramener la maison des Lombards à des proportions plus modestes. Une grande salle et une cave seraient concevables. Il n’est pas sûr par exemple qu’il y ait eu besoin d’une salle entièrement réservée aux houppelandes, pourpoints et autres manteaux luxueux, ou une autre salle consacrée aux hanaps et à la vaisselle en argent. Le public de petits marchands ruraux a d’autres besoins. Le nombre de maisons issues de la haute noblesse dans les environs de Bruyères est objectivement réduit au XIVe siècle. Dans les campagnes, les Lombards s’adaptent aux activités locales. On peut supposer qu’ils avaient en rase campagne des granges en plus de leur salle de dépôt au centre-ville car ils devaient stocker également les produits agricoles et d’autres remboursements en nature qui prennent de la place. Le fait d’être remboursé par une partie de la récolte engendra un commerce de céréales, mais aussi suivant les régions de vin ou de sel. Dans certaines villes, comme à Toul par exemple, une charrette des Lombards suivaient le sergent chargé de collecter les taxes municipales. On y déposait les objets mis en gage. Ou bien les personnes qui ne pouvaient pas payer recevaient une cédule qui leur permettait de récupérer leurs biens contre paiement de la somme avancés par les Lombards en leur nom.
Parfois, l’argent avancé était gagé sur les récoltes du domaine seigneurial. Les seigneurs demandaient aux Lombards des avances sur les censives futures. Les Lombards avaient l’autorisation de mettre en vente les objets que les débiteurs n’avaient pas dégagés au bout d’un an ; cela signifie que les prêteurs sur gage deviennent assez rapidement aussi des commerçants dans les zones rurales. Ils pouvaient acquérir des denrées en volume parfois important.
Le retour des Lombards en Italie après leur disgrâce ou leur faillite en Lorraine et dans le Barrois s’est progressivement. Les actes des communes révèlent que les comptoirs des bassins de la Meurthe et la Haute-Moselle, donc celui de Bruyères compris entre Meurthe et Moselle, sont ceux qui ont été rapidement abandonnés par comparaison aux autres établissements de Lorraine. Les explications sont nombreuses et ramènent le plus souvent aux guerres locales, aux épidémies, aux bouleversements que connaissent les routes commerciales et les foires de Champagne. À cela s’ajoute la difficulté de pratique le prêt ou l’usure en complète illégalité d’après le droit canonique après le concile de Vienne en 1311 qui déclare hérétiques les défenseurs de l’usure.

### Le marché aux bestiaux: du pâquis à la place Stanislas

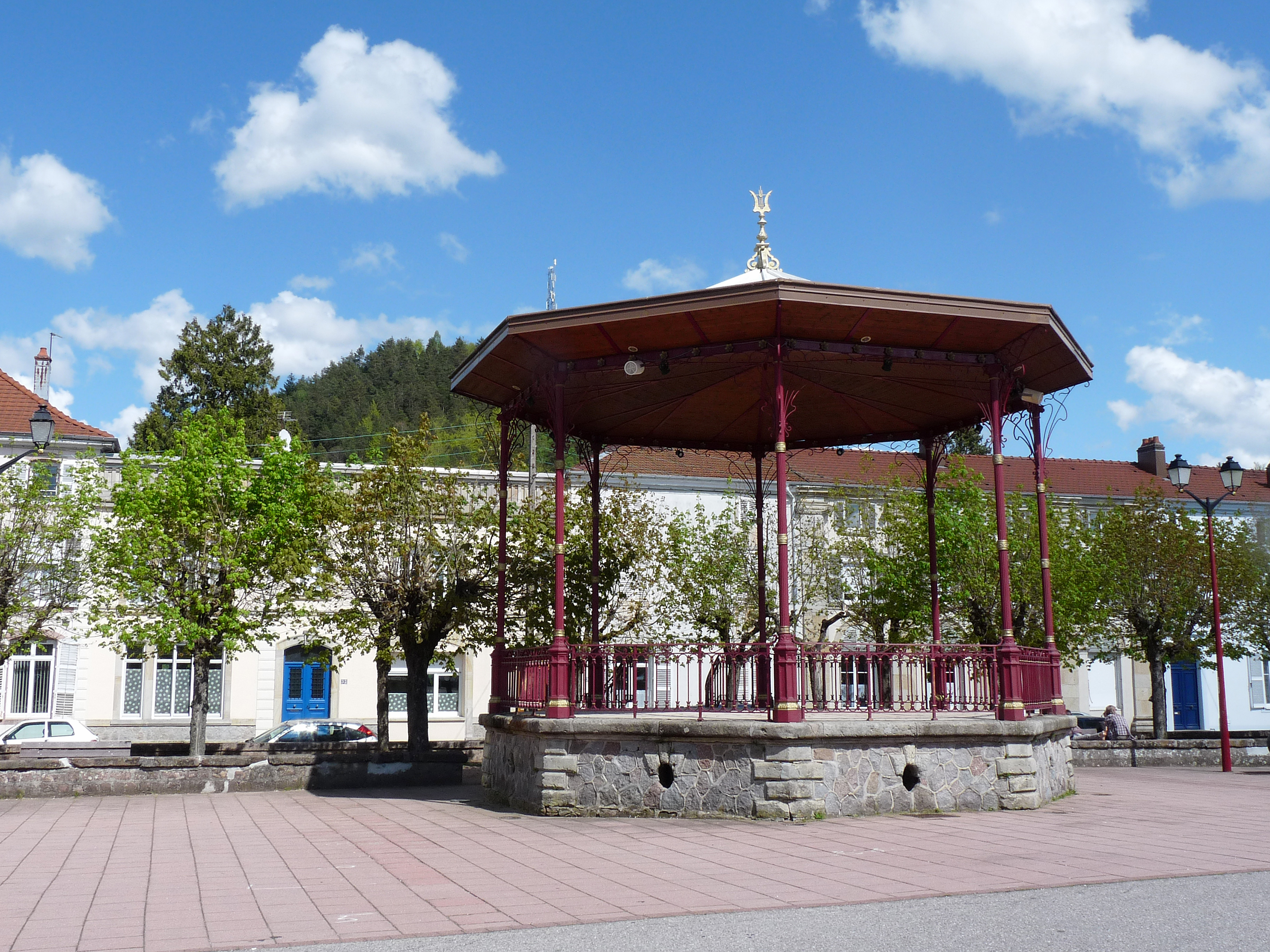
Kiosque de Bruyères sur la place Stanislas, anciennement pâquis du foirail aux bestiaux.

Dans la Lorraine du XVIe siècle, le faubourg de Bruyères se développe progressivement pour obtenir une réputation de ville marchande spécialisée dans le commerce des bestiaux. Un pâquis au bout de la grande rue marchande sert d’emplacement annuel aux foires à bestiaux. Par ailleurs, Bruyères est située sur une route de commerce secondaire entre l’Alsace[Quoi ?] et la Lorraine où le négoce ou le transport du vin prennent entre autres une part importante. L’activité de ville de transit impacte clairement l’économie locale dont les bourgeois de la ville tirent profit. Certains bourgeois de Bruyères ont des succursales dans des cités marchandes voisines ; parfois ils s’y installent quelques décennies ou y prennent pied comme à Saint-Dié ou à Rambervillers.
Forains et acheteurs des campagnes environnantes côté montagne vosgienne sont de plus en plus attirés par le marché bruyérois. L’axe Saint-Dié, Bruyères et Épinal par la vallée de la Vologne en contrebas du massif forestier de la forêt de Faîte permet une circulation aisée. Par conséquent, les foires aux bestiaux des deux villes lorraines des vallées de la Meurthe et de la Moselle arrivent à écouler leurs bestiaux sur leur propre marché respectif ; en revanche, le marché aux bestiaux de Bruyères l’emporte sur celui de Rambervillers pénalisé par sa position excentrée au pied de la côte gréseuse et par ses taxes douanières. Cette cité appartient en effet à la principauté épiscopale de Metz qui passera en outre sous protectorat français en 1552. Pour les Bruyérois, il faut passer une frontière. Il n’empêche que la tradition voulait que les invendus de la foire de Bruyères soient écoulés sur le marché rambuvetais.
En revanche, pour les grains et les céréales, les Vosgiens de la montagne descendaient à Rambervillers pour aller s’approvisionner sans que la ville ait jamais joué le rôle de cité marchande entre le plateau lorrain et la montagne vosgienne.
L’activité marchande sourit aux bourgeois bruyérois puisque les grands marchands n’hésitent pas à accorder des prêts à intérêt comme activité secondaire. L’écrasante majorité des emprunteurs sont des paysans et à peine 8 % sont des bourgeois et artisans.
On retrouve des marchands, bourgeois de Bruyères, dans les transactions faites sur les marchés des villes voisines. À Saint-Dié, la grand’rue extra-muros accueille les marchands des villes voisines qui y restent une bonne partie de leur carrière et font certainement la jonction avec des parents restés dans la ville d’origine. C’est le cas de marchands bruyérois
Au XVIIe siècle, Bruyères compte cinq foires annuelles. On vend à Bruyères des centaines de bovins sur le pâquis qui sera aménagé et embelli en 1769 pour devenir la place Stanislas ; 10 ans plus tard, une rangée de tilleuls est plantée sur le pourtour de la place. La halle aux grains n’arrive qu’en 1703.

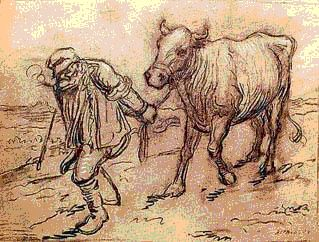
Marchand de bestiaux juif alsacien par Alphonse Lévy.

Qui dit commerce des bestiaux dans l’Ancien Régime, dit immédiatement communauté juive puisque cette activité lui a été longtemps associée, comme l’usure. Or, comme dans le reste du département des Vosges, les premiers juifs ne s'installèrent à Bruyères qu’en 1791 après leur émancipation. On peut néanmoins supposer que des marchands de bestiaux juifs alsaciens ont arpentés le pâquis de Bruyères avant l’installation d’un minian non loin de la place Stanislas au XVIIIe siècle, c’est-à-dire avant leur expulsion du duché de Lorraine par le duc René II en 1477 pour prétendue intelligence avec l’ennemi bourguignon. Les juifs colporteurs et marchands de bestiaux étaient majoritairement alsaciens car ils furent autorisés à revenir s’installer en Alsace à partir du XVIe siècle contre le XVIIIe siècle en Lorraine à l’exception de la cité de Metz qui le fit également deux siècles plus tôt.
Le marchand de bestiaux ne se limitait seulement au commerce des animaux de boucherie, il s’occupait aussi des animaux vivants destinés à l'élevage, la reproduction ou l'engraissement.On y trouvait des veaux de trois semaines, broutards, du bétail maigre adulte, des vaches destinées à l'embouche, des génisses et vaches de reproduction, des porcelets. Par ailleurs, il est également fait mention d’achat de taureaux pour le marché aux bestiaux de Bruyères au XVIe siècle ; il ne faut effectivement pas oublier que les bêtes de trait étaient très importantes avant l’introduction des machines et des véhicules motorisés.
Le négoce du bétail maigre ou le bétail d'élevage plaçaient le négociant entre deux éleveurs. En réalité, les marchands de bestiaux sont très proches du monde de l'élevage, le plus souvent ils sont eux-mêmes d'origine paysanne. Ils connaissent le milieu finalement même si on peut dire qu’ils ont réussi une certaine ascension sociale : les marchands de bestiaux remplissent des fonctions électives à l’échelon local et régional. Mais la profession est souvent décriée.
Il est difficile de dire combien d’animaux étaient vendus à chaque foire à bestiaux à Bruyères malgré sa bonne réputation dans le secteur vosgien. Il est acquis que des centaines de bêtes étaient écoulées à chaque fois. Si le nombre de bêtes de boucherie correspond fatalement aux nombres de bêtes vendues, les bêtes d’élevage ou pour engraissement peuvent très près passer d’un marché à un autre entre la phase où elles sont des veaux, puis des jeunes bêtes maigres et enfin animaux adultes. Il n’est pas exclu que des bestiaux aient été vendus la veille de la foire car certains acheteurs venaient de loin en Alsace, en Lorraine ou en Bourgogne. À l’auberge, la nuit, ils pouvaient commencer leurs affaires pour être sûr d’avoir les quantités recherchées. Ce n’est que beaucoup plus tard qu’a été instituée la vente à la cloche, c’est—à-dire à heure fixe pour tout le monde.
Malheureusement, il n’existe pas beaucoup de représentations des marchés aux bestiaux anciens. « La gravure, dès le Moyen Âge, nous montre l'importance des foires, mais les marchés ne se sont développés dans la peinture qu'au XVIe siècle et les études comparées avec des cartes postales démontrent qu'il y a une centaine d'années peu de choses avaient encore changé. »
Bruyères, qui dans sa période faste aura jusque 5 foires, profite de cette position de centralité et de zone de contact car les foires sont des lieux de partage et d’échanges où l’information passe, les langues et les patois se mêlent sur le foirail. À Bruyères, on entend forcément les intonations germaniques des Alsaciens les variantes phonétiques des patois comtois ou des Vosgiens des « hauts ». En outre, il s’agit d’un monde quasi exclusivement masculin ; les vendeurs et les acheteurs se retrouvent dans les cafés et auberges de la grand-rue, lieux également fréquentés par les hommes.

### Les velléités lotharingistes du duc de Bourgogne
En 1475, la ville est en effet occupée par les Bourguignons dont le duc Charles le Téméraire veut s’approprier le duché lorrain pour relier ses deux possessions : le duché de Bourgogne et les Pays-Bas espagnols. En 1476, grâce à une ruse du Bruyérois Varin Doron, parti chercher secours à Strasbourg auprès du duc René II, et grâce à l’engagement de nombreux villageois de Laveline-devant-Bruyères, la cité est libérée en 1476. Depuis, les descendants des braves combattants de Laveline portent le titre et le blason des gentilshommes de Laveline jusqu’à la Révolution française. Ce titre de noblesse est également transmis par les femmes.

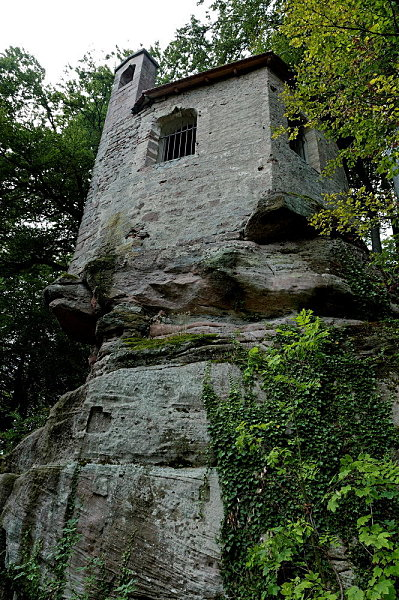
Ruine du château de Bruyères, ici la chapelle restaurée.

En 1634, Louis XIII avait créé un Conseil souverain qui devait en collaboration avec le gouverneur et l’intendant de Lorraine, Louis Chantereau Le Febvre, travailler à la francisation du pays sur le plan constitutionnel, juridique, partiellement culturel et linguistique pour une partie des sujets lorrains. Il sera supprimé en 1637 car la Lorraine et le Barrois passent sous la juridiction du Parlement de Metz. Le Conseil souverain est chargé de diriger les opérations de démantèlement des châteaux lorrains ; en 1636, une liste de cinquante-neuf places est rendue publique.
Dès lors, le statut d’occupation de la Lorraine se manifeste par diverses mesures de rétorsion et de mise au pas :
- Dès 1634, le roi oblige les fonctionnaires lorrains à ce qu’ils lui prêtent un serment de fidélité. Ceux qui refusent sont destitués.
- En 1635, Richelieu ordonne la destruction de tous les châteaux des duchés de Lorraine et de Barr[81]. L’opération se déroule de 1635 à 1636. Les châteaux de Nancy, Pont-à-Mousson et Saint-Mihiel ont été parmi les premiers par de décret de 1635[80]. Pour Bruyères, c’est le décret du 1er février 1636 qui ordonne à la population locale de démanteler le château pierre par pierre comme pour les autres châteaux forts du département du gouverneur de Châtel : Raon-l'Étape, Saint-Dié, Saint-Hippolyte, Sainte-Marie-aux-Mines et Badonviller[82].

Toutes les places fortes ne bénéficient pas du même traitement : certains châteaux sont épargnés et échappent à la destruction grâce à l’entremise d’une relation bien placée dans le camp des occupants français ou à l’inverse, certains n’étaient pas sur la liste mais finissent par être rasés.
Pour Bruyères, l’acte est plus symbolique que physique car le clos, nom donné à l’enceinte du bourg en dessous du petit château sur le rocher tabulaire en grès des Vosges, avait été fortement endommagé pendant la guerre de Trente Ans. Il fallut sans cesse trouver des fonds pour le consolider et l’entretenir. En revanche, il est clair que la politique française visant à éradiquer le passé des Lorrains a provoqué des plaintes répétées de la part de la noblesse lorraine auprès du Conseil souverain. S’il est logique qu’une puissance ennemie occupant manu militari un pays souverain cherche à empêcher la résistance et la reconstitution des troupes locales qui trouveraient refuge dans des places fortes encore intactes, la légitimité de ce démantèlement n’est pas acquise puisque la population locale lorraine n’a pas choisi mais subi la tutelle française dans un duché qui n’a pas été annexé de manière officielle avec l’assentiment des autres puissances européennes. C’est d’autant plus vrai que le Traité de Ryswick du 21 septembre 1697 restitue la Lorraine au duc héritier Léopold dans un état qui ne correspond pas à celui laissé avant l’occupation française.

### Communautés monastiques et loges maçonniques à Bruyères (XVIIe–XVIIIesiècles)

#### Annonciades des Dix Vertus de la Vierge Marie

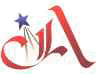
Symbole de l’ordre de l’Annonciade.

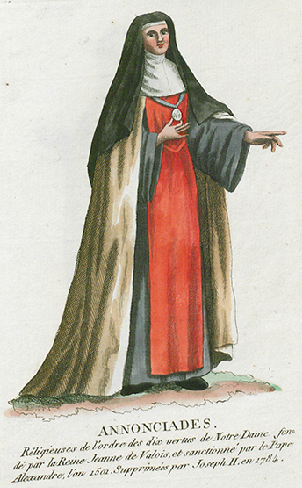
Habit des Annonciades dites rouges.

##### Généralités sur l’ordre des Annonciades rouges
Aux XVIe siècle, Jeanne de Valois, épouse répudiée du roi de France, Louis XII, fonde un nouvel ordre religieux en se reposant sur la règle monastique rédigée par le confesseur de la reine et gardien du couvent franciscain d’Amboise, le père Gabriel-Maria ; il ira défendre cette règle par deux fois au Saint-Siège. Sur une carte de France, trois secteurs ressortent clairement pour le nombre de fondations annonciades créées : l'Aquitaine, la région parisienne et la Lorraine ducale hors terres évêchoises. Seul un couvent ne perdurera pas jusqu’à la Révolution française à cause des vicissitudes de la guerre de Trente Ans, celui de Bruyères. Le premier couvent dans le Barrois essaimera ses fondations dans les autres régions lorraines ou barrisiennes :
1. Ligny-en-Barrois (Meuse) 1554-1792 ;
2. Varennes-en-Argonne (Meuse) 1624-1791 ;
3. Saint-Nicolas-de-Port (Meurthe-et-Moselle) 1626-1792 ;
4. Neufchâteau (Vosges) 1630-1792 ;
5. Bruyères (Vosges) 1631-1635 ;
6. Badonviller (Meurthe-et-Moselle) 1633-1792 ;
7. Bar-le-Duc (Meuse) 1678-1792 ;
8. Pont-à-Mousson (Meurthe-et-Moselle) 1623-1792 ;
9. Clermont-en-Argonne (Meuse) 1624-1783 ;
10. Vaucouleurs (Meuse) 1647-1790-1791.

La règle de l'Annonciade datant de 1517 est inspirée de celle de l’ordre franciscain selon la stricte observance. Elle met par conséquent l’accent sur la pauvreté, l’humilité totale et une foi qui s’exprime davantage dans les actes que dans l’étude et la lecture. Cela revient à vivre l’Évangile sur les pas de la Vierge Marie dans la vie contemplative pleinement vécue comme une joie et un achèvement personnel. Les annonciades portent un scapulaire rouge enfilé sur une robe grise, avec un voile noir. Comme l’attestent les lettres de Catherine de Bar, la pratique de la cilice, de la ceinture de fer et les privations ou les vexations font partie du quotidien du couvent de Bruyères.
Contrairement à leurs frères franciscains ou capucins, les sœurs annonciades vivent en clôture. Comme elles ne sortent pas et ne peuvent vivre de la mendicité comme leurs homologues masculins, elles tirent leur subsistance de leur propre travail, lequel prend des formes très diverses suivant les régions et les opportunités locales. Les dons et les legs des sœurs elles-mêmes jouent un rôle non négligeable. Les couvents de l’Annonciade s’occupaient assez souvent d’écoles, d’ouvroirs ou de pensionnats pour les jeunes filles. Le couvent est dirigé par une ancelle, nom donné chez les annonciades ou les capucines à la mère supérieure. Elle a une adjointe sous-ancelle ou sous-prieure.
En Lorraine historique, c’est le couvent de Ligny-en-Barrois créé en 1554 par des sœurs venues de Bourges qui servit de maison-mère à partir de laquelle sept autres fondations furent créées, dont le couvent de Bruyères. Sur les huit couvents, sept perdurent jusqu’en 1792, date à laquelle toutes les maisons annonciades furent fermées et les sœurs dispersées avec leurs biens.

##### L’éphémère couvent de Bruyères et période bruyéroise de Catherine de Bar

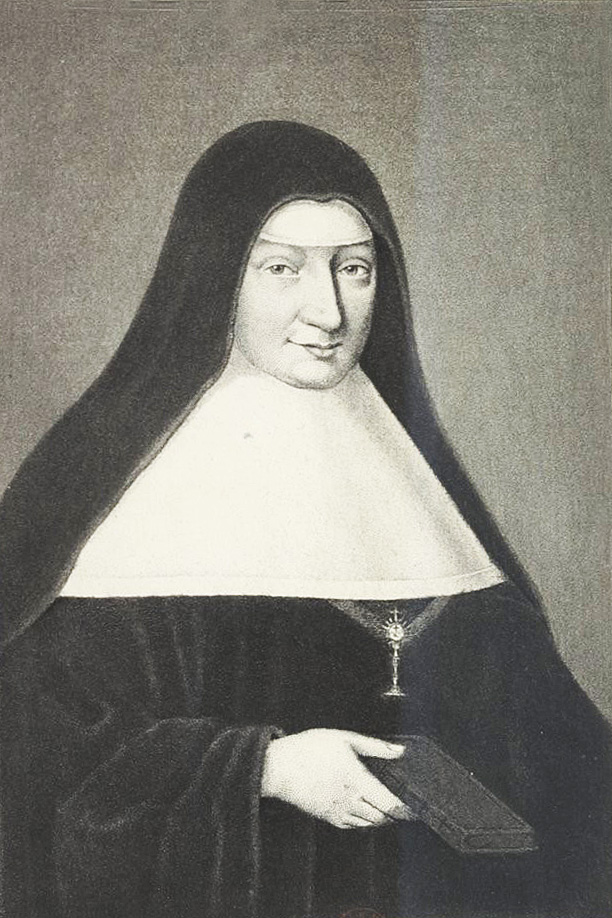
Mère Mechtilde du Saint-Sacrement, ici bénédictine, précédemment Mère Saint Jean l'Évangéliste, ancelle du couvent annonciade de Bruyères.

Ce sont deux sœurs provenant du couvent de Saint-Nicolas-de-Port, ville marchande comme Bruyères et, en plus, important lieu de pèlerinage en Lorraine, qui viennent créer une maison à Bruyères en 1631. Il s’agit de Mère Angélique et sa sous-prieure qui retourneront dans le couvent de profession une fois leur mandat de mère supérieure arrivé à terme. Dans les ordres inspirés de la règle de saint François d’Assise, les charges de direction doivent tourner entre les frères ou sœurs afin que chacun et chacune apprenne à redevenir simple frère ou sœur dans la communauté. En 1634, la mère Angélique repart avec sa consœur à Saint-Nicolas-de-Port.
Bien que détruit quatre ans plus tard en 1635 pendant la période franco-suédoise de la guerre de Trente Ans, les traces écrites montrent que le couvent des Annonciades des Dix vertus de la Vierge Marie à Bruyères était situé dans le prolongement du presbytère actuel dans la ruelle perpendiculaire à la rue du Haut de la ville. Il ressort de la correspondance entretenue par quelques sœurs avec leurs proches et leurs protecteurs que le couvent était plutôt intra muros car le frère capucin qui vient les prévenir de l’approche de troupes ennemies ne les croit pas en sécurité dans ce petit bourg et qu’il fallait en sortir pour aller dans une autre ville plus fortifiée. En tout cas, le couvent se trouve sur le tracé des anciennes murailles de la ville qui longeait l’actuel emplacement de l’église paroissiale.
De fait, contrairement à la capitale lorraine où le couvent annonciade s’en sort indemne, les petites bourgades peu protégées par des murailles rudimentaires ou vieillissantes ne peuvent échapper à la destruction, au pillage et aux exactions multiples des troupes de tous les camps, mais aussi aux razzias et aux expéditions punitives de la guerre de Trente Ans. Du même coup, elles ne sont pas en mesure de protéger leurs communautés religieuses cloîtrées en rase campagne. Ce sont des mercenaires pluriethniques à la solde de la France entrée en guerre dans le camp des protestants conduits par les Suédois qui détruisent entre le 4 et le 11 novembre 1635 les couvents annonciades de Bruyères et Saint-Nicolas-de-Port, et le couvent de la Congrégation de Notre-Dame à Saint-Nicolas.
Une des très jeunes moniales, entrée au noviciat en 1632 dans le couvent de Bruyères à l’âge de 17 ans, deviendra célèbre plus tard pour sa longue carrière religieuse peu linéaire qui l’amènera de la Lorraine à la Normandie : Catherine de Bar originaire de Saint-Dié. Par sa correspondance et ses mémoires, tous s’accordent pour dire que le fait d’avoir commencé sa vie religieuse à Bruyères si jeune et avec autant d’adversité a marqué sa vie future sur le plan spirituel en premier lieu, mais aussi sur le plan affectif car cette femme garde un lien fort avec la Lorraine en général et le couvent de Bruyères en particulier.
Il convient d’être flexible avec le nom de cette religieuse car, suivant les auteurs et les périodes étudiées de sa vie, Catherine de Bar peut être désignée dans les sources par des noms différents. Au civil jusqu’à sa profession à Bruyères, elle s’appelle Catherine de Bar, née le 31 décembre 1614 à Saint-Dié, fille de Jean de Bar et de Marguerite Guillon. Au moment de prendre l’habit de l’Annonciade, elle prend le nom de Sœur Catherine de Saint Jean. En entrant dans l’ordre bénédictin au couvent de Rambervillers le 2 juillet 1639, elle prend le nom de Catherine Mechtilde, nom qu’elle conserve après sa profession aux bénédictines de Rambervillers le 11 juillet 1640, puis dans les maisons de Saint-Mihiel, Paris, Saint-Maur-des-Fossés et Caen. Quand elle fonde l’institut des Bénédictines de l'Adoration perpétuelle du Très Saint Sacrement en 1653 dont elle devient abbesse perpétuelle de tous les monastères le 22 août 1654, elle porte le titre de Mère Mectilde du Saint-Sacrement.
En se limitant à la période bruyéroise de sœur Catherine de Saint Jean, l’ancrage de cette jeune annonciade dans les Vosges et spécialement la vallée de Saint-Dié remonte à sa famille très fidèle à la dynastie lorraine. Son père résista longtemps à son intention d’entrer dans les ordres car il souhaitait la marier à des notables locaux issus de la haute bourgeoisie ou de la petite noblesse régionale. Par chance, le premier soupirant mourut au champ de bataille et le second entra lui-même dans les ordres. Pour convaincre son père de consentir à une vie cloîtrée, elle tente la médiation de sa sœur Marguerite qui est mariée à Dominique L’Huillier, lieutenant-colonel d’infanterie du duc de Lorraine anobli le 17 janvier 1646, gouverneur successivement de Bitche, Hombourg, Neufchâteau et Landsthul. Ce qui l’installe définitivement dans le pays déodatien, c’est l’hérédité de la capitainerie du château du Spitzemberg accordé par le duc lorrain pour bons et loyaux services, office qui lui confère la charge de protéger la ville de Saint-Dié. Mais sa sœur ne veut pas aller contre la décision du père et refuse d’intercéder pour Catherine, même quand cette dernière lui propose de lui céder sa part de l’héritage familial. Finalement, le père cède, mais à la condition qu’elle reste à proximité : ce sera donc le tout récent couvent des Annonciades des Dix Vertus de Marie à Bruyères dans le diocèse de Toul qui lui sera recommandé. Tout va très vite, elle entre en 1631, prend l’habit de novice en 1632 et fait profession en 1633 après un noviciat de deux ans.
L’ancelle du couvent de Bruyères, Mère Angélique originaire de Saint-Nicolas-de-Port, a un rapport difficile avec elle et lui enjoint de tempérer ses ardeurs et son amour-propre qui selon la supérieure pourrait s’apparenter à de l’orgueil. Sœur Saint Jean arrive à montrer pourtant son sens de l’abnégation exemplaire en s’occupant des sœurs malades de la fièvre maligne en 1633. Comme dans les autres ordres mendiants, la fonction de supérieure tourne régulièrement et les deux sœurs fondatrices du couvent de Bruyères doivent repartir dans leur couvent d’origine. C’est une jeune moniale inexpérimentée, en réalité la nièce du provincial de l’ordre, qui est élue ancelle et Catherine Saint Jean devient son adjointe bien que l’une et l’autre entretiennent une relation tendue entre elles due certainement à leur jeune âge. Toutefois, à peine élue, l’ancelle décède d’une maladie contagieuse et son adjointe prend sa succession. Sœur Catherine Saint Jean devient Mère Saint Jean à vingt ans seulement alors qu’il faut avoir au moins 21 ans normalement. Elle a la charge de 20 moniales. Mais elle ne sait pas encore que son couvent ne va exister que deux ans de plus. La malchance de l’établissement bruyérois est qu’il a été fondé à une époque de troubles récurrents dus à la guerre de Trente Ans.
La fin du couvent des Annonciades rouges de Bruyères renseigne donc indirectement sur les événements historiques : les moniales ne sont pas témoins du saccage de la ville et de l’incendie de leur maison en 1635 car elles quittent Bruyères quelques heures avant le passage des troupes ennemies. Elles partent à pied vers Saint-Dié également mis à mal par les pillages ; rejointes par le colonel L’Huillier, le beau-frère de Mère Saint Jean et fervent défenseur de la cause lorraine, celui-ci les prend en charge ; elles trouvent refuge chez Jean de Bar, son père. Elles partent pour Badonviller, d’abord dans le couvent des annonciades avec d’autres sœurs, puis dans le château qui est à son tour pris par les troupes franco-suédoises. La menace grandissant dans la ville à cause de l’arbitraire et du comportement imprévisible des hommes de troupes de tous bords, l’exfiltration de mère Saint Jean et de mère Agnès est organisée : habillées en homme, elles sont cachées entre les ballots de la charrette d’un vivandier qui arrivent à passer les contrôles. Les deux supérieures passent l’hiver 1635 cachées dans un grenier à Épinal.
Au printemps 1636, elles rejoignent Commercy où elles sont logées chez le marquis des Armoises ; celui-ci fait venir toutes les sœurs du couvent de Bruyères dans son château. Avec l’arrivée de la peste et la poursuite des conflits et malgré la reprise d’une vie religieuse avec de nouvelles novices et pensionnaires, la famine et la maladie déciment la communauté de la prieure mère Sain Jean : il ne reste plus que cinq sœurs, soit un quart seulement. En 1637, mère Saint Jean demande à rejoindre Saint-Dié où son père Jean de Bar a tout organisé. Jean de Bar a déjà perdu une fille et son fils unique, il fait tout ce qui est en son pouvoir pour sauver la vie de sa fille. Les cinq sœurs font escale quelques semaines à Épinal dans un couvent de la congrégation Notre-Dame fondée par Pierre Fourier. En repartant pour Saint-Dié, Mère Saint Jean tient à revoir son couvent de profession à Bruyères. Mais les mémoires parlent d’un amas de cendres. Une reprise de la vie cloîtrée n’est plus envisageable à Bruyères, il faut poursuivre son chemin et tourner définitivement le dos à une vie monastique dans cette ville. Une fois à Saint-Dié, les doutes assaillent la prieure. Sans la présence de bons conseils d’un capucin et grâce au réseau de personnes influentes dans la région, peut-être que l’ex-ancelle annonciade de Bruyères aurait mal vécu le contact trop prolongé avec le monde séculier vu qu’elle écrira plus tard qu’elle « se croyait tout à fait abandonnée de Dieu ». Son père et une bonne relation ont touché mot à mère Bernardine de la Conception Gromaire, supérieure des bénédictines de Rambervillers. La prieure invita les annonciades rescapées de Bruyères à venir dans son couvent issu de la réforme de la Congrégation de Saint-Vanne et Saint-Hydulphe. Elles y restèrent un an jusqu’en 1639. Dom Antoine de l’Escale, visiteur de cette congrégation, après avoir observé mère Saint Jean, lui proposa une translation simple de ordine ad ordinem pour devenir bénédictine. Comme l’ordre des frères mineurs auquel appartient l’Annonciade y était résolument opposé, mère Saint-Jean envoya une lettre au Saint-Siège qui semble n’être jamais parvenue à destination. Le pape doit généralement se prononcer sur les cas de translations. Néanmoins, 21 ans plus tard, un bref apostolique daté du 20 septembre 1660 et signé par le pape Alexandre VII approuve ce passage à l’ordre bénédictin,.
Après la destruction du couvent dans les pierres à Bruyères, cette translation de l’ancelle du couvent bruyérois marque la fin définitive d’une maison religieuse annonciade qui aura eu une courte vie et tombera dans l’oubli. Une nouvelle vie commence en revanche pour celle qui deviendra mère Mechtilde du Saint-Sacrement. Dans sa correspondance, on remarque néanmoins qu’elle continue à garder le contact avec la Lorraine.

#### Couvent des Capucins
« L'an 1665, conformément à ce qui avait déjà été décrété il y a fort longtemps en 1626 au chapitre d'Épinal sous la présidence du très révérend père Archange, commissaire général, puis confirmé à nouveau par l'approbation du très révérend père Marc-Antoine, général de l'ordre, lors du chapitre provincial qu'il présida à Neufchâteau, une croix a été érigée à Bruyères dans le territoire des Vosges, la province de Lorraine et l'évêché de Toul. Et malgré les désastres des années passées qui ont ravagé cet endroit par le feu et par les destructions, un couvent et son église ont été entièrement construits en peu de temps grâce aux aumônes des notables réunies par les bons soins et grâce à la sollicitude des supérieurs, avec le travail assidu et au bénévolat des frères et des habitants, et tout cela avec l’important accompagnement spirituel et l’encouragement des montagnards. L’église est dédiée à saint Blaise, évêque et martyr dont le sceau de la maison porte l’image remarquable. »

— P. Séraphin de Bar, Rapport de 1671

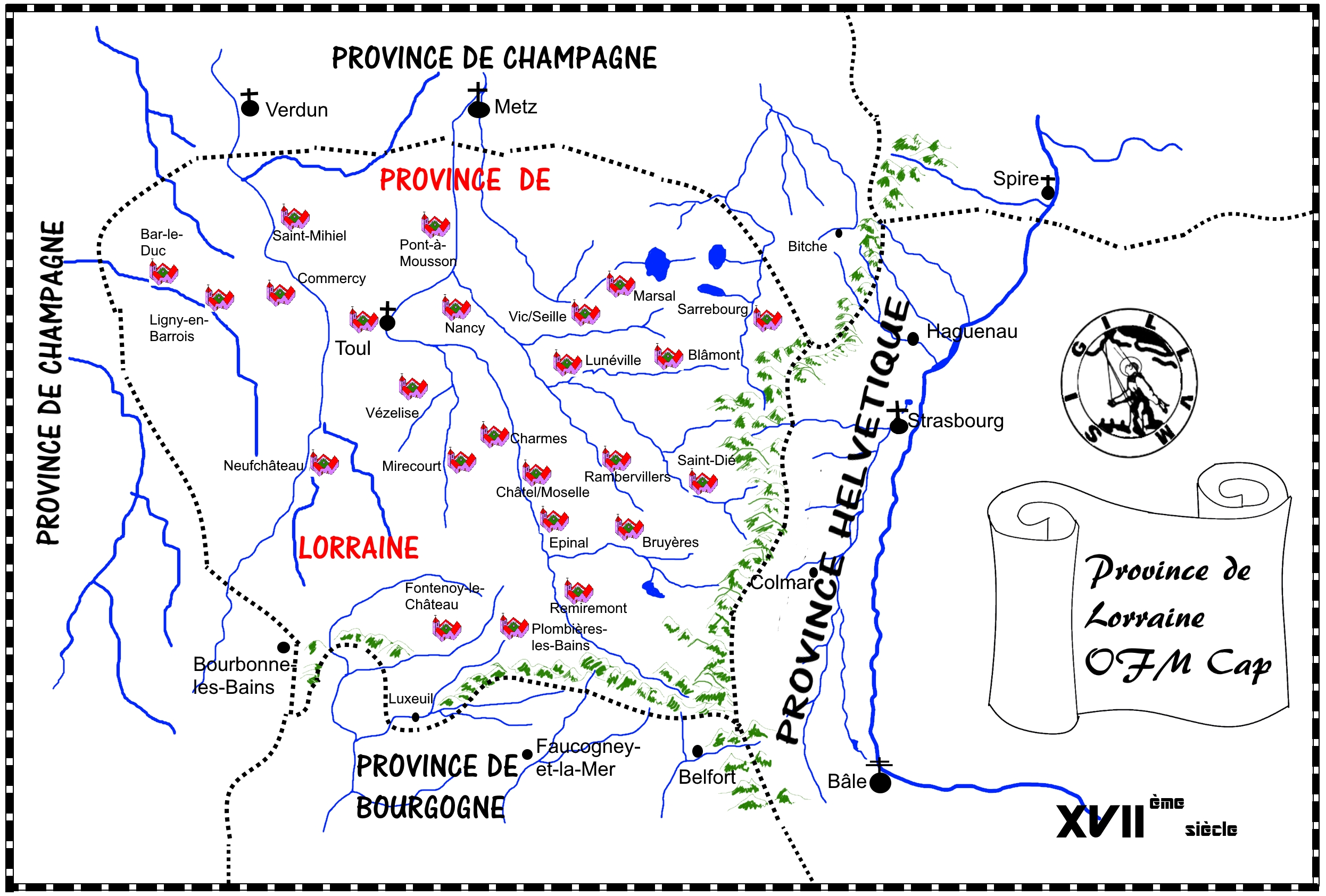
Reproduction d'une carte de la province de Lorraine des couvents capucins au XVIIIe siècle.

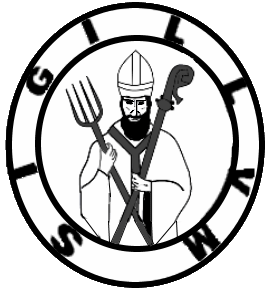
Sceau du couvent capucin créé à Bruyères en 1665 représentant saint Blaise.

Cet acte d’érection de croix fait fonction de confirmation officielle d’un projet qui avait déjà été lancé plus tôt ; plusieurs démarches avaient déjà été engagées quelque temps auparavant :
- le 4 mai 1663, le père provincial de l’Ordre, supérieur canonique et les capucins de la province de Lorraine demandent au duc de Lorraine l’autorisation d’établir un couvent à Bruyères[102].
- le 29 septembre 1664, une demande a été déposée auprès du grand gruyer de Lorraine, le sieur Vidampierre, pour obtenir la quantité de bois nécessaire pour construire le couvent capucin. L’accord est donné et c’est à la gruerie locale de Bruyères qu’incombe l’obligation de marquer les arbres et de vérifier que l’opération se fait dans les règles et le respect des clauses du contrat[103].

Le couvent capucin de Bruyères est situé dans la province ou custodie de Lorraine (Lotharingia) avec un sceau représentant Saint François d'Assise recevant les stigmates. Le couvent porte un sceau représentant saint Blaise de Veroli. Un couvent des ordres mendiants doit respecter une certaine distance pour ne pas entrer en concurrence avec d’autres couvents, en ville comme à la campagne. En ville, une distance de 500 m au minimum est la règle, en campagne il faut également calculer la capacité financière des populations rurales et augmenter en conséquence le rayon d’action des frères pour assurer une quête assurant la survie de la communauté et l’économie du couvent. Le couvent de Bruyères dépasse les limites communales et étend son champ d’action jusque Corcieux, la montagne et la vallée de la Moyenne-Vologne.
Les couvents capucins les plus proches et fondés avant celui de Bruyères, entre 1607 et 1624, sont dans des terres ecclésiastiques et canoniales : les chapitres de Saint-Dié, Épinal et Remiremont d’une part, la ville évêchoise Rambervillers d’autre part. Le couvent bruyérois doit venir renforcer la très bonne implantation des frères capucins en terres lorraines par rapport à la province de Champagne qui enlace la province lorraine à l’ouest et au nord en englobant les territoires mosellans actuels jusque Phalsbourg. La concurrence classique entre les Français (custodie de Champagne) et les Lorrains se manifeste également dans la vie religieuse avec des stratégies culturelles et patriotiques.
Le capucin du XVIIe siècle est vêtu d’une bure brune et il porte des sandales. Le capuce est long et il est cousu à la robe. Contrairement aux franciscains, le capucin porte très souvent la barbe qui évoque chez lui la vie érémitique.

##### Bâtiments conventuels et église

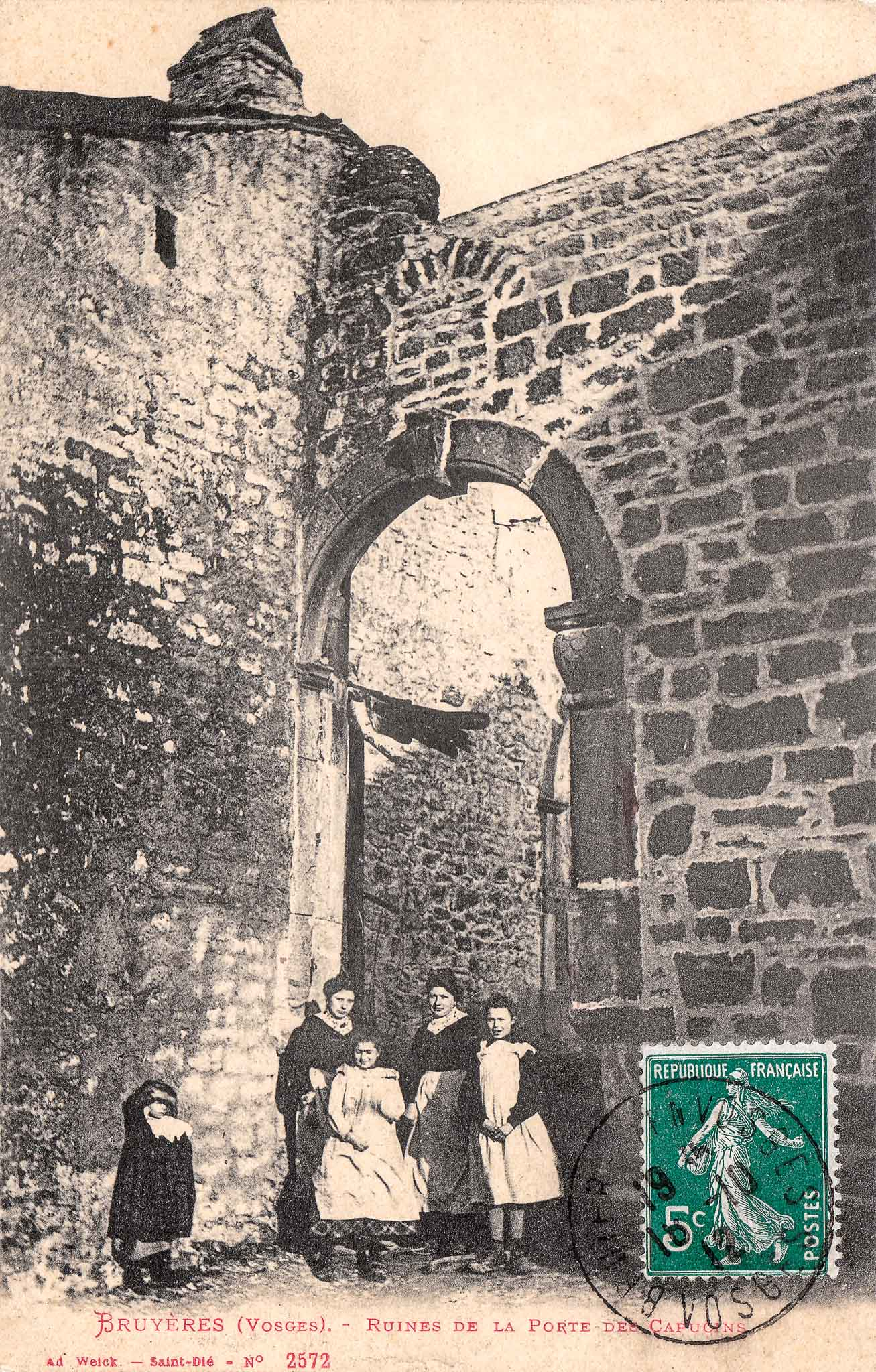
Ruines de la porte du couvent des capucins à Bruyères, CPA Ad Weick - Saint-Dié - No 2572.

Grâce aux annales des frères mineurs capucins et notamment grâce au traité d’Antoine de Pordenone publié en 1603, on peut avoir une idée de ce à quoi ressemblait un couvent capucin du XVIIe siècle, donc comme celui de Bruyères. Des adaptations spécifiques au lieu de construction (place, terrain, source, culture, climat, etc.) font qu’un couvent capucin n’étaient évidemment pas forcément une réplique exacte de tous les autres selon un schéma normé, néanmoins il faut reconnaître que la confrontation des sources documentaires entre un couvent du nord de la France, de la Lorraine ou de l’Italie permet de conclure à de grandes similitudes entre les bâtiments conventuels et l’église quel que soit l’endroit étudié. L’emplacement et les termes pour désigner les pièces et les bâtiments reviennent en leitmotiv comme s’il avait existé un guide de la construction du couvent capucin. Le fait que ce soit des maçons italiens qui s’occupent d’une grande partie de la construction va également dans ce sens. Le père Pordenone a rédigé en effet un memento pour la fabrication de « notre petit monastère à la vie bien réglée » dans lequel il applique les douze recommandations qu’il préconise pour ériger un couvent capucin qui correspond à la spiritualité de cet ordre.
En l’absence de sources iconographiques, il est très difficile de savoir à quoi ressemblait l’église conventuelle de Bruyères. Une carte postale ancienne montre les ruines de la porte des capucins mais on ne voit rien de l’intérieur vu l’angle de la photographie. De Pordenone propose quatre plans-types d’église avec une seule nef couverte soit par une voûte sur croisées, soit en plein cintre pour la couvrir. Les chapelles latérales pouvaient être des deux côtés, d’un seul côté ou dispersées. À Bruyères, on sait par les pièces d’archives qu’il y avait au moins deux chapelles : celle de saint Félix et celle du Tiers-Ordre. Les murs de l’église sont recouverts d’un crépi à l’extérieur et à l’intérieur. Les marches et le parvis de l’église sont pavés ainsi que le cloître. C’est un maçon italien, Pietro Rotanzino, qui a réalisé les travaux de pavage et de crépissage. La sacristie dispose de grandes baies vitrées ainsi que le lavoir attenant.
Un descriptif écrit n’existe pas non plus pour décrire le couvent et l’organisation interne des pièces dans les bâtiments conventuels. En revanche, à la lecture des marchés, contrats, lettres, suppliques ou doléances, il est possible de s’imaginer ce qu’il y avait dans le couvent car, dans ce cas aussi, les couvents capucins semblent respecter un schéma souvent identique. La traduction des termes de référence italiens est parfois en français régional. Quand dans certaines régions on lit le terme salle, les documents du couvent bruyérois parlent de chambre, ce qui rappelle la « stanza » italienne, même dans un usage qui ne correspond plus aux habitudes linguistiques actuelles.
En règle générale, et toujours selon le mémento d’Antoine de Pordenone, les bâtiments conventuels sont situés au sud de l’église. Les pièces de travail et les ateliers sont au rez-de-chaussée pendant que les cellules et le dortoir sont à l’étage. Les termes italiens parlent des locaux « du bas » (da basso) et des locaux « au grenier » (in solaro,). Puisque les montagnards vosgiens parlent de « solèyes » dans les grandes fermes vosgiennes le solaio en italien et solèye en vosgien de la montagne désignent donc tous les deux « le grenier ». La coïncidence est troublante mais il n'y a peut-être aucun lien.
Bien qu’elle puisse être à l’étage comme dans certains couvents parisiens, la bibliothèque est traditionnellement dans le bâtiment orienté à l’ouest au rez-de-chaussée à proximité du réfectoire et de la salle de communauté.
Le couvent de Bruyères à travers les travaux réalisés au fil des années comportaient les cinq espaces de vie fréquemment associés aux couvents capucins du XVIIIe siècle : en fonction des usages quotidiens et des relations que les pères et les frères capucins entretiennent avec le monde extérieur. Les termes locaux utilisés dans les multiples pièces d’archives sont inscrits entre parenthèses :
- espace de la prière avec l’église et les chapelles[117] ;
- espace communautaire (chambre de la communauté, chambre du père gardien, cellules, bibliothèque, cuisine, cave voûtée, dépense (réserve), laverie et réfectoire) ;
- secteur du travail (chambres de la menuiserie, des semences, de la farine, chambre à four, jardin potager, bûcherie) ;
- secteur d’accueil (porterie, deux infirmeries et un cloître) ;
- secteur de service (fontaine).

L’extrait du cadastre au lieu dénommé « Les Capucins » situe le couvent capucin entre la rue de l’Hôpital et la rue Abel-Ferry avec une ruelle parallèle et transversale portant le nom évocateur de rue des Capucins qui existe toujours aujourd’hui. Elle séparait les bâtiments conventuels du jardin géré par la mère temporelle. Le portail d’entrée du couvent était à gauche de l’actuel no 1 de la rue des Capucins.
La construction définitive du couvent bruyérois a pris des années et il est fort probable que les frères aient vécu longtemps dans un chantier permanent en fonction des revenus, des subventions et des autorisations pour achever telle ou telle partie de l’édifice. Les marchés conclus avec les artisans locaux conservés dans les archives montrent très bien cette lente progression des chantiers :
L’acte du 25 janvier 1672, sept ans après l’érection de la croix, relate que les officiers, conseillers, commis et bourgeois de Bruyères donnent leur accord aux capucins pour qu’ils continuent leurs travaux pour la muraille « sans que la ville en souffre ». En compensation, les frères mendiants continueront leurs prières pour la santé et la prospérité desdits seigneurs. Un contrat pour travaux de maçonnerie daté du 31 janvier 1677 a été signé entre le syndic des capucins et le maître maçon italien installé à Bruyères, Giono Ambroso, pour qu’il achève les murailles du couvent et le pavement du cloître, soit 12 ans après la fondation du couvent.
Le 12 décembre 1704, l’hôtel de ville demande déjà à la population locale de contribuer aux réparations de la rue qui mène à l’église des capucins et à l’entretien de la muraille. Cet appel est réitéré à intervalle. Par services rendus, il faut comprendre les messes, les confessions, la pastorale et l’encadrement de la vie spirituelle en général.

##### Frères capucins de Bruyères
La province de Lorraine comptait en 1790 28 couvents avec une moyenne de 8 à 9 frères par couvent. Cela fait un total de 247 frères, dont 149 pères, 83 frères lais et 15 frères clercs. Le monastère de l'ordre des frères mineurs capucins (OFM) de Bruyères est le 24e en Lorraine, les quatre derniers ont été fondés après 1704. Le couvent bruyérois comptait en 1790 cinq pères, donc des frères ordonnés prêtres, et trois frères-lais.
Un père temporel s’occupe de l’économie du couvent avec l’extérieur alors que la mère temporelle s’occupe du ménage des pères.
Les capucins entrèrent souvent en conflit avec les curés de la paroisse et Bruyères n'y fait pas exception comme les pièces d'archives en témoignent. Les fidèles d'une paroisse préfèrent parfois le style des frères mendiants auxquels ils font appel pour les cérémonies de mariage ou d'enterrement par exemple alors qu'ils ont besoin de l'accord du prêtre de la paroisse.
Les mésententes entre le curé de Bruyères et les capucins démarrèrent très tôt[réf. nécessaire] : 20 ans après la création du couvent, l'évêché de Toul écrit au curé de Bruyères une lettre de remontrance avec un appel pressant d'apaisement le 12 juin 1685 où on peut lire à la fin du courrier l'extrait suivant :

« (…) Je prie monsieur le curé de Bruyères de déposer le chagrin qu'il contre les PP Capucins et de faire cesser au plus tôt le scandale causé par cette mésintelligence en faisant servir leur église de reposoir à la première procession du Saint-Sacrement. Le public attend cette édification de sa piété et, je l'espère, de l'obéissance qu'il doit à son évêque qui l'en prie et qui la lui ordonne. »

— Jacques de Fieux, évêque de Toul, Actes épiscopaux
En tant que frères mendiants, ils font l'aumône pour survivre et pour faire procéder à la construction ou aux réparations du couvent. Le secteur de quêtes dépasse les limites de ville de Bruyères. Chaque couvent a son secteur d'aumône sans la concurrence d'un autre couvent. Les capucins de Bruyères sont contactés par exemple le 13 novembre 1741 par J.F. Balland et Françoise Harel sa femme pour qu'ils assurent quatre sermons annuels en l'église Notre-Dame de Corcieux pour la confrérie des Forts fondée par ce même Balland. Il y a une demi-journée de marche pour aller de Bruyères à Corcieux.

#### Bruyérois pieux hors vie monacale
Peu de temps après la création du couvent capucin en 1665, des Bruyérois ont choisi de vivre également selon l'esprit de pauvreté de saint François d'Assise en entrant dans le Tiers-Ordre encadré par les capucins de la ville. Dans le Tiers-Ordre séculier (TOS) que l'on nomme Fraternité séculière par une bulle de Léon XIII, en 1883 les fidèles restent le plus souvent laïques, mais suivent une règle de vie sous le contrôle de l'Ordre des frères mineurs capucins. Ils portent pour les offices une bure capucine, mais sans manches et sans capuce. Ils doivent suivre la règle du TOS qui fait partie des constitutions des capucins. Les documents relatant les travaux réalisés dans le couvent bruyérois montrent que les Bruyérois membres du TOS ont leur chapelle latérale dans l'église même des capucins, portant le nom univoque de « chapelle du Tiers-Ordre ».
Pour se limiter à un aperçu général sur les principaux devoirs et obligations que doivent assumer les frères et sœurs du TOS et afin de se rendre compte de la vie quotidienne des Bruyérois ayant fait profession dans cette fraternité séculière à l’époque, il faut se concentrer essentiellement sur les dévotions, la prière et l’attitude en public. D’abord, ils sont reconnaissables par le fait qu’ils doivent porter le saint habit de l’ordre ou la tunique du Tiers-Ordre sans capuchon et sans manches au moins pendant les offices. Dans leur vie civile, il leur est demandé d’éviter le luxe et la pompe dans leurs vêtements. Ils évitent les procès et les disputes, restent éloignés des fêtes débordantes, des spectacles et des beuveries. On leur recommande de ne prêter serment qu’avec de bonnes raisons ou par nécessité.
La liste des devoirs religieux et des prières quotidiennes rappellent que, malgré leur statut séculier hors vie monacale, ils sont des frères et sœurs d’un ordre des frères mineurs de saint François d’Assise. Non seulement ils doivent tous les jours prier le bréviaire romain, assister à l’office divin et au moins aux offices de prime et des complies avec examen de conscience final, mais à chaque fois ils doivent ajouter des prières supplémentaires par rapport aux paroissiens comme des oraisons, des commémorations, des psaumes ou des répons pour les défunts entre autres. La prière est omniprésente dans la vie y compris en dehors des offices et surtout lors de certaines fêtes liturgiques majeures. Les frères et sœurs de fraternité séculière doivent jeûner tous les vendredis de l’année, tous les jours de l’Avent sauf le dimanche ; ils doivent s’abstenir de viande tous les mercredis de l’année et tous les jours de l’Avent à moins que le directeur change cette pénitence en prières ou autres œuvres. Ils assisteront le plus souvent possible aux offices paroissiaux, notamment pendant le Carême ou l’Avent. Ils font une retraite pendant l’année et renouvèlent leur profession. Ils sont tenus de lire la règle de l’ordre avec ses explications et de prier tous les jours le rosaire franciscain afin de penser à la présence de Dieu dans leur vie à chaque instant.
Une fois qu’un frère ou une sœur a fait profession après une période de noviciat, il ou elle ne peut plus quitter l’ordre à moins d’entrer dans un ordre régulier ou que le directeur constate une faute grave. Comme il l’est encore rappelé dans l’article 95, paragraphe 7, des constitutions des Capucins, les frères capucins réguliers sont invités à prêter de bon cœur assistance aux frères du TOS en tenant compte sans cesse de leur condition séculière et en ne se mêlant pas du gouvernement interne de leur fraternité. Le supérieur du couvent doit contribuer à une réciprocité vitale entre la fraternité de son premier ordre et celle de la fraternité séculière.
Au XVIIIe siècle, une demande de création d'une confrérie du Rosaire a été faite auprès de l'évêque diocésain qui a donné son accord. Elle est créée en l'église paroissiale de Bruyères où elle a certainement sa chapelle ou son autel. Elle ne dépend pas des capucins. Chaque membre est inscrit dans le registre de la confrérie et doit méditer chaque semaine en entier le rosaire de quinze dizaines; traditionnellement, les mystères joyeux le lundi et le jeudi ; les mystères douloureux le mardi et le vendredi; les mystères glorieux le mercredi, le samedi et le dimanche. Le croyant possède un chapelet rosarié, donc béni par le prêtre selon un rite particulier.

#### Loges franc-maçonniques de Bruyères

Sceau de la Grande Loge de France.

Bruyères fut l'Orient de deux loges maçonniques au XVIIIe siècle dont on ne sait quasiment rien, ni pour les grades, ni pour les fonctions. De même, le lieu où se situait le temple maçonnique à Bruyères est inconnu. Par ailleurs, il existe des divergences d’interprétation. Dans son histoire des loges de France publié en 1778, Gustave Bord a cru voir deux loges différentes tout en se trompant sur le nom de la loge et celui du vénérable maître. Plus tard, Alexis Le Bihan analyse les mêmes sources dans un ouvrage consacré au même sujet et daté de 1995, où il explique qu’il n’y a qu’une seule loge à Bruyères et une autre à Laval-sur-Vologne. Les choses se précisent un peu plus avec la sortie en 2018 d'un ouvrage consacré aux francs-maçons de Bruyères de 1768 à la Révolution. De fait, parmi les documents que la Russie a restitués au Grand Orient de France à la fin des années 2000, il y en avait qui faisaient référence à la franc-maçonnerie bruyéroise sur lesquels les chercheurs ne s'étaient pas encore penchés.
La loge portait le nom « Saint-Jean la Parfaite Amitié » ; elle fut fondée le 30 juin 1768 par la Grande Loge de France en faveur du comte de Martimprey. Elle existe encore en 1779. Le comte de Martimprey est chevalier et co-seigneur de Cornimont et Xoulces. Il est nommé major d’infanterie le 1er février 1746. Il épouse Marie-Magdelaine de Hourier (fille du comte de Viermes et de la comtesse de la Porte de Vezins). Il rendit hommage au roi Louis XVI par devant la cour des comptes de Lorraine le 25 janvier 1772 pour exercer la haute, moyenne et basse justice de Martimprey, hommage réitéré en 1776 pour lui-même et son neveu François-Paul-Augustin. Le comte de Martimprey est domicilié à Laval-sur-Vologne au moment de la création de la loge. Les analystes contemporains voient dans ce comte Nicolas-Joseph de Martimprey car il signe avec les trois points en triangle caractéristiques des francs-maçons.
La confusion vient du fait qu’un autre vénérable est cité dans le tableau de 1778 parmi les loges fondées par la Grande Loge selon G. Bord : Charles Joachim Gérard qui est avocat du bailliage royal de Bruyères. Il s’agit certainement du deuxième vénérable de la loge bruyéroise. Mais comme elle n'a pas laissé de traces, ni de nom d’ailleurs, on est en droit de penser qu’en réalité il s’agit de la même loge que plus haut. En revanche, s’il y a bien une loge dont on ne sait rien c’est celle qui aurait été fondée à Laval-sur-Vologne en contrebas de Bruyères, dénommée Saint-Georges de la vraie et inébranlable réunion comme l’indique un autre historien des loges maçonniques, Pierre Chevallier,. C.J. Gérard fait partie du cercle des amis des Martimprey par les familles anoblies Guin et Breton (possessionnées en Franche-Comté voisine) et Marguerite de Martimpey, mère d’une demoiselle Breton mariée à un Guin, d’après le fonds de l’historien Jean Bossu.
Avant l'installation du Grand Orient de France en 1773, chaque loge maçonnique en France faisait et organisait son fonctionnement à sa guise. En dehors des rites initiatiques, elle ne s'accommodait pas facilement de la discipline et de la spiritualité définies par la réglementation anglaise à l'origine de l'expansion de la franc-maçonnerie en France. Les réunions étaient souvent suivies de banquets copieux. Chaque maître avait sa légende adamique, hiramique et templière. En dehors des loges plutôt aristocratiques, la majorité des loges, comme probablement celle de Bruyères, réunissaient des petits commerçants, des clercs des huissiers ou des procureurs.
La Lorraine du XVIIIe siècle est ouverte à la franc-maçonnerie puisque son propre duc François III, fondateur de la maison de Habsbourg-Lorraine et futur empereur du Saint-Empire, est initié à cette institution lors de son voyage à Londres en 1729. Son introducteur fut lord Chesterfield, mais c'est à La Haye aux Pays-Bas qu'il devient franc-maçon en 1731. Il restera compréhensif vis-à-vis de la franc-maçonnerie, mais une fois décédé, son épouse l'impératrice Marie-Thérèse interdira la franc-maçonnerie et appliquera la politique de répression des francs-maçons réclamée par le pape Clément XII en 1738. François III devient vénérable maître d'une loge anglaise et il créera la première loge de rite anglais dans sa ville-résidence ducale de Lunéville. François refusera d’appliquer la chasse aux francs-maçons demandée par le pape Clément XII en 1738. En revanche lorsqu’il décède, sa femme l’impératrice Marie-Thérèse suivra les recommandations papales.
Les francs-maçons ont dans leur code de loi ou de conduite l’obligation d’obéir à la loi morale et de ne jamais se comporter en athée stupide ou en libertin sans religion (constitution d’Anderson de 1723 - code de loi maçonnique). On attend d’un franc-maçon qu’il ait une vie paisible et qu’il s’écarte de toute forme de conspiration ou de tout agissement mettant en péril la paix ou la nation. Il demande à l’article six de ne pas rechercher querelle, notamment en ce qui concerne la religion ou la politique de l’État. Il est préférable de ne pas s’entretenir de politique au sein de la loge.
L’article premier du règlement maçonnique des loges du Grand Orient de France de 1782 demande à ses membres de rendre hommage à la divinité, à l’être qui créa l’univers par un acte de volonté. À l’article sept il demande aux francs-maçons de se dévouer aux biens d’autrui tout en pensant à mieux se connaître et à rechercher le progrès et la perfection. Il y a donc une forme de spiritualité chez les francs-maçons.

## Révolution française et Empire

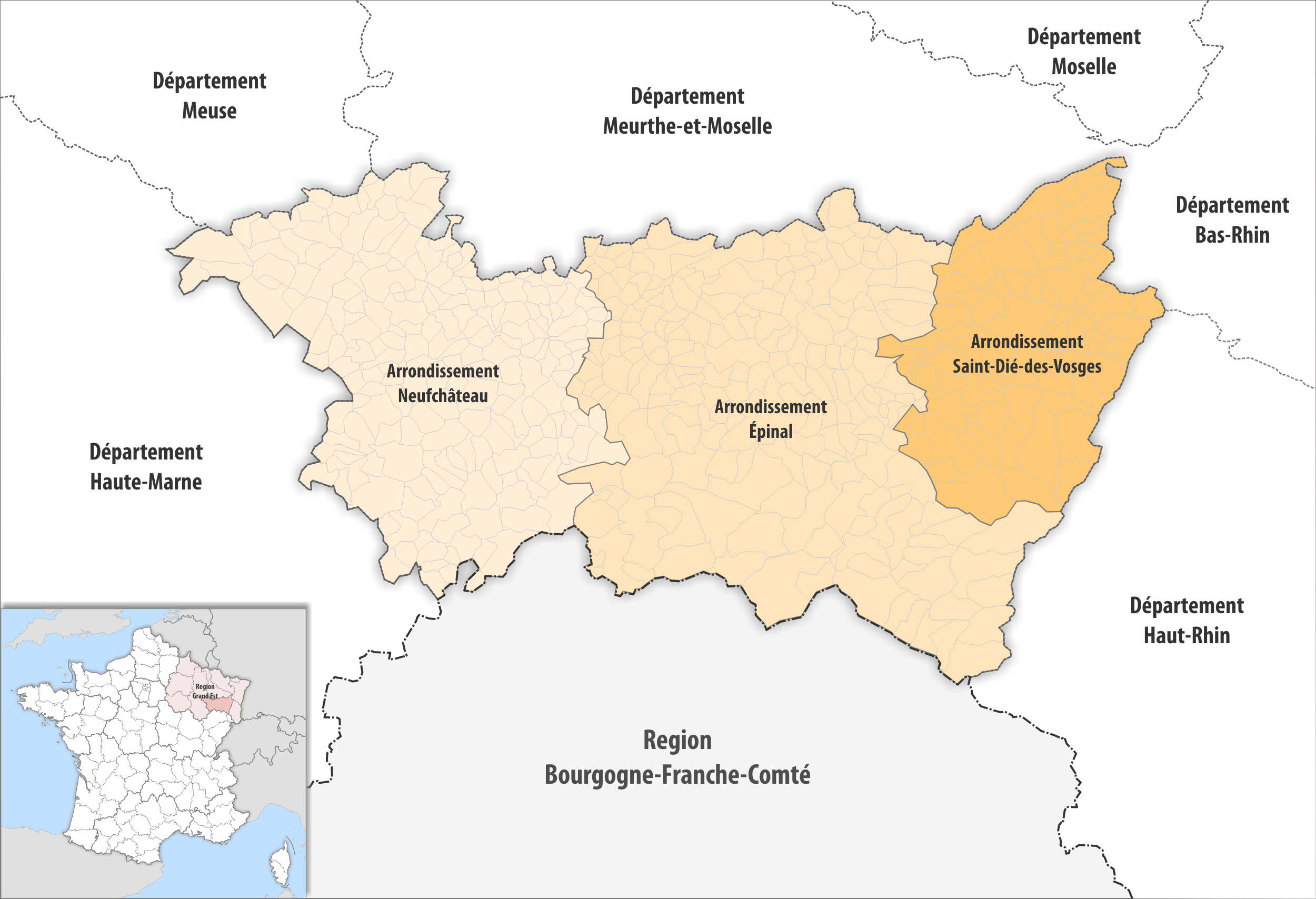
Trois arrondissements actuels des Vosges. Bruyères est dans celui d'Épinal depuis sa création en 1800.

### De siège bailliager à chef-lieu de district
Créé le 4 mars 1790, le département des Vosges était subdivisé à l'origine en neuf districts : Bruyères, Darney, Épinal, La Marche, Mirecourt, Neufchâteau, Rambervillers, Remiremont, Saint-Dié-des-Vosges. Bruyères fut chef-lieu de district de 1790 à 1795. Au moment de la création des arrondissements du département des Vosges le 17 février 1800, Bruyères et son canton sont intégrés à l'arrondissement d’Épinal.
La période révolutionnaire entérine une situation qui a dû s’installer progressivement avec un déplacement des centres de pouvoir dans d’autres villes que celle de l’Ancien Régime lorrain. Autrefois siège prévôtal puis bailliager, Bruyères reste seulement chef-lieu de district. La ville ne fournit aucun député définitif pour les élections aux États généraux ni pour le Tiers État, ni pour le clergé ou la noblesse. La plaine sous-vosgienne l’emporte largement dans ces élections. À Bruyères, les membres du clergé et du Tiers État chargés de rédiger les cahiers de doléance décident de le faire en commun.
Aucun trouble particulier n’est à noter à Bruyères pendant la Grande Peur de 1789 contrairement à Nancy, Saint-Dié, Remiremont où l’on craint la formation de comités populaires plus ou moins importants.
Avec les différents décrets de l’année 1790 instituant les départements, les districts et les cantons, le district de Bruyères se compose de sept cantons. Contrairement à d’autres districts vosgiens, les sources primaires et secondaires ne font apparaître aucun heurt particulier ni de réclamations concernant l’attribution des cantons sur Bruyères. C’est notamment le cas pour désigner le chef-lieu du département où les passions se sont déchaînées entre Mirecourt, ex-siège du bailliage de Vosges, Épinal, Remiremont et Saint-Dié. Le vote a lieu le 1er juin 1790et Épinal l’emporte avec 311 pour et 127 contre. Bruyères se retrouve par conséquent plus proche de la préfecture. Mirecourt obtient la maigre compensation du tribunal criminel, Saint-Dié garde son évêché plutôt récent dans l’histoire diocésaine vosgienne et Remiremont est la grande perdante.
À partir du 16 juin 1790, il fallut élire les trente-six membres du premier conseil général dont le président est Louis-Dagobert Vosgien, originaire d’Épinal. La commune de Bruyères y envoie Charles-André Balland, futur conventionnel. Aux élections de membre du Directoire du département composé de huit membres, Bruyères envoie Claude-François Rapin. Les personnes élues ou nommées sont a priori toujours de bons révolutionnaires de la première date et le plus souvent elles ont déjà fait preuve de leur compétence dans les administrations précédentes.
En ce qui concerne les innovations juridiques basées sur la création d’une cour de justice par canton, district et département, Bruyères obtient d’une part une justice de paix à l’échelle cantonale chargée d’éviter les procès et aidée dans sa tâche par un Bureau de l’amiable, et d’autre part un tribunal civil comme chef-lieu de district pour les causes plus importantes. Au niveau départemental, le tribunal criminel est implanté à Mirecourt. Les élections pour le tribunal du district de Bruyères ont lieu en octobre 1790 : le président nommé est Claude Gasman, en réalité déjà ancien lieutenant-général du bailliage de Bruyères.
Le district de Bruyères comporte en 1790 59 municipalités dans 7 cantons. Sur 3 594 citoyens actifs, on dénombre seulement 36 électeurs ce qui place le district de Bruyères en septième position sur les neuf districts vosgiens.
Dans de nombreuses communes vosgiennes, les différentes administrations et institutions nouvellement créées s’installent dans les maisons d’émigrés ou de religieux. À Bruyères, la maison de Thérèse Doridant a été confisquée quand elle a émigré à Bâle.
Conformément au décret de l’Assemblée nationale du 10 août 1789, il fallait former une Garde citoyenne et nationale, donc la Garde nationale de 1790. Dans le district de Bruyères, le nombre de citoyens inscrits s’élève à 5 742 hommes pour former 48 compagnies, 7 bataillons et 1 légion. Les avis divergeaient quant à l’intégration des femmes dans les gardes nationaux. Certaines communes proposaient que les veuves ou les filles de familles aisées participent aussi à la Garde nationale. Mais, le directoire de Bruyères déclare le 10 août 1792 qu’il ne lui appartenait pas de statuer sur ce sujet.

### Cure de Bruyères pendant la période révolutionnaire
Pendant la Terreur, l’ambiance est tendue en raison de l’arrestation des curés inciviques pendant que les autres restent tout de même surveillés. Pendant sa visite pastorale au printemps 1792, l’évêque constitutionnel du diocèse des Vosges, Jean-Antoine Maudru, fut insulté à Bruyères, conspué par des chants injurieux à Saint-Dié-des-Vosges et les Bénédictines de l'adoration perpétuelle du Très-Saint-Sacrement dans leur couvent fondé à Rambervillers par Catherine de Bar ex-abbesse annonciade de Bruyères, lui refusèrent l’entrée de leur maison et de l’école affiliée. Pour les religieuses comme pour de nombreux paroissiens du diocèse, le seul évêque légitime restait Barthélemy-Louis-Martin Chaumont qui avait refusé de prêter le serment constitutionnel en 1791 et avait quitté son siège épiscopal déodatien pour émigrer à Munich en Bavière après avoir faire escale à Bruxelles et la Suisse.
En 1793, les curés jureurs furent forcés de lire à voix haute à la chaire de l’église les décrets de la Convention nationale, la sentence de mort de Louis XVI, les lois du divorce et du mariage civil. Leur traitement est diminué. Le curé de Corcieux fut par exemple déféré au district de Bruyères parce qu’il refusait de dire la messe s’il n’était pas payé en numéraire.
Le 12 décembre 1793, la « Société des Amis de la République » de Bruyères décide de conserver le culte catholique et le curé assermenté Sébille dans ses fonctions. Le père Sébille était un ancien chanoine régulier de saint Augustin de l’abbaye Notre-Dame d'Autrey située à 13 km de Bruyères et vendue en tant que bien national à un industriel en juin 1792. Le curé réfractaire de Bruyères avait provoqué une élection à la cure laissée vacante par le refus de serment du curé précédent . Il s’agit d’un choix qui n’est pas facile à faire à cette époque de terreur où fuir ou se cacher sont des actes sévèrement punis. Les vicaires du Ménil et de La Neuveville-devant-Lépanges étaient montés à l’échafaud le 13 avril 1794.
Bruyères comme chef-lieu de district voit passer dans ses cellules des prévenus dont le chef d’accusation s’arrête à une pratique jugée trop assidue et ostentatoire pour les autorités comme la Docelloise Anne Dausson appréhendée à la frontière suisse qui est ramenée à Bruyères puis transférée à Mirecourt pour y être guillotinée le 8 mai 1794. Les charges contre elle étaient qu’elle portait sur elle un crucifix, un livre dit de mystique et un billet de confession récemment établi à l’abbaye bénédictine d’Einsiedeln en Suisse. Un mois plus tard, sont guillotinés à Mirecourt les vicaires de La Neuveville et de Remiremont après avoir été arrêtés à Remiremont dans la maison d’une chanoinesse, la comtesse de Ferrette, où les servantes les cachaient. Elles furent également guillotinées.
Restaurée entre février 1795 et 1797, notamment sous l'impulsion de l'abbé Grégoire, la liberté de culte quoique relative permet que père Claudel administre Bruyères. C'est pourtant un ancien capucin du couvent bruyérois qui, à Bruyères, figure parmi les clercs passés dans la clandestinité durant la Terreur . Quand les diocèses durent être réorganisés, la tâche de répartition et d'affectation des curés dans toutes les paroisses s'avéra fort ardue car il fallut nommer des curés qui avaient été soit réfractaires, soit constitutionnels. Dans le district de Bruyères, le rapporteur de l’évêché de Nancy, nommé M. Mathieu, décrit que la moitié des prêtres avaient été constitutionnels ; on en retrouve par exemple à Deycimont, Aydoilles, Girecourt-sur-Durbion ou Destord alors que les villages Champ-le-Duc, Docelles, Grandvillers, Padoux ou Gugnécourt ont préféré des prêtres restés insermentés. Le rapporteur écrit que « tout Bruyères sauf douze impies demande un catholique ».

### La dissolution du couvent des capucins
Le grand dénuement des frères capucins de Bruyères ressort clairement dans le rapport du 7 juin 1791 adressé aux administrateurs du directoire du district de Bruyères à la suite d'une supplique des capucins[réf. nécessaire] : 

« Il est notoire que les suppliants sont dans la plus grande indigence, ils manquent de tout, et à leur sortie de la maison, il est impossible qu'ils vivent décemment suivant l'intention de la Nation qui veut être généreuse et aumonière envers les ordres religieux, qui jusqu'ici n'ont pas vécu que des libéralités des citoyens. les suppliants sont dans la plus dure position, et ils sont affligés d'une perspective, s'ils n'obtiennent de Messieurs les secours qui réclament et s'ils ne sont traités aussi généreusement que leurs confrères(…) »

— 1er bureau de Bruyères.

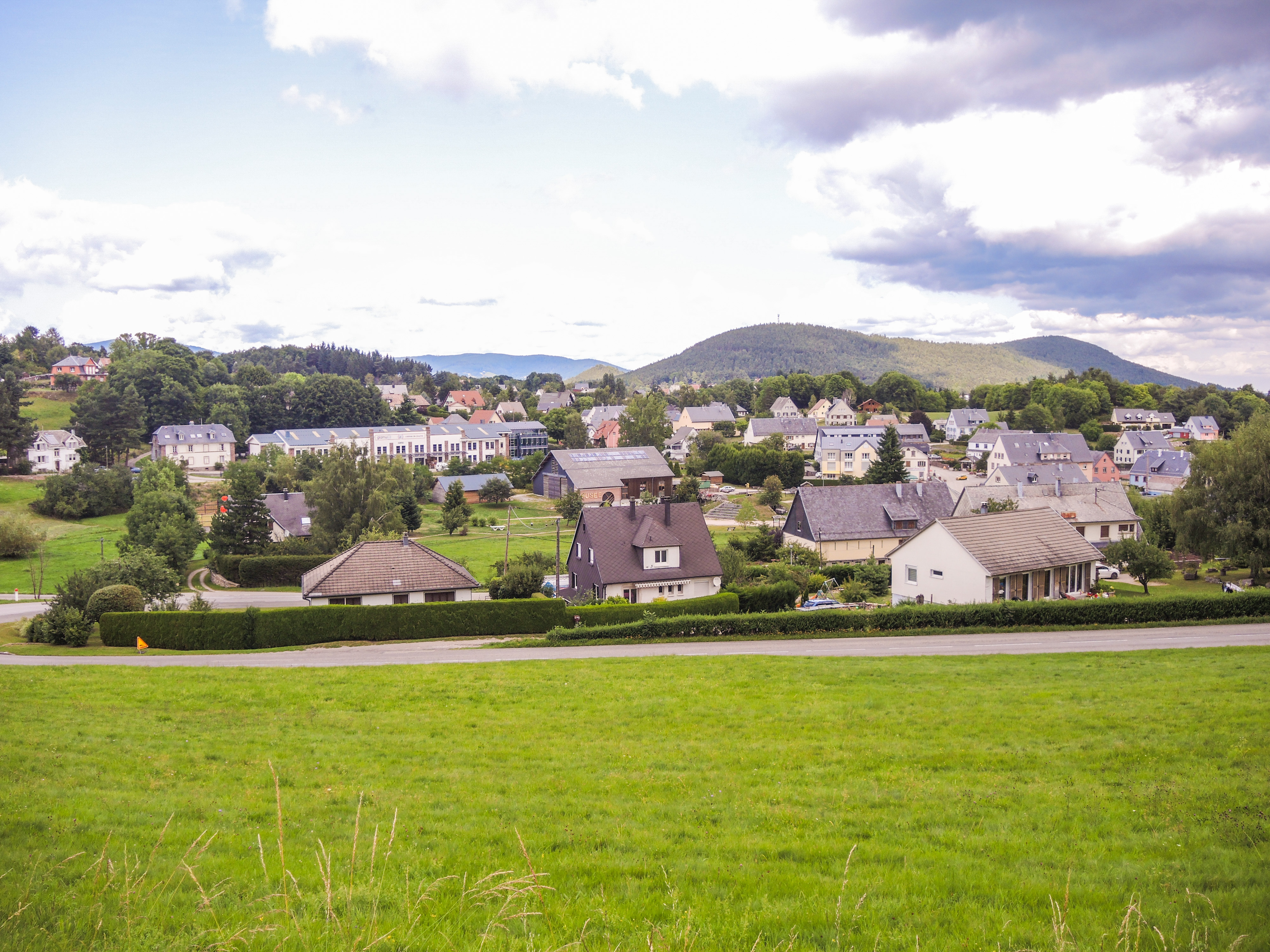
Labaroche, pays welche en Alsace, refuge du capucin bruyérois, P. Honoré.

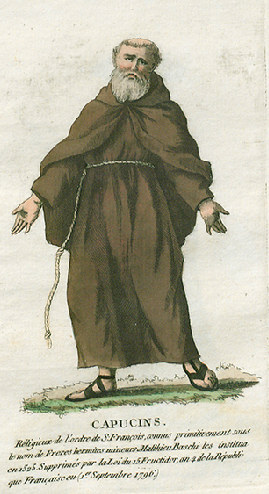
Frère mineur capucin avant la dissolution de l'ordre en 1790 en France.

En août et septembre 1792, les maisons de vie commune religieuses sont supprimées les unes après les autres. Les départements et les districts mettent en vente les immeubles et les biens des couvents. Ce n’est pas une surprise en soi car dès les inventaires réalisés en mai et juin 1790, les décrets obligeaient déjà les officiers municipaux à poser au religieux la question rhétorique suivante : « Voulez-vous vivre de la vie commune, ou préférez-vous profiter de la liberté qui vous est offerte par les décrets ? » . Avec le recul, il semble que la décision des religieux entre la vie privée ou la vie commune n’ait pas été facile à prendre.
Trois interrogatoires ont été conduits jusqu’au milieu de 1791 : au premier interrogatoire de 1790, les frères choisissent massivement la vie commune, en décembre 1790 lors du deuxième interrogatoire quelques défections commencèrent à apparaître ; vers le milieu de l’année 1791, après une année de vie commune dans ce nouveau contexte défavorable, les frères mineurs comprennent vite que c’est une contrefaçon de la vie religieuse ; c’est pourquoi ils finissent par opter majoritairement pour la vie privée.
Ce choix n’est pas anodin car les capucins passés à la vie hors clôture pouvaient se retrouver dans une vie d’errance, de misère et en fonction de leur attitude publique vis-à-vis de la foi ils pouvaient finir à l’échafaud. D’autres préfèrent s’exiler à l’étranger (Espagne, Italie, Suisse, Allemagne ou Autriche) dans des couvents qui veulent bien les accueillir. D’autres enfin avaient accepté de quitter la vie commune puis se sont rétractés après avoir fait l’expérience de la vie séculière livrés à eux-mêmes après des décennies de vie bien encadrée dans un couvent.
La vie commune était temporaire ; ceux qui avaient des parents assez proches quittaient la vie commune car dans leur famille ils pouvaient vivre selon leurs convictions ; un certain nombre acceptent le poste de curé assermenté et d’autres secondaient le clergé réfractaire en restant cachés le plus souvent. Certains capucins vivent donc dans l’illégalité soit parce qu’ils refusent le serment constitutionnel soit parce que à partir d’avril 1791 ils reconnaissent l’évêque constitutionnel Maudru resté en fonction jusqu’en 1802.
La vie commune de la période révolutionnaire signifiait que l’on n'admettait plus la règle de l’ordre. Il fallait redéfinir un règlement intérieur à la communauté avec la présence d’un officier municipal. Ceci va à l’encontre d’une culture de vie commune propre aux ordres religieux nés au XIIIe siècle: les religieux mendiants n’étaient nullement liés à un lieu ou à une maison donnée, mais plus aux règles spéciales de l’ordre qui leur servaient de maison avec une fonction identitaire évidente. La mobilité entre les couvents était très forte. En revanche les religieux rentrés dans l’ordre au XVIe siècle faisaient profession pour une province bien précise: le profès vivait et mourait dans cette province. Or la vie commune de la période révolutionnaire n’était pas forcément prévue pour des moines issus du même ordre religieux : on pouvait très bien voir se côtoyer les cisterciens, les dominicains et les trinitaires qui sont loin de partager la même conception de la vie monastique. Finalement, ces maisons de vie commune furent supprimées en août et septembre 1792.
Les mêmes phénomènes se produisent dans la communauté de Bruyères. En 1790, sous l'autorité du ministre provincial Bernardin, le couvent de Bruyères comptait quatre prêtres et trois frères laïcs. Le père gardien du couvent était le père Dorothée. Seul le père Honoré était directement originaire de Bruyères. Le frère laïc Thibaut âgé de 58 ans en 1790 venait de Grandvillers, donc dans le canton de Bruyères :
- Le père Thibaut, au civil Jean François Claudel, avait d’abord prêté le serment constitutionnel. Un acte du 28 thermidor an II précise « qu'il n'y avait plus aucun ecclésiastique exerçant le culte à Bruyères. En fait d'ex-religieux, n'exerçant aucun culte, il y avait Jean François Claudel, ex-capucin, âgé de 63 ans. Claudel qui avait 800 livres de pension, restait à Bruyères, se tenait tranquille et bon citoyen. Il avait obtenu un certificat de civisme »[145].Toutefois, le père Thibaut se rétracta officiellement par acte du 22 Messidor an III (10 juillet 1795)[146]. Il était en détention à Bruyères le 31 octobre 1795 où il est décrit comme sans aucun bien. Quelques citoyens bruyérois ont cessé de lui porter secours quand ils ont remarqué que les autorités les considéraient à leur tour comme suspects : « Son incivisme et son fanatisme empêchent qu’on lui rende la liberté »[146]. Il resta en détention jusqu’en décembre 1796 car il a dû être remis en liberté en 1797 car les registres paroissiaux de Lapoutroie en Alsace haut-rhinoise déclarent qu’il administrait les sacrements de 1797 à 1800[146]. Le préfet déclare dans son rapport au ministre de tutelle daté du 22 octobre 1801 que Jean François Claudel, ancien capucin de Bruyères, est âgé de 70 ans et « se conduit bien ;il réside à Orbey, il a la confiance publique, et il a fait la soumission »[146]. Le père Thibaut décède et est inhumé à Orbey. La ferme de l’écart dit « Les Basses Loges » sur le territoire communal de Labaroche était un lieu de refuge pour les prêtres et religieux pendant la Révolution et notamment sous le Directoire et la Terreur. Ce sont d’ailleurs les deux fermiers de cette ferme servant de cachette dans le massif vosgien qui sont les témoins signant l’acte de décès du père Honoré, capucin de Bruyères, décédé à Labaroche, comme limitrophe d’Orbey[147].
- Le père Honoré, au civil Jean François Thomas, est né à Bruyères le 27 juillet 1744. Il fait son noviciat et sa profession à Saint-Mihiel dans la Meuse[148]. En 1790, il opte pour la vie commune et il est affecté à la maison de Saint-Dié-des-Vosges. Mais comme la loi exigeait vingt religieux minimum par maison de vie de commune, il fut rendu à la vie privée. En 1792, il trouve refuge dans les Vosges alsaciennes à Labaroche où il restera jusqu'à sa mort le 22 avril 1824[148]. Labaroche et Orbey font partie du pays welche où l'on pratique encore beaucoup le patois vosgien ou welche[149]. Pour le capucin bruyérois le choc culturel et linguistique est quasi inexistant par opposition à l'Alsace germanophone. Sur la croix de sa tombe au cimetière de Labaroche, il est fait « mémoire des services qu'il a rendus à la religion et cette paroisse en particulier »[148]. L'acte de décès dans les registres paroissiaux est cosigné par les vicaires de Labaroche et d'Orbey. Le prêtre insermenté de Labaroche est arrêté le Date-9 mai 1793 à Niedermorschwihr et écroué au dépôt d’Ensisheim avec le maire et l’instituteur de Labaroche arrêtés quelques jours plus tard pour avoir caché le curé réfractaire de la paroisse ainsi que d’autres prêtres ou des religieuses[148]. Caché dans les montagnes où la population locale ne réservait aucun accueil chaleureux ou serviable aux gendarmes faisant la chasse aux religieux dans la clandestinité, l’ancien capucin bruyérois profitait de la connivence des montagnards locaux qui, en l'absence de leur curé attitré, avaient besoin de ses services pour toutes les cérémonies encore très ancrées dans les mœurs à ce moment-là[148]. Quand le prêtre légitime revient de sa détention en 1795, les deux clercs assurent leur ministère dans un esprit d’entraide, mais le plus souvent dans la clandestinité et la nuit dans des maisons qui servaient de refuge[note 9]. Le 2 octobre 1800, les deux confrères se sont présentés devant le préfet de Colmar pour déclarer officiellement leur volonté d’assurer leur ministère du culte catholique à Labaroche. Ils jurent fidélité à la Constitution du 22 frimaire an VIII et le père Honoré devient vicaire à Labaroche après avoir accepté le concordat du 14 prairial an X. Quand le curé de Labaroche, le père Petitdemange, devient curé d’Orbey, c’est le père Honoré qui prend la relève à Labaroche et signe la plupart des actes où il signe soit avec « P. Honoré, capucin » soit « Honoré Thomas, administrateur »[148].
- Bien que non Bruyérois d'origine, le père Étienne[note 10], au civil Étienne Loth originaire de Sarreguemines également dans la province des capucins de Lorraine, avait manifesté son attachement au couvent de Bruyères dont il ne voulait pas partir. Il a signé avec tous ses frères du couvent bruyérois un acte capitulaire daté du 11 septembre 1789 pour le maintien des maisons de l'ordre adressé à l'évêque de Nancy, Anne-Louis-Henri de La Fare, qui était chargé de le soumettre au président de l'Assemblée constituante, désignée par « Assemblée nationale » dans le texte, César-Guillaume de La Luzerne. Le père Étienne choisit de ne pas se rendre dans une maison de vie commune, comme celle de Saint-Dié-des-Vosges concernée ici, et décide de rester au couvent de Bruyères aussi longtemps que possible, donc jusqu'à l'expulsion physique du religieux. Il retourne à Sarreguemines mais comme il refuse de prêter le serment constitutionnel, il part en exil à Boží Dar actuellement en République tchèque, situé dans la région des Sudètes où une partie de la population locale parlait également l'allemand[150]. Il est en effet probable que le père Étienne maîtrisait aussi le francique rhénan de Sarreguemines qui lui facilite l'accès à d'autres variantes dialectales allemandes méridionales. En 1801, il revient à Sarreguemines pour faire soumission au concordat de Mayence; il fut amnistié le 7 janvier 1803 et occupa les fonctions de vicaire à Sarreguemines, Hanviller et Ippling. Il ne reviendra plus à Bruyères.

Pour assurer la fermeture définitive du couvent des capucins qui aura fait partie du patrimoine local pendant 127 ans[réf. nécessaire], la commission exécutive de l'instruction publique, section des bibliothèques, se plaint à maintes reprises que les administrateurs du district de Bruyères ont largement dépassé l'échéance fixée par le décret du 8 pluviôse an III pour l'achèvement du récolement de la bibliothèque du couvent capucin de Bruyères. Un courrier envoyé de Paris le 28 ventôse an III (18 mars 1795) rappelle « qu'il y a plus de six mois que nous vous nous avez promis de nous envoyer incessamment les catalogues en cartes des bibliothèques acquises à la Nation dans votre District. Nous nous attendions à les recevoir de jour en jour(…) Nous espérons que vous vous empresserez de réparer un pareil retard ». Finalement, après demande de rectification et d'amélioration des premières fiches envoyées au bureau des bibliothèques, les commissaires du district de Bruyères parviennent à s'acquitter de leur tâche. L'instruction publique se félicite de la qualité des cartes et prie le district de faire le nécessaire pour tout envoyer.

### Essor du commerce et des foires

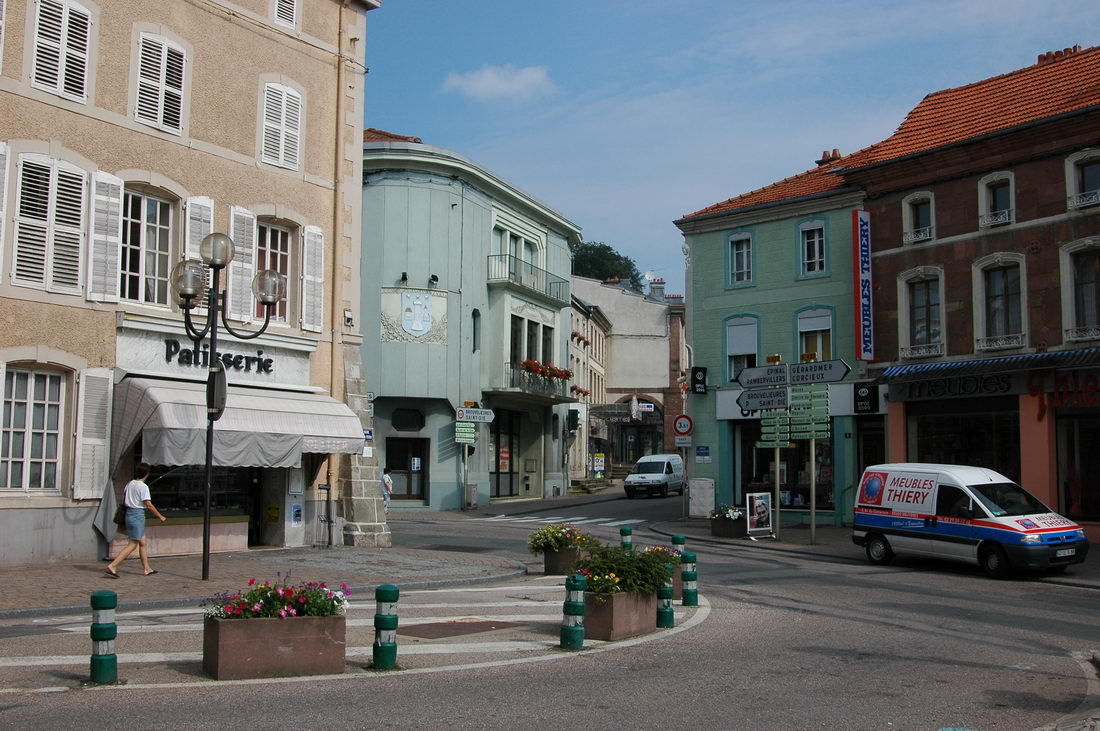
Le Bailleux, centre de Bruyères. On aperçoit en bleu-vert les halles du marché réaménagées.

Henri Lepage cite dans sa notice historique sur la ville de Bruyères un rapport de la fin du XVIIIe siècle qui apporte un éclairage intéressant sur l’amélioration sensible des activités commerciales de la ville :

« Ces marchés sont, sans contredit, les plus considérables de tous ceux qui se tiennent dans les différentes villes de la province, pour les espèces de denrées qui proviennent du cru des montagnes, telles que le beurre, le fromage, les veaux, les cochons, la volaille, le gibier et autres. C’est à Bruyères que se fait l’approvisionnement de toutes ces denrées pour les villes de Nancy, de Lunéville, Pont-à-Mousson, Metz, Vic-sur-Seille, Toul, mesme pour l’Alsace. On voit arriver à Bruyères régulièrement, toutes les semaines, plus de soixante et dix voituriers qui enlèvent ces denrées pour les conduire dans ses différentes villes. Bruyères, au centre des montagnes des Vosges, semble situé pour en estre le principal entrepôt. Ses foires ne le sont pas moins par la quantité du gros bétail que l’on y amesne et qui s’achepte soit pour servir au labourage, soit pour la fourniture des boucheries des différentes villes, en sorte que l’on peut regarder Bruyères comme une ville naissante pour le commerce. »

— Archives des Vosges, Henri Lepage.
La position en marge du massif des Vosges de la ville de Bruyères faisant la jonction avec le Plateau lorrain lui a donné une certaine importance commerciale depuis le Moyen Âge, statut qui semble confirmé par l’attribution de la charte de Beaumont, une franchise généralement accordée aux villes de passage et de commerce. En dehors des droits de passage prélevés à l’entrée de Bruyères, il n’y avait qu’une seule foire annuelle, laquelle se tenait dans les halles de la ville. À ce titre, l’importance du commerce de la ville était toute relative et réservée à la population locale.
En 1563, le duc de Lorraine accorde une nouvelle fois à la ville de Bruyères la tenue d’un marché le jour de la Saint-Blaise, le « lendemain de la purification Notre-Dame ». La vocation des deux marchés annuels bruyérois demeure encore largement locale pour l’écoulement des produits des environs.
À partir du début du XVIIIe siècle, l’activité commerciale de la ville connaît un essor plus significatif : si l’on fait abstraction du marché communal qui avait lieu tous les mercredis, il y avait cinq marchés par an :
- le lendemain de la Purification de la Bienheureuse Vierge Marie, soit le 3 février ;
- le 2 mai ;
- le lundi après la Saint Jean-Baptiste, soit le lundi après le 24 juin ;
- le jour de la Décollation de Jean-Baptiste, soit le 29 août ;
- le lendemain de la Saint-Nicolas;, soit le 7 décembre.

Deux chaussées réalisées au XVIIIe siècle ont manifestement facilité les transports et les échanges commerciaux préexistant : la première mène à Anould et vers l’Alsace, la seconde qui aboutit à Nancy via Rambervillers et Lunéville. « Car il est notoire qu’avant ces deux chaussées, les foires et les marchés de Bruyères étaient la chose du monde la plus chétive. Ces foires et ces marchés seraient encore bien plus abondants s’il y avait à Bruyères une chaussée qui conduisit droit à Cheniménil. »

## Époque contemporaine

### Traversée des Vosges moyennes en 1870 par les troupes prussiennes

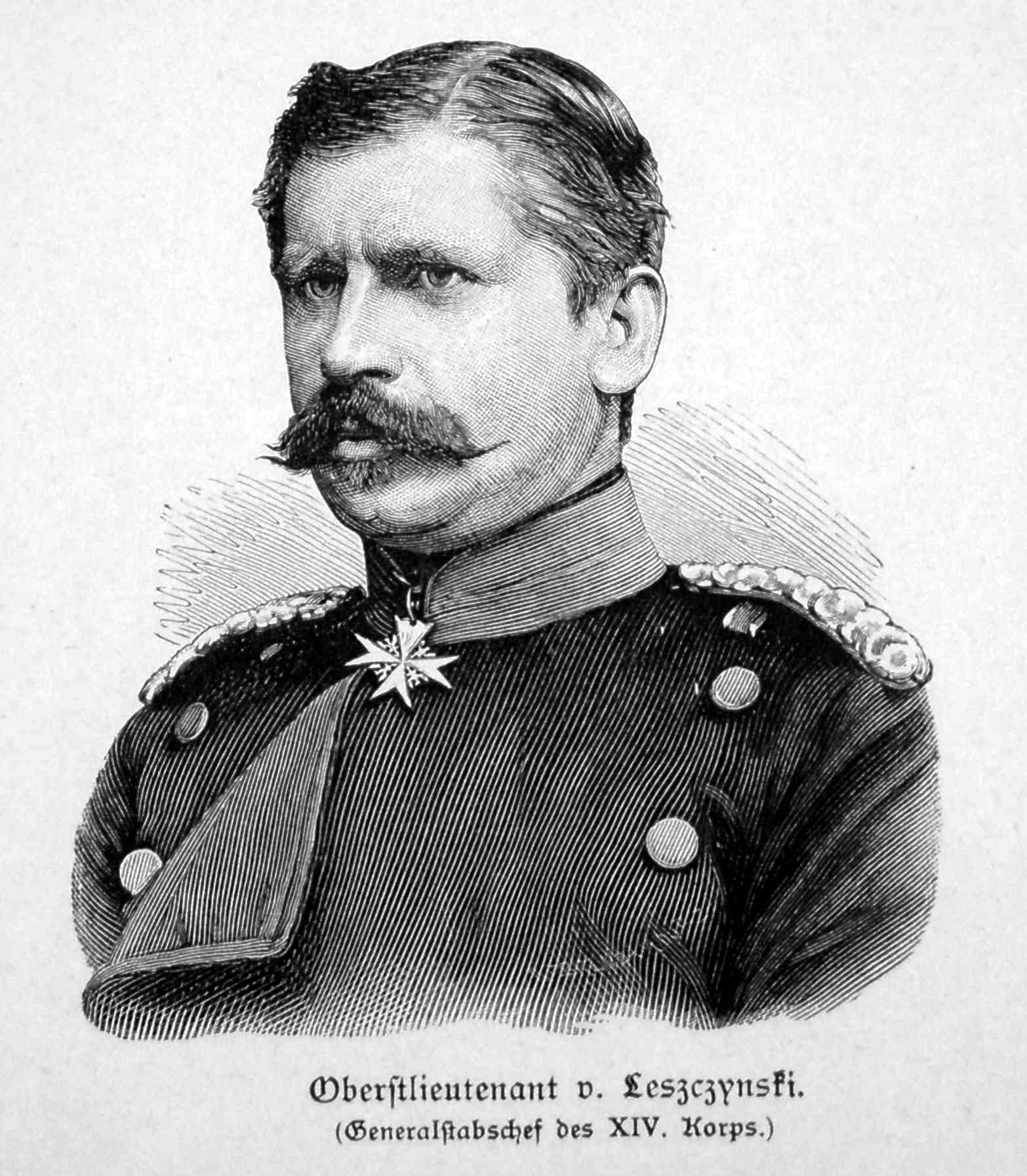
Lieutenant-colonel von Leszczynski.

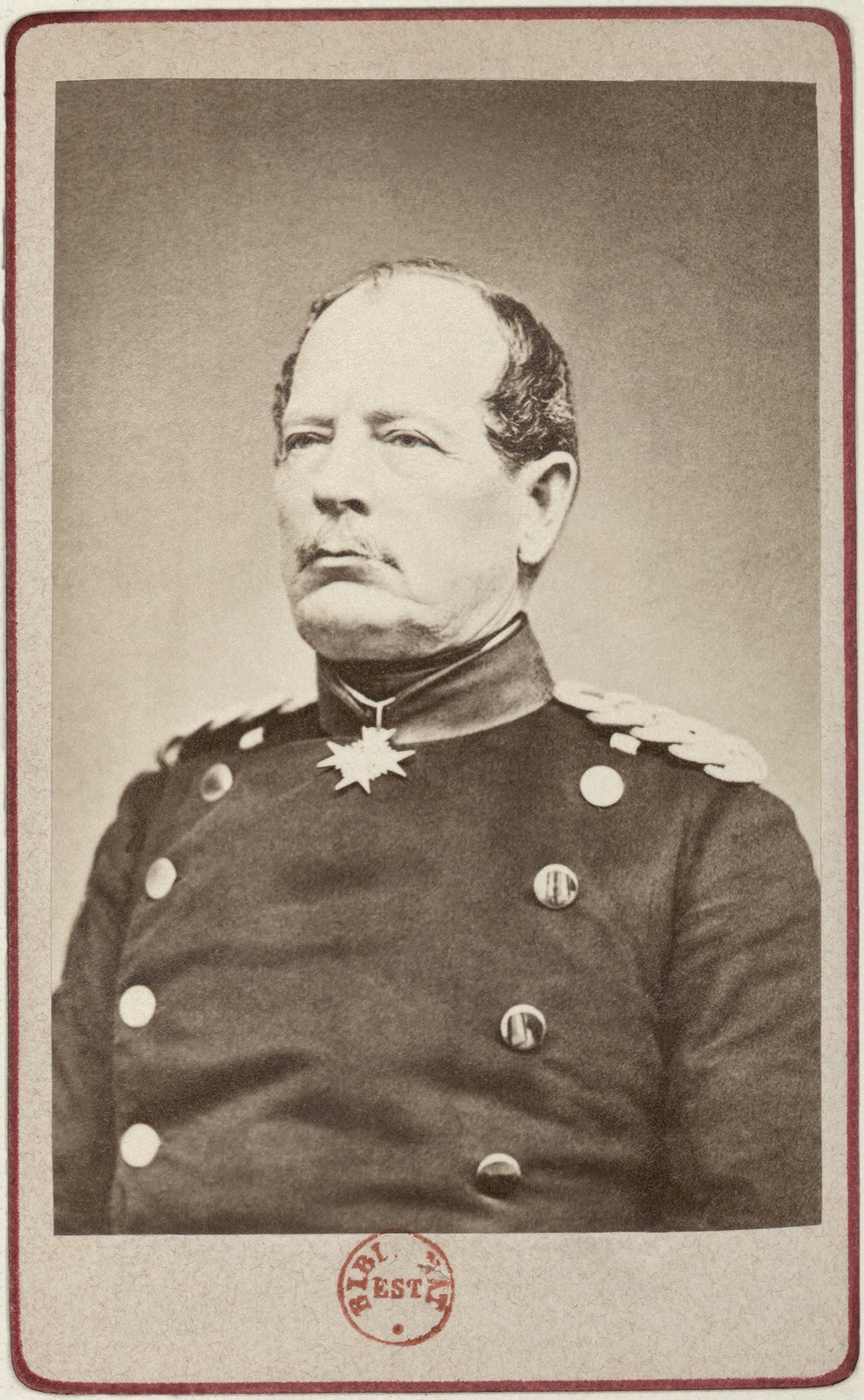
Général August von Werder.

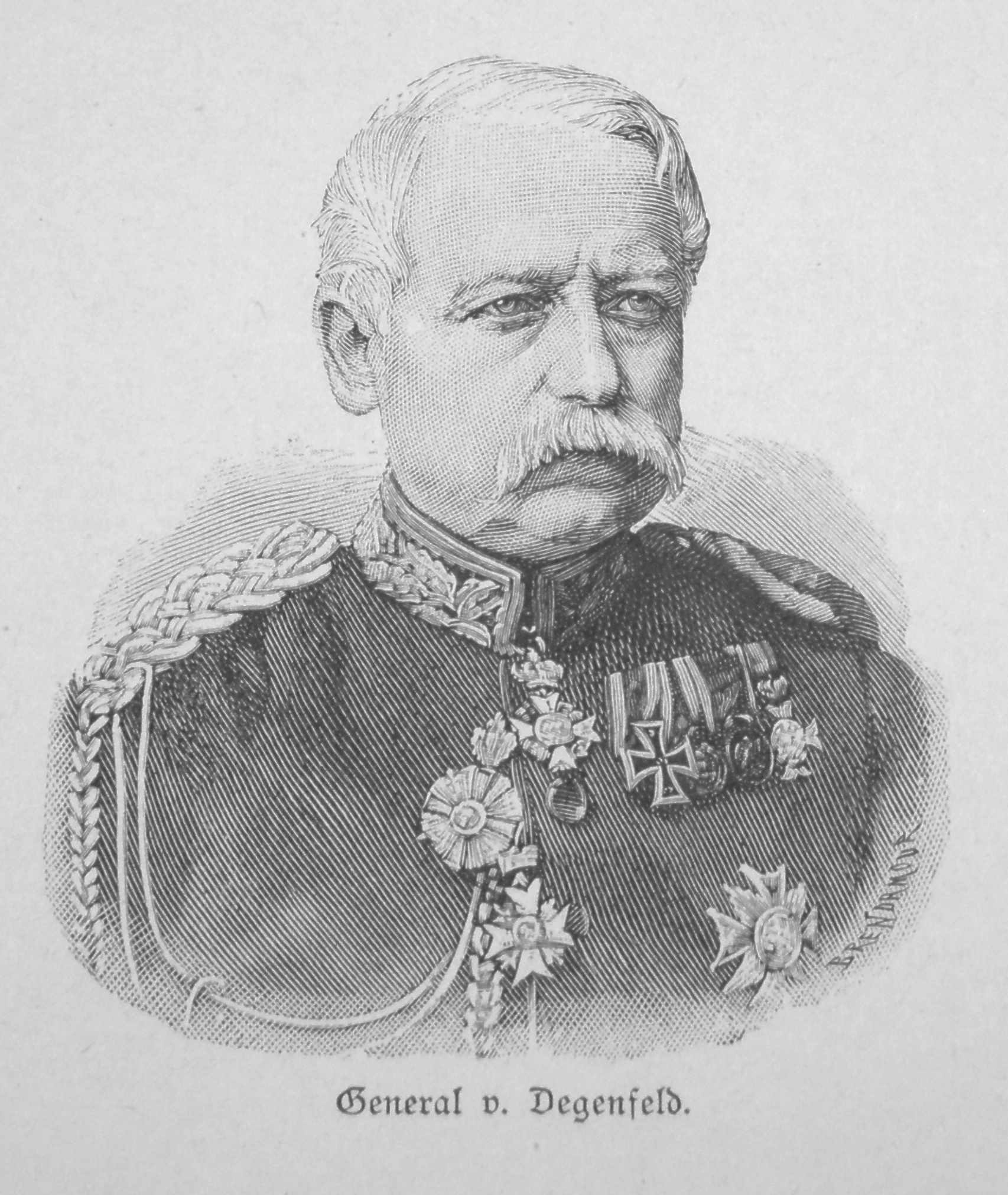
Général von Degenfeld.

La mission des troupes prussiennes consistait à désarmer les Vosges et à neutraliser les chasseurs vosgiens. Le doute passager qui a assailli l’État-major prussien entre La Bourgonce et Bruyères s’exprime à travers une remarque inscrite dans le rapport une fois les troupes arrivées à Bruyères : « Erst nachdem sie sich stärkeren gegnerischen Kräften hatten entreißen müssen. » Bien que l’exagération soit apparente sur le plan militaire, la réaction du chef d’État-major illustre néanmoins très bien l’agacement qu’ont provoqué les chasseurs vosgiens en offrant plus de résistance que les Prussiens ne s’étaient imaginée avant de passer le massif. Bruyères n’est concernée que par la 1re brigade badoise en provenance de Strasbourg. La brigade progresse par Barr, puis Provenchères-sur-Fave, puis Saint-Dié avant de parvenir à Bruyères.
Bruyères aura été occupée du 11 octobre au 13 octobre au matin :
- par la 1re brigade badoise le 11 et le 12 octobre ;
- par la 3e brigade badoise le 13 octobre.

Le soir du 13 octobre, toutes les colonnes sont dans la vallée de la Moselle entre Épinal et Pouxeux. À partir de cette journée, le commandement des divisions badoises passe au ministre de la Guerre badois, le général von Beyer. Avant de partir, il faut établir une route d'étape (Land-Etappenstraße) pour le repli des troupes vers l'est en cas de problèmes futurs, il faut refaire une ligne de chemin de fer entre Blainville et Épinal car elle a été dynamitée.

#### Description de la traversée
Cette région forestière des Vosges moyennes gréseuses, composée de petits massifs de chaque côté de la Mortagne a permis aux Gardes nationaux et aux francs-tireurs français d'opposer une résistance inattendue aux troupes allemandes du 13e corps d'armée, nouvellement créé après la capitulation de Strasbourg le 27 septembre 1870.
À l'exception d'une brigade d'infanterie prussienne, les troupes allemandes sont essentiellement composées de Badois. Leur objectif est de désarmer les Vosges et de rejoindre la Saône où le Gouvernement de la Défense nationale tente la levée d'une nouvelle armée improvisée. C'est la mission du 13e Corps d'armée commandé par le Général en chef von Werder et le Général d'État-major Leszczynski ; il est composé de 23 bataillons, 20 escadrons et 72 pièces d'artillerie.
La progression des Bado-Prussiens, en 4 colonnes, est décidée par l'État-major allemand à partir de la vallée de la Meurthe. Les Prussiens devaient se rendre à Rambervillers par le col de la Chipotte, la première colonne badoise à Bruyères par Mortagne, la deuxième colonne badoise à Anould par Corcieux et la troisième, un peu en arrière, en direction de La Houssière. Dans tous les cas, ils préférèrent passer par les forêts à flanc de montagne, plutôt que de rester à vue dans les fonds de vallée. Les Badois progressent en effet en devant briser une résistance opiniâtre des troupes régulières et supplétives locales, assurément plus forte que prévu par l'armée allemande. Les Prussiens craignent alors une démoralisation de leurs troupes qui s'étaient imaginer avoir vaincu, en Alsace et dans le nord de la Lorraine, l'ensemble des troupes françaises du Grand-Est français. La confiance en leurs chefs est mise à mal après tant de pertes pour si peu de terrain conquis. Le doute des Prussiens toutefois s'estompe après leur victoire lors de la bataille de Nompatelize - La Bourgonce et la percée qu'elle autorise jusqu'à Épinal via Bruyères et Rambervillers.
Bruyères voit ainsi le passage les troupes françaises défaites lors des combats de Nompatelize - La Bourgonce. Elles sont poursuivies par les troupes badoises qui penètrent dans la ville le 11 octobre 1870 après avoir pris le temps d'occuper successivement Saint-Dié et Rambervillers malgré la résitance des mobiles et des gardes nationaux locaux,.
Le général von Werder s'attend à d'autres combats, tant il est persuadé que le réputé général Cambriel anime les troupes disposées autour de Bruyères. Il agit en conséquence et se prépare tactiquement aux combats du lendemain. Les Français reculent jusqu'à Remiremont ; sans doute parce qu'ils sont fatigués, suppose le rapport du général. Le 12 octobre, les Allemands comprennent que les Français évitent les combats ; Cambriels ayant appris à Bruyères la défaite de Nompatelize donne l'ordre d'évacuation militaire du département des Vosges.

#### Composition des armées en présence
Après la capitulation de Strasbourg le 28 septembre 1870 et celle de Toul le 23 septembre 1870, l'armée allemande procède à des remaniements tactiques pensant que l'Est est neutralisé ; elle envoie la « Gardelandwehrdivision » à Paris par le train et forme le 13e Corps d'Armée le 4 octobre 1870.23 bataillons, 20 escadrons et 72 pièces d'artillerie prennent la route de la plaine alsacienne entre autres vers Bruyères. L'Allemagne n'est pas encore unifiée à cette époque. La Prusse et les États du Sud (Bade, Wurtemberg, Bavière) ont leurs propres armées avec des équipements différents. La Prusse est le pays le plus influent. L’armée bado-prussienne est constituée par 13e Corps d'armée commandé par le général von Werder sous le commandement du chef d'État-major, le lieutenant-colonel von Lesczzynski. Il est composé d’une division de campagne badoise, de deux régiments d'infanterie prussiens, de deux régiments de cavalerie de réserve, de trois batteries de réserve. Le train et la colonne de munitions sont assurés par la division badoise. Comme réserve et à des fins de surveillance des frontières, la première Landwehrdivision est envoyée en Alsace. Deux brigades poméraniennes de la landwehr, de deux régiments de lanciers de réserve (Uhlans) et de trois batteries de réserve. Sont également présents dans la colonne un intendant, un médecin-chef, un conseiller juridique et un aumônier militaire protestant.
Les Allemands ignoraient qui ils avaient en face d'eux. Ils ont eu vent de la présence de beaucoup de francs-tireurs et de gardes mobiles dans la région de Saint-Dié, Rambervillers et Raon-l'Étape. Si ceci initie de nouvelles formations combattantes, elles peuvent représenter une menace pour la liaison Allemagne - Paris par chemin de fer (Wissembourg, Lunéville, Nanteuil (moulin)).
Le préfet des Vosges organisa la résistance après la défaite strasbourgeoise et la capitulation de Sedan. La Défense nationale fut soutenue et rejointe par quelques officiers échappés, comme les Capitaines du génie Varaigne et Bourras, le Capitaine d'artillerie Perrin, nommé Colonel commandant supérieur des Vosges, puis, plus tard, le Général Cambriels envoyé par le gouvernement après s'être remis d'une blessure à Sedan.
L'historien local, Georges Poull, décrit cette armée comme improvisée, mal équipée et mal armée. Quoi qu'il en fût, elle se posta le long des crêtes vosgiennes et comptait bien retarder la progression prussienne avec les moyens du bord. Par ailleurs, la brigade Dupré du 15e Corps d'armée de Tours fut détachée à Épinal, et le 6 septembre, elle rejoignit la région déodatienne.

#### Bruyères ville-étape du front arrière allemand en 1870-1871

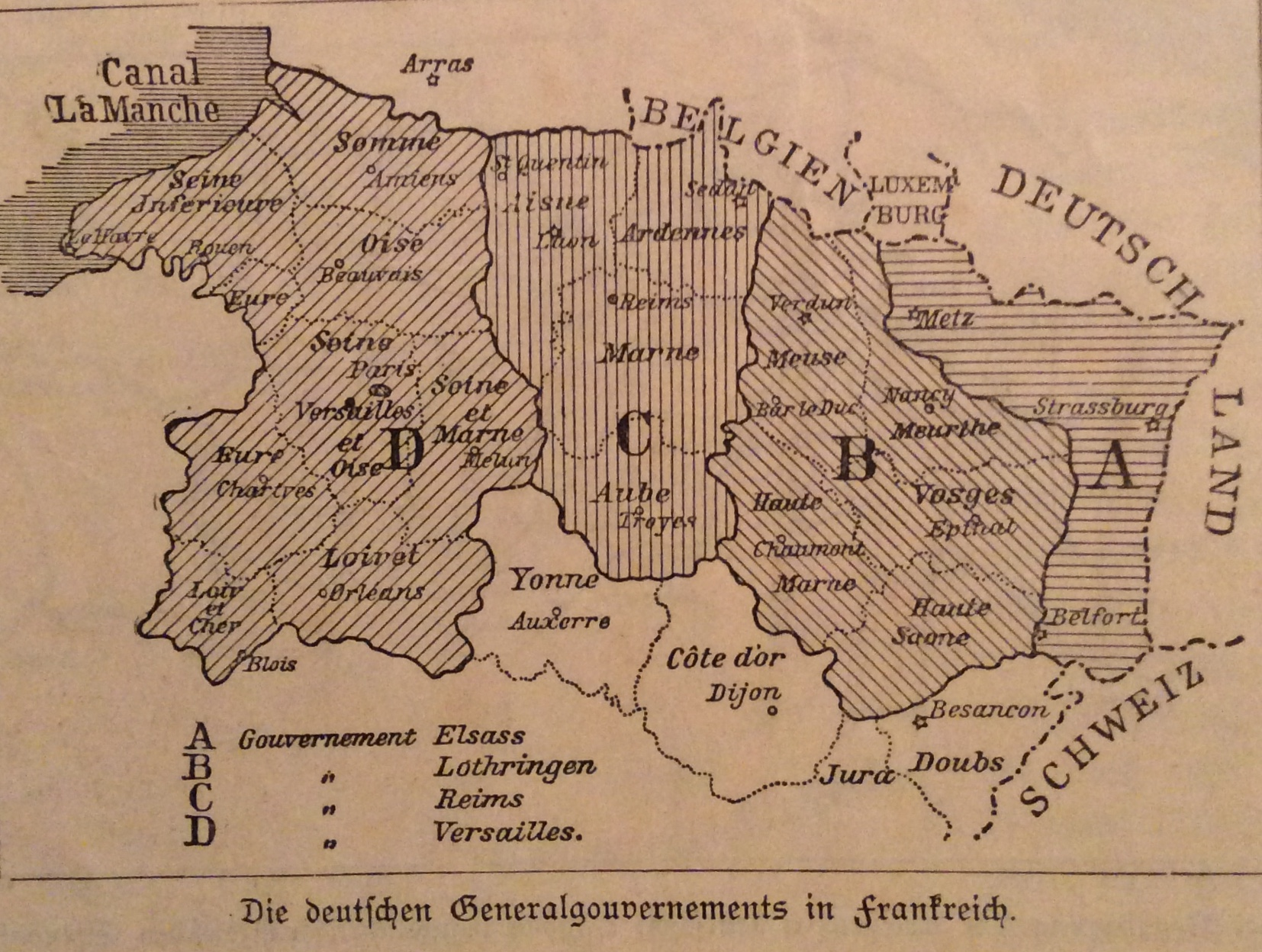
Carte des gouvernements généraux de la zone occupée en 1870-1871.

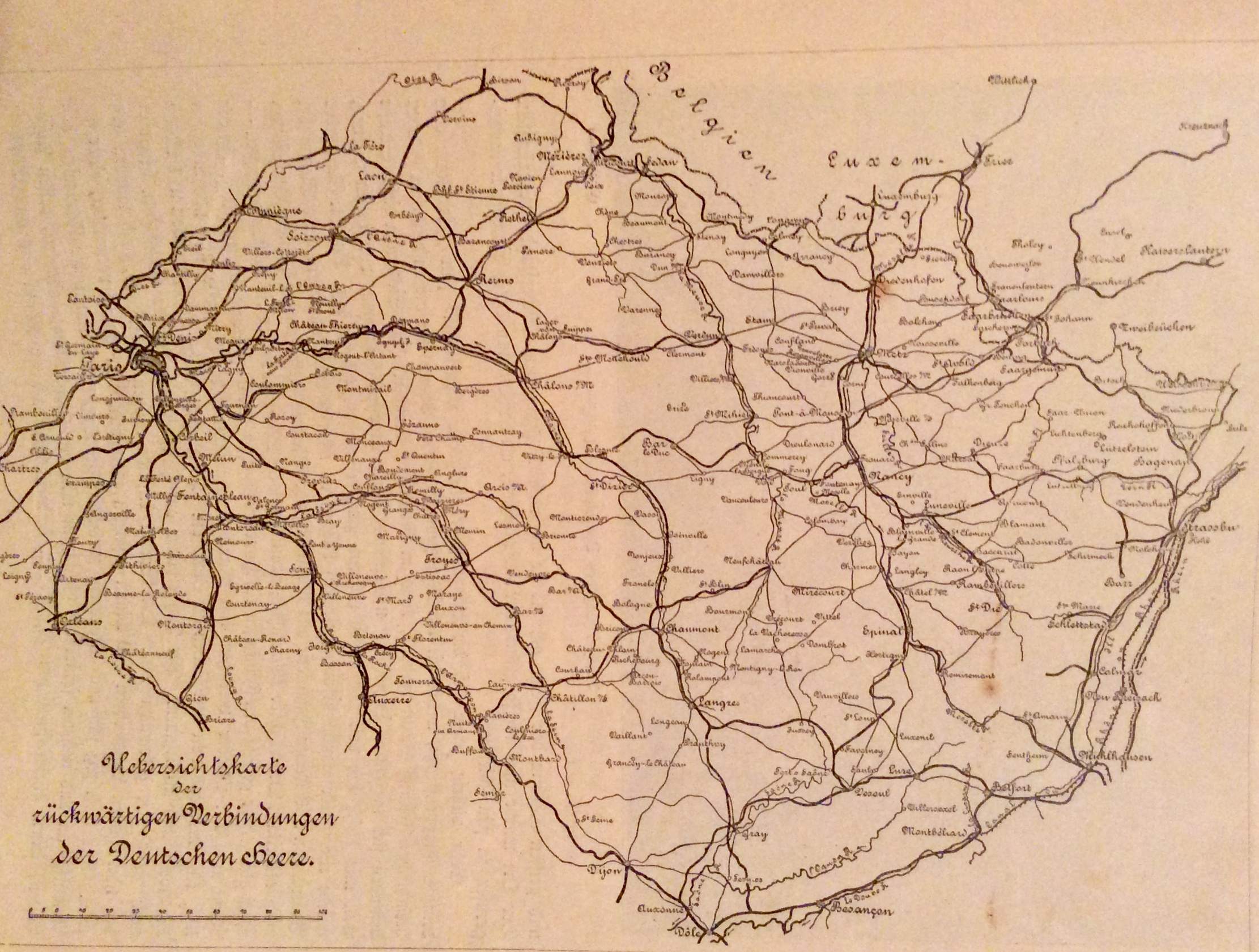
Carte représentant les villes-étapes de repli des Prussiens en 1870-71 in : Krieg und Sieg 1870-71.

L'armée territoriale est composée en mars 1871 de 464 221 hommes de l'infanterie, 55 562 cavaliers et 1 674 pièces d'artillerie.
Des gouvernements généraux sont créés pour chaque zone principale, contrôlée et surveillée par une armée. Bruyères fait partie du gouvernement général B incluant la Meuse, la Meurthe-et-Moselle, les Vosges, la Haute-Marne et la Haute-Saône. La Moselle, annexée dans la terre d'Empire Alsace-Lorraine, appartenait au gouvernement général d'Alsace, gouvernement général A. Le gouvernement B de Lorraine disposait de 18 709 hommes issus de l'infanterie, 990 soldats provenant de la cavalerie et 18 pièces d'artillerie.
Pour Bruyères, il s'agit d'une ville-étape sur route uniquement, mais il existe aussi des villes-étapes plus importantes qui sont placées sur les lignes de chemin de fer destinées au repli des troupes allemandes en cas de problèmes. Ces lignes ferroviaires devaient être surveillées en permanence contre les saboteurs.
La plus grande ligne de ce type passant près de Bruyères est celle de Vesoul - Épinal - Nancy qui fait la jonction avec la ligne ferroviaire principale Paris - Strasbourg surveillée par la 2e et 3e armée territoriale.
Les Allemands parlent ainsi de :
- Région d'étape (Etappengebiet)
- Ville d'étape (Etappenort, Etappenstadt)
- Troupes d'étape (Etappentruppen, Etappenschutztruppen)[169]

Les troupes doivent assurer leurs arrières, faire la jonction avec l'Allemagne, occuper les citadelles et maintenir l'ordre en zone occupée. La mission de ces troupes est aussi d'entretenir le poste médical, le magasin du ravitaillement, de protéger les blessés, les transports divers et le courrier postal.
C’est l'Inspection générale des routes d'étape qui gère les troupes de rechange, les chevaux, les munitions, la cantine, le ravitaillement et le rapatriement des blessés, prisonniers ou malades vers l'Allemagne. Une ville-étape située environ tous les 22,5 km disposait d’une kommandantur d’étape et une petite troupe composée d'un officier supérieur, un adjudant et suivant les cas des fonctionnaires et du personnel de cantine. L'effectif de la troupe dépend de l'importance du lieu : d'une demi compagnie à 5 compagnies, de 4 à 6 cavaliers à un escadron. À défaut d'informations précises, on peut supposer que l'étape de Bruyères vu son importance relative ne disposait que de la plus petite configuration.
Bruyères appartient à la route d'étape Lunéville - Épinal - Vesoul. Le centre de toutes ces lignes est Langres dépendant de la 2e armée. Les lignes de chemin du sud et de l'ouest sont prises en charge par l'armée du sud et le corps d'armée de von Werder. À partir de 1871, on créa un Gouvernement général de Lorraine avec 18 709 fantassins, 990 cavaliers et 18 canons. À sa tête, on trouve un gouverneur général nommé par l'empereur. Celui-ci commande les fonctionnaires chargés de l'administration et de la collecte des impôts et les troupes militaires chargés de la sécurité.
Les activités de ces troupes sont très ingrates et dangereuses car il y a des francs-tireurs partout et la population ne coopère pas souvent. En cas de soldats tués, les communes doivent payer des amendes, il n'est pas rare qu'on mette le feu à des fermes isolées. Les armes sont confisquées et on exécute parfois des Français en possession d'une arme. Aucun conflit particulier n'est signalé dans les rapports d'état-major allemand pour ce qui est du pays de Bruyères. Les heurts plus sérieux sont dans le nord de la France, dans l'Orléannais, en Bourgogne et dans le pays de Langres.
Les troupes de von Werder ont eu du fil à retordre avec les Chasseurs vosgiens (Vogesenjäger) qui, du pays de Lamarche, venaient faire des incursions de sabotage et de harcèlement des troupes d'étape jusqu'au secteur de Bruyères-Épinal-Remiremont. L'armée d'occupation prussienne a cherché très longtemps le repaire de ces chasseurs vosgiens dont on savait qu'il y avait un centre de formation aux choses de la guerre et de la guérilla. Quand les Prussiens eurent enfin découvert la cachette centrale des chasseurs vosgiens, l'assaut du repère ne fut plus possible car la capitulation venait d'être signée le 29 janvier 1870. Les Chasseurs vosgiens s'étaient retranchés à La Vacheresse entre Contrexéville et Lamarche à l'ouest du département des Vosges.

### Nouvelle communauté juive

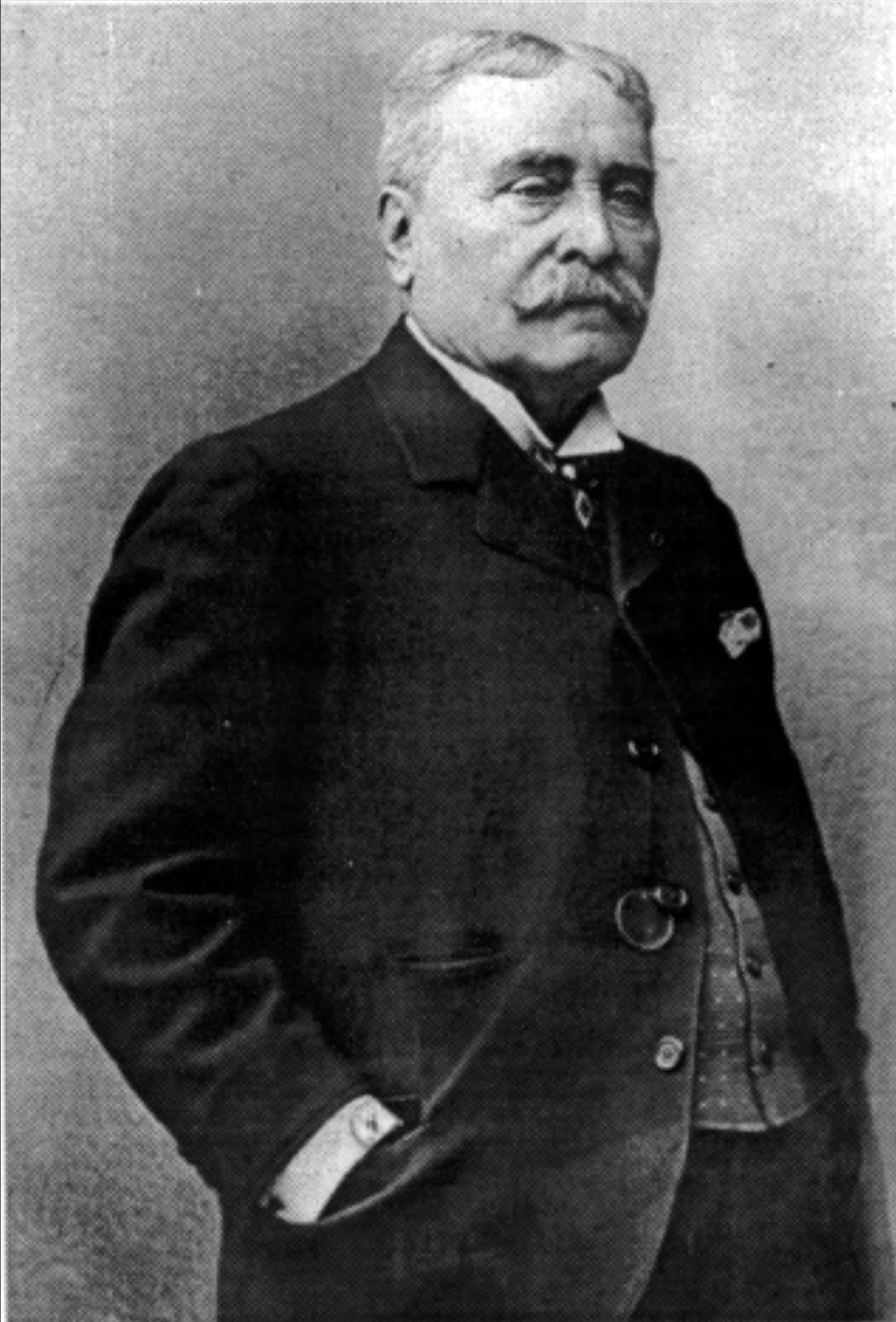
Daniel Iffla Osiris, mécène de la synagogue de Bruyères.

Après l’expulsion des juifs du duché de Lorrain en 1477 par le duc René II, ils sont revenus lentement vers le XVIIe siècle, mais surtout pendant le XVIIIe siècle où ils avaient le droit de s’installer dans certaines bourgades lorraines
Il y a eu des juifs à Bruyères à partir de l’émancipation de 1791 est une communauté israélite est signalée sous la IIIe République. La communauté juive de Bruyères compte trois familles en 1806, en 1813 et probablement autant en 1845. Les juifs de Bruyères fréquentent la synagogue de Rambervillers. En 1867, la communauté compte 46 personnes, elle a donc doublé, et après 1870 elle compte 76 personnes. Elle loue un local en guise d’oratoire et achète un cimetière. La communauté n’a jamais eu de rabbin, mais seulement un ministre officiant
Les premiers immigrants juifs sont souvent des colporteurs, mais au fur et à mesure des années leurs activités professionnelles, la communauté israélite se diversifie et parfois certains de ses membres connaissent une belle ascension sociale. Ils restent néanmoins encore très représentés dans les métiers du commerce, en particulier des vêtements ou des bestiaux. Comme à Bruyères, la foire aux bestiaux avait une place importante dans la vie économique locale, les juifs actifs dans ce secteur ont pu s’installer définitivement dans cette ville et poursuivre leurs activités dans ce domaine où leur expérience n’est plus à démontrer. Avec le temps, de nombreux juifs vosgiens ont accédé à des professions libérales dans le milieu médical, juridique ou bancaire. Certains deviennent également entrepreneurs puisque, dans la région bruyéroise, le secteur du textile bien représenté a offert de nombreux emplois aux habitants.
Quand le bail de l’oratoire ne fut pas renouvelé par le propriétaire en 1891, la communauté israélite de Bruyères acheta une maison avec une grange sans demander l’autorisation du consistoire de l’Est à Vesoul. Elle est finalement autorisée à construire une synagogue par un décret du 16 juin 1901 lorsque le transfert du consistoire de l’Est fut réalisé par le décret du 4 mars 1896 signé par Félix Faure. C’est un Bordelais juif sépharade ayant fait fortune, Daniel Iffla dit Osiris, qui s’est manifesté par courrier le 19 avril 1902 auprès du préfet des Vosges pour lui annoncer qu’il mettait à disposition des fonds pour construire une synagogue à Bruyères. C’est l’architecte parisien Lucien Hess qui fut chargé de la conception. Iffla prit en charge la plupart des frais de construction, la communauté paya le restant. La consécration de la synagogue eut lieu le 17 septembre 1903 avec une allocution du grand rabbin Moïse Schuhl.
En raison de leur origine majoritairement alsacienne ou mosellane, les juifs de Bruyères appartiennent à la communauté de rite ashkénaze qui pratiquent le yiddish en plus de l'hébreu réservé à la liturgie. Ils parlent de « Schul » pour désigner leur nouvelle synagogue comme le font tous les juifs ashkénazes jusqu'en Europe de l'Est. Cependant, ce ne sont pas les seuls à introduire l'accent alsacien dans une terre historiquement romane car d'autres optants non juifs ont fui l'Alsace voisine en 1870-1871 pour trouver une nouvelle vie à Bruyères et d'autres villes vosgiennes voisines.
Sur le monument à la mémoire des victimes de la déportation au cimetière israélite d’Épinal, on peut relever les noms des dix juifs de Bruyères déportés pendant la Seconde Guerre mondiale.
Le cimetière de Bruyères comporte un carré israélite.

### Un des premiers ski-clubs français à Bruyères
L’Histoire du ski dans le massif des Vosges se manifeste par la création de ski-clubs dont le nombre augmente en Europe centrale dans les villes ou en périphérie des massifs vers la fin du XIXe siècle. Les premiers ski-clubs hors de la Norvège sont des clubs allemands dont le premier à Munich en 1891 qui ne dure qu’un an et le second à Todtnau en 1892 qui existe encore à ce jour :
« Todtnau in the Black Forest became a major ski producing town. In 1895 it sent skis to a Frenchman who founded the Ski Club of Bruyères. »
— E. John, B. Allen, The Culture and Sport of Skiing: From Antiquity to World War II
Le ski-club de Bruyères est également très précoce puisqu’il est fondé en 1895, soit un an avant celui de Grenoble, Annaberg et Strasbourg en 1896, quatre ans avant celui de Remiremont et six ans avant celui de Bussang. Le ski-club de Strasbourg avait des sections à Colmar et Mulhouse.
On sait peu de choses sur ce ski-club précoce bruyérois qui nécessiterait une recherche plus poussée dans les documents d'archives. Néanmoins, La plupart des premiers ski-clubs des Vosges sont fondés par les Alsaciens issus des classes moyennes et des métiers exerçant en libéral. À Bruyères, les chefs d'entreprise, les médecins les notables locaux et les commerçants correspondent entre autres à ce profil du nouveau skieur de chaque côté des crêtes vosgiennes. C'est d'autant plus vrai que le ski façon norvégienne avec des lattes plus longues et un seul bâton pour tourner n'est pas encore un ski de descente ou alpin. Il se rapprochait davantage du ski de randonnée nordique.

### Ville garnison et Première Guerre mondiale
À la suite de la défaite de 1870, le site de Bruyères est retenu pour créer des garnisons à un endroit de passage stratégique à quelques kilomètres des crêtes vosgiennes devenues frontières nationales avec l’Empire allemand. Elle se spécialise au début surtout dans l’artillerie et les gardes mobiles.
Trois quartiers voient le jour à Bruyères. :
- le quartier Barbazan ;
- le quartier Humbert ;
- le quartier Mangin.

Ils ont façonné la physionomie de la ville pendant des décennies. Bien que la majeure partie des casernes bruyéroises ait été détruite pendant les bombardements de la Seconde Guerre mondiale, leur démolition définitive s’est étalée sur des années jusqu’en 2016 : le dernier vestige encore debout était la cité du Gai Logis non loin du Lycée Jean Lurçat, lequel a été également construit à l’emplacement de l’ancien quartier Humbert.
Au quartier Humbert se trouvaient le gros des unités d’artillerie mais aussi les casernes des gardes mobiles.
Les premiers régiments d’artillerie arrivés à Bruyères sont successivement les 6e et 10e batteries de montagne du 3e régiment d’artillerie installées en 1884 et transformées en batteries hippomobiles en 1887, puis la 6e batterie d’artillerie du 1er régiment de la 41e division d’infanterie installée en 1895 et enfin les 7e, 8e et 9e batteries du 5e régiment d’artillerie.
Pour ce qui est de l’infanterie, les casernes bruyéroises hébergent le 2e bataillon du 158e régiment d’infanterie, également dans la 41e division, en 1913. Le quartier Barbazan dont l’entrée principale se faisait à hauteur du passage à niveau de la ligne de chemin de fer Arches-Saint-Dié a hébergé le 44e et le 152e régiment d’infanterie, mais aussi le 5e bataillon de chasseurs à pied, surnommé les « Diables Bleus ».
La contre-attaque allemande après la bataille de Morhange conduit à l'occupation de Saint-Dié, à la fois envahie via Sainte-Marguerite à l'est, la vallée de la Fave au nord-est et le col des Raids au nord. Cette invasion provoque l'arrivée le 26 août 1914 à Bruyères par le col du Haut Jacques, d'un flux de 10 000 réfugiés venus de toute la région. La résistance victorieuse des troupes françaises lors de la bataille de la Chipotte dégagera la ville de la menace allemande.

### Seconde Guerre mondiale

#### Troupes d'occupation et centre de formation militaire
Grâce à la publication de mémoires d’anciens soldats ou de récits sur les événements particuliers liés à la Seconde Guerre mondiale, on sait qu’il y a eu à Bruyères une compagnie d’infanterie allemande où on dispensait un enseignement militaire de base pour les jeunes hommes nouvellement recrutés en provenance de tout le Sud-ouest de l’Allemagne. Ce fut par exemple le cas de Hans Baur qui a fait ses classes en 1942 à Bruyères en pays occupé à l’âge de 19 ans avant d’avoir sa première affectation pour le 228e régiment de la 101e division de chasseurs de Heilbronn dans le Bade-Wurtemberg.
Il s’agit de la 215e compagnie de dépôt de canons d'infanterie (215. IG-Ersatzkompanie) dont le code postal de l'unité à Bruyères était le no 48616. Elle fut créée à partir de 1942 mais déjà supprimée en 1943. La compagnie était intégrée au 215e régiment d'infanterie de dépôt sous le commandement du colonel et baron Hartmann Maria von Ow auf Wachendorf du 15 septembre 1942 au 30 avril 1943 dans une unité qui comportait aussi d'autres unités. Les unités de dépôt servaient à entraîner et former les remplacements pour les unités d’actives et elles pouvaient en même temps aussi servir de forces d'occupation ; c’est donc le cas de ce régiment qui a été déployé en France et plus tard aux Pays-Bas. Son passage à Bruyères comme force d’occupation et de formation aura duré une petite année : il aura amené à Bruyères des jeunes hommes allemands qui ont non seulement découvert l’armée en temps de guerre, mais aussi une terre étrangère occupée à laquelle ils ne s’attendaient pas forcément pour faire leurs classes.
Le 215e régiment d'infanterie de dépôt fut créé le 26 août 1939 à Neckarsulm, dans le Ve district militaire de Stuttgart. Il fut placé initialement sous l’autorité du commandant en chef des troupes de dépôt V basées à Prague dans le Protectorat de Bohème et Moravie. Il servait de troupes de remplacement pour la 215e division d’infanterie. Le centre de commandement fut déplacé à Weinsberg en Souabe, puis en 1940 à Heilbronn. Le 13 juillet 1941, le commandement est transféré à Saint-Dié-des-Vosges comme troupes d’occupation. De ce commandement dépendaient les bataillons de dépôt de l’infanterie 111, 380 et 435. À partir du 1er octobre 1942 le régiment est intégré à la 165e division de réserve. À partir du 7 octobre 1942, il est renommé 215e régiment d’infanterie de réserve (Reserve-Infanterie-Regiment 215). Quand il sera stationné à Dijon en novembre 1942, il sera renommé 215e régiment de grenadiers de réserve (Reserve-Grenadier-Regiment 215). En janvier 1944, le centre de commandement est transféré à Flessingue en Zélande pour la protection des côtes. Le 6 mai 1944, le commandement est dissout et le personnel est affecté à la formation militaire de la 70e division d’infanterie.

#### Bataille de Bruyères
Du 26 au 30 octobre 1944, la bataille de Bruyères oppose le 442 RCT (442nd Regimental Combat Team), corps américain constitué de nippo-américains originaires de Hawaï et de Californie, et des troupes allemandes. Cette unité a reçu pour mission de libérer un bataillon américain encerclé depuis le 24 octobre. À la fin de la bataille, on dénombre dans cette unité huit cents victimes, soit presque la moitié de l'effectif. En souvenir de ces combats et de la libération de la cité, les villes de Bruyères et de Honolulu sont jumelées en 1961. La ville a été décorée de la Croix de guerre 1939-1945.